# 国鉄60系客車の新旧番号対照
国鉄60系客車の新旧番号対照（こくてつ60けいきゃくしゃのしんきゅうばんごうたいしょう）
本項目は、日本国有鉄道が木造客車の鋼体化改造により製造した、60系客車の新旧番号対照及び改造工場を記載する。

## 凡例
改造工場の略号は次のとおり。アルファベット2文字で表したものは国鉄工場製、漢字2文字で表したものは民間車両メーカー製である。
- AK - 旭川工場
- KR - 釧路工場
- NH - 苗穂工場
- GK - 五稜郭工場
- TZ - 土崎工場
- MO - 盛岡工場
- KY - 郡山工場
- NT - 新津工場
- OM - 大宮工場
- OY - 大井工場
- OF - 大船工場
- NN - 長野工場
- MT - 松任工場
- NG - 名古屋工場
- TS - 高砂工場
- GT - 後藤工場
- HB - 幡生工場
- TD - 多度津工場
- KK - 小倉工場
- KG - 鹿児島工場

- 愛知 - 愛知富士産業
- 飯野 - 飯野産業→飯野重工業
- 宇車 - 宇都宮車両
- 川車 - 川崎車輛
- 汽支 - 汽車製造東京支店
- 近車 - 近畿車輛
- 帝車 - 帝國車輛工業
- 東急 - 東急車輛製造
- 新潟 - 新潟鐵工所
- 日支 - 日本車輌製造東京支店
- 日車 - 日本車輌製造本店
- 日立 - 日立製作所
- 富産 - 富士産業
- 富士 - 富士重工業
- 富車 - 富士車両
- 輸送 - 輸送機工業

## スロ50形/スロ61形
- スロ50 1 ← スロ61 1 ← ナロハ21497 OM
- スロ50 2 ← スロ61 2 ← ホハ12548 OM
- スロ50 3 ← スロ61 3 ← ナハフ24531 OM
- スロ50 4 ← スロ61 4 ← ナハフ24045 OM
- スロ50 5 ← スロ61 5 ← ナハ22122 OM

- スロ50 6 ← スロ61 6 ← ナハ22621 OM
- スロ50 7 ← スロ61 7 ← ナハ22115 OM
- スロ50 8 ← スロ61 8 ← ホハ12664 OM
- スロ50 9 ← スロ61 9 ← ナロハ21651 OM
- スロ50 10 ← スロ61 10 ← ナハ22603 OM

## スロ60形

### スロ60形0番台
- スロ60 1 ← ナハ23728 OY
- スロ60 2 ← ナハ23729 OY
- スロ60 3 ← ナハ23733 OY
- スロ60 4 ← ナハ23778 OY
- スロ60 5 ← ナハ22064 OY
- スロ60 6 ← ナハ22003 OY
- スロ60 7 ← ナハ22066 OY
- スロ60 8 ← ナハ22501 OY
- スロ60 9 ← ナロハ21525 OM
- スロ60 10 ← ナハ22605 OM

- スロ60 11 ← ナロハ21730 OM
- スロ60 12 ← ナハ22511 OM
- スロ60 13 ← ナハ22080 OM
- スロ60 14 ← ナハ22515 OM
- スロ60 15 ← ナハ22050 OM
- スロ60 16 ← ナハ22052 OM
- スロ60 17 ← ナハ22053 OM
- スロ60 18 ← ナハフ24922 OM
- スロ60 19 ← ナハ22088 OM
- スロ60 20 ← ナハ24521 OM

- スロ60 21 ← ナハ22526 OM
- スロ60 22 ← ホハ12558 OM
- スロ60 23 ← ホハ12541 OM
- スロ60 24 ← ホハ12573 OM
- スロ60 25 ← ホハ12575 OM
- スロ60 26 ← ナハ22608 OM
- スロ60 27 ← ナハフ24072 OM
- スロ60 28 ← ホハ12572 OM
- スロ60 29 ← ホハ12574 OM
- スロ60 30 ← ホハ12576 OM

### スロ60形100番台
- スロ60 113 ← スロ60 13 TS
- スロ60 114 ← スロ60 14 TS

- スロ60 115 ← スロ60 15 TS
- スロ60 116 ← スロ60 16 NG

- スロ60 117 ← スロ60 17 NG
- スロ60 118 ← スロ60 18 NG

## オロ61形

### オロ61形0(2000)番台
- オロ61 2001 ← オハ61 69 NN
- オロ61 2002 ← オハ61 736 NN
- オロ61 2003 ← オハ61 497 NN
- オロ61 2004 ← オハ61 943 NN
- オロ61 2005 ← オハ61 536 NN
- オロ61 2006 ← オハ61 405 NN
- オロ61 2007 ← オハ61 389 NN
- オロ61 2008 ← オハ61 1026 NN
- オロ61 2009 ← オハ61 390 NN
- オロ61 2010 ← オハ61 526 NN
- オロ61 2011 ← オハ61 496 NN
- オロ61 2012 ← オハ61 190 NN
- オロ61 2013 ← オハ61 537 NN
- オロ61 2014 ← オハ61 192 NN
- オロ61 2015 ← オハ61 532 NN
- オロ61 2016 ← オハ61 396 NN
- オロ61 2017 ← オハ61 195 NN
- オロ61 2018 ← オハ61 538 NN
- オロ61 2019 ← オハ61 388 NN
- オロ61 2020 ← オハ61 447 NN

- オロ61 2021 ← オハ61 854 NN
- オロ61 2022 ← オハ61 268 NN
- オロ61 2023 ← オハ61 1008 NN
- オロ61 2024 ← オハ61 324 NN
- オロ61 2025 ← オハ61 452 NN
- オロ61 2026 ← オハ61 317 NN
- オロ61 2027 ← オハ61 316 NN
- オロ61 2028 ← オハ61 318 NN
- オロ61 2029 ← オハ61 453 NN
- オロ61 2030 ← オハ61 989 NN
- オロ61 2031 ← オハ61 451 NN
- オロ61 2032 ← オハ61 990 NN
- オロ61 2033 ← オハ61 731 NN
- オロ61 2034 ← オハ61 534 NN
- オロ61 2035 ← オハ61 338 NN
- オロ61 2036 ← オハ61 336 NN
- オロ61 2037 ← オハ61 846 NN
- オロ61 2038 ← オハ61 789 NN
- オロ61 2039 ← オハ61 796 NN
- オロ61 2040 ← オハ61 864 NN

- オロ61 2041 ← オハ61 661 NN
- オロ61 2042 ← オハ61 723 NN
- オロ61 2043 ← オハ61 673 NN
- オロ61 2044 ← オハ61 585 NN
- オロ61 2045 ← オハ61 196 NN
- オロ61 2046 ← オハ61 674 NN
- オロ61 2047 ← オハ61 852 NN
- オロ61 2048 ← オハ61 992 NN
- オロ61 2049 ← オハ61 787 NN
- オロ61 2050 ← オハ61 197 NN
- オロ61 2051 ← オハ61 198 NN
- オロ61 2052 ← オハ61 110 NN
- オロ61 2053 ← オハ61 253 NN
- オロ61 2054 ← オハ61 189 NN
- オロ61 2055 ← オハ61 202 NN
- オロ61 2056 ← オハ61 919 NN
- オロ61 2057 ← オハ61 921 NN
- オロ61 2058 ← オハ61 290 NN
- オロ61 2059 ← オハ61 271 NN
- オロ61 2060 ← オハ61 769 NN

- オロ61 2061 ← オハ61 650 NN
- オロ61 2062 ← オハ61 651 NN
- オロ61 2063 ← オハ61 652 NN
- オロ61 2064 ← オハ61 653 NN
- オロ61 2065 ← オハ61 660 NN
- オロ61 2066 ← オハ61 920 NN
- オロ61 2067 ← オハ61 329 NN
- オロ61 2068 ← オハ61 95 NN
- オロ61 2069 ← オハ61 22 NN
- オロ61 2070 ← オハ61 607 NN
- オロ61 2071 ← オハ61 315 NN
- オロ61 2072 ← オハ61 608 NN
- オロ61 2073 ← オハ61 107 NN
- オロ61 2074 ← オハ61 116 NN
- オロ61 2075 ← オハ61 126 NN
- オロ61 2076 ← オハ61 555 NN
- オロ61 2077 ← オハ61 203 NN
- オロ61 2078 ← オハ61 106 NN
- オロ61 2079 ← オハ61 103 NN
- オロ61 2080 ← オハ61 347 NN

- オロ61 2081 ← オハ61 670 NN
- オロ61 2082 ← オハ61 546 NN
- オロ61 2083 ← オハ61 547 NN
- オロ61 2084 ← オハ61 204 NN
- オロ61 2085 ← オハ61 241 NN
- オロ61 2086 ← オハ61 242 NN
- オロ61 2087 ← オハ61 119 NN
- オロ61 2088 ← オハ61 123 NN
- オロ61 2089 ← オハ61 679 NN
- オロ61 2090 ← オハ61 127 NN
- オロ61 2091 ← オハ61 128 NN
- オロ61 2092 ← オハ61 545 NN
- オロ61 2093 ← オハ61 754 NN
- オロ61 2094 ← オハ61 755 NN
- オロ61 2095 ← オハ61 814 NN
- オロ61 2096 ← オハ61 252 NN

### オロ61形100番台
- オロ61 101 ← オハ61 853 NN
- オロ61 102 ← オハ61 394 NN
- オロ61 103 ← オハ61 200 NN
- オロ61 104 ← オハ61 81 NN
- オロ61 105 ← オハ61 82 NN
- オロ61 106 ← オハ61 267 NN
- オロ61 2107 OM ← オロ61 107 ← オハ61 801 NN
- オロ61 2108 OM ← オロ61 108 ← オハ61 945 NN
- オロ61 2109 OM ← オロ61 109 ← オハ61 550 NN
- オロ61 2110 OM ← オロ61 110 ← オハ61 800 NN

- オロ61 2111 OM ← オロ61 111 ← オハ61 815 NN
- オロ61 2112 OM ← オロ61 112 ← オハ61 383 NN
- オロ61 113 ← オハ61 191 NN
- オロ61 2114 OM ← オロ61 114 ← オハ61 193 NN
- オロ61 2115 OM← オロ61 115 ← オハ61 917 NN

## スロ62形

### スロ62形0(2000)番台
- スロ62 2002 ← オロ61 2002 TD
- スロ62 2003 ← オロ61 2003 TD
- スロ62 2004 ← オロ61 2004 KK
- スロ62 2005 ← オロ61 2005 TD
- スロ62 2006 ← オロ61 2006 HB
- スロ62 2007 ← オロ61 2007 NN
- スロ62 2008 ← オロ61 2008 NN
- スロ62 2009 ← オロ61 2009 NN
- スロ62 2010 ← オロ61 2010 NG
- スロ62 2011 ← オロ61 2011 NN
- スロ62 2012 ← オロ61 2012 NG
- スロ62 2013 ← オロ61 2013 KK
- スロ62 2014 ← オロ61 2014 NG
- スロ62 2015 ← オロ61 2015 HB
- スロ62 2016 ← オロ61 2016 NN

- スロ62 2017 ← オロ61 2017 GT
- スロ62 2018 ← オロ61 2018 GT
- スロ62 2019 ← オロ61 2019 NN
- スロ62 2020 ← オロ61 2020 GT
- スロ62 2021 ← オロ61 2021 KK
- スロ62 2022 ← オロ61 2022 OM
- スロ62 2023 ← オロ61 2023 OM
- スロ62 2024 ← オロ61 2024 KK
- スロ62 2025 ← オロ61 2025 KK
- スロ62 2026 ← オロ61 2026 TZ
- スロ62 2027 ← オロ61 2027 MO
- スロ62 2028 ← オロ61 2028 GT
- スロ62 2029 ← オロ61 2029 OM
- スロ62 2030 ← オロ61 2030 OM
- スロ62 2031 ← オロ61 2031 KK

- スロ62 2032 ← オロ61 2032 TD
- スロ62 2033 ← オロ61 2033 TD
- スロ62 2034 ← オロ61 2034 TD
- スロ62 2035 ← オロ61 2035 TD
- スロ62 2036 ← オロ61 2036 GT
- スロ62 2037 ← オロ61 2037 MO
- スロ62 2038 ← オロ61 2038 MO
- スロ62 2039 ← オロ61 2039 TZ
- スロ62 2040 ← オロ61 2040 TD
- スロ62 2041 ← オロ61 2041 TD
- スロ62 2042 ← オロ61 2042 NT
- スロ62 2043 ← オロ61 2043 KK
- スロ62 2044 ← オロ61 2044 KK
- スロ62 2045 ← オロ61 2045 KK
- スロ62 2046 ← オロ61 2046 GT

- スロ62 2047 ← オロ61 2047 GT
- スロ62 2048 ← オロ61 2048 GT
- スロ62 2049 ← オロ61 2049 GT
- スロ62 2050 ← オロ61 2050 GT
- スロ62 2051 ← オロ61 2051 NG
- スロ62 2052 ← オロ61 2052 KK
- スロ62 2053 ← オロ61 2053 HB
- スロ62 2054 ← オロ61 2054 OM
- スロ62 2055 ← オロ61 2055 OM
- スロ62 2056 ← オロ61 2056 NN
- スロ62 2057 ← オロ61 2057 NN
- スロ62 2058 ← オロ61 2058 NN
- スロ62 2059 ← オロ61 2059 NN
- スロ62 2060 ← オロ61 2060 NN
- スロ62 2061 ← オロ61 2061 TD

- スロ62 2062 ← オロ61 2062 TD
- スロ62 2063 ← オロ61 2063 TD
- スロ62 2064 ← オロ61 2064 TD
- スロ62 2065 ← オロ61 2065 TD
- スロ62 2066 ← オロ61 2066 TD
- スロ62 2067 ← オロ61 2067 TD
- スロ62 2068 ← オロ61 2068 TD
- スロ62 2069 ← オロ61 2069 TD
- スロ62 2070 ← オロ61 2070 TD
- スロ62 2071 ← オロ61 2071 TD
- スロ62 2072 ← オロ61 2072 TD
- スロ62 2073 ← オロ61 2073 HB
- スロ62 2074 ← オロ61 2074 TD
- スロ62 2075 ← オロ61 2075 HB
- スロ62 2076 ← オロ61 2076 TD

- スロ62 2077 ← オロ61 2077 TD
- スロ62 2083 ← オロ61 2083 HB
- スロ62 2084 ← オロ61 2084 KK
- スロ62 2085 ← オロ61 2085 HB
- スロ62 2086 ← オロ61 2086 HB
- スロ62 2087 ← オロ61 2087 KK
- スロ62 2090 ← オロ61 2090 KK
- スロ62 2091 ← オロ61 2091 TD
- スロ62 2092 ← オロ61 2092 TD
- スロ62 2093 ← オロ61 2093 TD
- スロ62 2094 ← オロ61 2094 OM
- スロ62 2095 ← オロ61 2095 TD
- スロ62 2096 ← オロ61 2096 OM

### スロ62形100(2100)番台
- スロ62 101 ← オロ61 101 KK
- スロ62 102 ← オロ61 102 NN
- スロ62 106 ← オロ61 106 NN
- スロ62 2107 ← オロ61 2107 KK

- スロ62 2108 ← オロ61 2108 KK
- スロ62 2109 ← オロ61 2109 KK
- スロ62 2110 ← オロ61 2110 HB
- スロ62 2111 ← オロ61 2111 HB

- スロ62 2112 ← オロ61 2112 KK
- スロ62 2114 ← オロ61 2114 KK
- スロ62 2115 ← オロ61 2115 NG

### スロ62形500番台
- スロ62 501 ← スロ62 102 GK
- スロ62 502 ← スロ62 106 GK

- スロ62 503 ← スロ62 101 GK
- スロ62 504 ← スロ62 2041 GK

- スロ62 505 ← スロ62 2096 GK
- スロ62 506 ← スロ62 2110 GK

## スロ81形
- スロ81 2101 ← スロ62 2034 MT
- スロ81 2102 ← スロ62 2010 MT
- スロ81 2103 ← スロ62 2043 MT
- スロ81 2104 ← スロ62 2012 MT
- スロ81 2105 ← スロ62 2006 MT
- スロ81 2106 ← スロ62 2028 MT
- スロ81 2107 ← スロ62 2027 MT
- スロ81 2108 ← スロ62 2005 MT
- スロ81 2109 ← スロ62 2053 KK
- スロ81 2110 ← スロ62 2085 KK

- スロ81 2111 ← スロ62 2084 KK
- スロ81 2112 ← スロ62 2083 KK
- スロ81 2113 ← スロ62 2032 NN
- スロ81 2114 ← スロ62 2055 NN
- スロ81 2115 ← スロ62 2090 NN
- スロ81 2116 ← スロ62 2094 NN
- スロ81 2117 ← スロ62 2093 NG
- スロ81 2118 ← スロ62 2039 NG
- スロ81 2119 ← スロ62 2003 NG
- スロ81 2120 ← スロ62 2004 NG

- スロ81 2121 ← スロ62 2002 TS
- スロ81 2122 ← スロ62 2004 TS
- スロ81 2123 ← スロ62 2062 TS
- スロ81 2124 ← スロ62 2070 TS
- スロ81 2125 ← スロ62 2018 OM
- スロ81 2126 ← スロ62 2019 OM
- スロ81 2127 ← スロ62 2022 OM
- スロ81 2128 ← スロ62 2023 OM

## オロフ61形
- オロフ61 2001 ← オハ61 243 NN
- オロフ61 2002 ← オハ61 669 NN
- オロフ61 2003 ← オハ61 117 NN
- オロフ61 2004 ← オロ61 2088 MT
- オロフ61 2005 ← オロ61 2089 MT

- オロフ61 2006 ← オロ61 103 MT
- オロフ61 2007 ← オロ61 104 MT
- オロフ61 2008 ← オロ61 105 MT
- オロフ61 2009 ← オロ61 113 MT
- オロフ61 2010 ← オロ61 2001 OM

- オロフ61 2011 ← オロ61 2078 TZ
- オロフ61 2012 ← オロ61 2079 TZ
- オロフ61 2013 ← オロ61 2080 TZ
- オロフ61 2014 ← オロ61 2081 TZ
- オロフ61 2015 ← オロ61 2082 TZ

## スロフ62形
- スロフ62 2001 ← オロフ61 2001 NT
- スロフ62 2002 ← オロフ61 2002 HB
- スロフ62 2003 ← オロフ61 2003 HB
- スロフ62 2004 ← オロフ61 2004 TD
- スロフ62 2005 ← オロフ61 2005 TD
- スロフ62 2006 ← オロフ61 2006 TD
- スロフ62 2007 ← オロフ61 2007 TD
- スロフ62 2008 ← オロフ61 2008 KK
- スロフ62 2009 ← オロフ61 2009 KK
- スロフ62 2010 ← オロフ61 2010 HB
- スロフ62 2011 ← オロフ61 2011 HB
- スロフ62 2012 ← オロフ61 2012 HB
- スロフ62 2013 ← オロフ61 2013 HB
- スロフ62 2014 ← オロフ61 2014 HB
- スロフ62 2015 ← オロフ61 2015 HB

- スロフ62 2016 ← スロ62 2014 MT
- スロフ62 2017 ← スロ62 2017 TZ
- スロフ62 2018 ← スロ62 2033 MT
- スロフ62 2019 ← スロ62 2036 TZ
- スロフ62 2020 ← スロ62 2063 TS
- スロフ62 2021 ← スロ62 2064 TS
- スロフ62 2022 ← スロ62 2065 TS
- スロフ62 2023 ← スロ62 2077 TZ
- スロフ62 2024 ← スロ62 2091 OM
- スロフ62 2025 ← スロ62 2095 OM
- スロフ62 2026 ← スロ62 2042 NN
- スロフ62 2027 ← スロ62 2009 NN
- スロフ62 2028 ← スロ62 2066 TS
- スロフ62 2029 ← スロ62 2068 NN
- スロフ62 2030 ← スロ62 2109 OM

- スロフ62 2031 ← スロ62 2111 OM
- スロフ62 2032 ← スロ62 2114 NN
- スロフ62 2033 ← スロ62 2115 NN

## オロフ80形
- オロフ80 1 ← オハフ80 1 OM

## スロフ81形
- スロフ81 2101 ← スロ62 2008 MT
- スロフ81 2102 ← スロ62 2045 MT
- スロフ81 2103 ← スロ62 2016 MT
- スロフ81 2104 ← スロ62 2013 MT
- スロフ81 2105 ← スロ62 2069 KK
- スロフ81 2106 ← スロ62 2075 KK
- スロフ81 2107 ← スロ62 2048 NN
- スロフ81 2108 ← スロ62 2067 NN

- スロフ81 2109 ← スロ62 2112 NG
- スロフ81 2110 ← スロ62 2020 NG
- スロフ81 2111 ← スロフ62 2008 TS
- スロフ81 2112 ← スロフ62 2067 TS
- スロフ81 2113 ← スロフ62 2019 OM
- スロフ81 2114 ← スロフ62 2033 OM

## オハ60形

### オハ60形0番台
- オハ60 1 ← ナロネ20139 OY
- オハ60 2 ← ナハ23434 OY
- オハ60 3 ← ナハフ24587 OY
- オハ60 4 ← オハニ25514 OY
- オハ60 5 ← オイヘ26900 OY
- オハ60 6 ← ナロハ21732 OY
- オハ60 7 ← ナハ22065 OY
- オハ60 8 ← ナハ22118 OY
- オハ60 9 ← ナハ22121 OY
- オハ60 10 ← ナハ22133 OY
- オハ60 11 ← ナハ22669 OY
- オハ60 12 ← ナハ22748 OY
- オハ60 13 ← ナハ23512 OY
- オハ60 14 ← ナハ23513 OY
- オハ60 15 ← ナハ23719 OY
- オハ60 16 ← ナハ23726 OY
- オハ60 17 ← ナハフ24059 OM
- オハ60 18 ← ナハ22091 OM
- オハ60 19 ← ナハ22057 OM
- オハ60 20 ← ナハフ24065 OM
- オハ60 21 ← ナハフ24557 OM
- オハ60 22 ← ナロ20609 OM
- オハ60 23 ← ナロハ21540 OM
- オハ60 24 ← ナロハ21457 OM
- オハ60 25 ← ナロハ21637 OM

- オハ60 26 ← ナハ23058 OM
- オハ60 27 ← ナハ22085 OM
- オハ60 28 ← ナハ22086 OM
- オハ60 29 ← ナハ22097 OM
- オハ60 30 ← ナハ22105 OM
- オハ60 31 ← ナハ22108 OM
- オハ60 32 ← ナハ22516 OM
- オハ60 33 ← ナハ22566 OM
- オハ60 34 ← ナハ22584 OM
- オハ60 35 ← ナハ22595 OM
- オハ60 36 ← ナハ22616 OM
- オハ60 37 ← ナハ22624 OM
- オハ60 38 ← ナハ22635 OM
- オハ60 39 ← ナハ23446 OM
- オハ60 40 ← ナハ23447 OM
- オハ60 41 ← ナハ23450 OM
- オハ60 42 ← ホハ12569 OM
- オハ60 43 ← ホハ12570 OM
- オハ60 44 ← ホハ12571 OM
- オハ60 45 ← ナハフ24220 TS
- オハ60 46 ← ナハフ24225 TS
- オハ60 47 ← ナハフ24238 TS
- オハ60 48 ← ナハフ24248 TS
- オハ60 49 ← ナハ22034 TS
- オハ60 50 ← ナハ22267 TS

- オハ60 51 ← ナハ22268 TS
- オハ60 52 ← ナハ22269 TS
- オハ60 53 ← ナハ22272 TS
- オハ60 54 ← ナハ22274 TS
- オハ60 55 ← ナハ22276 TS
- オハ60 56 ← ナハ22293 TS
- オハ60 57 ← ナハ22701 TS
- オハ60 58 ← ナハ22739 TS
- オハ60 59 ← ナハ23073 TS
- オハ60 60 ← ナハ23374 TS
- オハ60 61 ← ナハ23399 TS
- オハ60 62 ← ナハ23509 TS
- オハ60 63 ← ナハ23518 TS
- オハ60 64 ← ナハ23950 TS
- オハ60 65 ← ナイロ20509 HB
- オハ60 66 ← ナロハ21516 HB
- オハ60 67 ← ナロハ21567 HB
- オハ60 68 ← ナロハ21568 HB
- オハ60 69 ← ナハ21961 HB
- オハ60 70 ← ナハ21969 HB
- オハ60 71 ← ナハ22262 HB
- オハ60 72 ← ナハ22263 HB
- オハ60 73 ← ナハ22264 HB
- オハ60 74 ← ナハ22266 HB
- オハ60 75 ← ナハ22339 HB

- オハ60 76 ← ナハ22372 HB
- オハ60 77 ← ナハ22375 HB
- オハ60 78 ← ナハ22376 HB
- オハ60 79 ← ナハ22774 HB
- オハ60 80 ← ナハ22775 HB
- オハ60 81 ← ナハ22932 HB
- オハ60 82 ← ナハ22956 HB
- オハ60 83 ← ナハ22958 HB
- オハ60 84 ← ナハ23001 HB
- オハ60 85 ← ナハ23096 HB
- オハ60 86 ← ナハ23182 HB
- オハ60 87 ← ナハ23331 HB
- オハ60 88 ← ナハ23343 HB
- オハ60 89 ← ナハ21950 KK
- オハ60 90 ← ナハ22203 KK
- オハ60 91 ← ナハ22329 KK
- オハ60 92 ← ナハ22340 KK
- オハ60 93 ← ナハ22382 KK
- オハ60 94 ← ナハ22392 KK
- オハ60 95 ← ナハ22394 KK
- オハ60 96 ← ナハ22395 KK
- オハ60 97 ← ナハ22406 KK
- オハ60 98 ← ナハ22407 KK
- オハ60 99 ← ナハ22527 KK
- オハ60 100 ← ナハ22945 KK

- オハ60 101 ← ナハ22952 KK
- オハ60 102 ← ナハ22982 KK
- オハ60 103 ← ナハ22990 KK
- オハ60 104 ← ナハ23011 KK
- オハ60 105 ← ナハ23029 KK
- オハ60 106 ← ナハ23036 KK
- オハ60 107 ← ナハ23043 KK
- オハ60 108 ← ナハ23084 KK
- オハ60 109 ← ナハ23180 KK
- オハ60 110 ← ナハ23524 KK
- オハ60 111 ← ナハ23592 KK
- オハ60 112 ← ナハ23609 KK
- オハ60 113 ← ナハ22074 NN
- オハ60 114 ← ナハ22176 NN
- オハ60 115 ← ナハ22188 NN
- オハ60 116 ← ナハ22190 NN
- オハ60 117 ← ナハ22349 NN
- オハ60 118 ← ナハ22427 NN
- オハ60 119 ← ナハ22828 NN
- オハ60 120 ← ナハ22878 NN
- オハ60 121 ← ナハ22047 NN
- オハ60 122 ← ナハ22048 NN
- オハ60 123 ← ナハ22019 NN
- オハ60 124 ← ナハ22184 NN
- オハ60 125 ← ナハ22186 NN

- オハ60 126 ← ナハ22187 NN
- オハ60 127 ← ナハ22914 NN
- オハ60 128 ← ナハ22916 NN
- オハ60 129 ← ナハ22917 NN
- オハ60 130 ← ナハ22918 NN
- オハ60 131 ← ナハ22919 NN
- オハ60 132 ← ナハ22920 NN
- オハ60 133 ← ナハ22921 NN
- オハ60 134 ← ナハ22922 NN
- オハ60 135 ← ナハ22923 NN
- オハ60 136 ← ナハ22924 NN
- オハ60 137 ← ナハ22926 NN
- オハ60 138 ← ナハ23487 NN
- オハ60 139 ← ナハ23488 NN
- オハ60 140 ← ナハ23489 NN
- オハ60 141 ← ナハ22174 TZ
- オハ60 142 ← ナハ22179 TZ
- オハ60 143 ← ナハ22453 TZ
- オハ60 144 ← ナハ22491 TZ
- オハ60 145 ← ナハ22790 TZ
- オハ60 146 ← ナハ22820 TZ
- オハ60 147 ← ナハ22832 TZ
- オハ60 148 ← ナハ22905 TZ
- オハ60 149 ← ナハ23112 TZ
- オハ60 150 ← ナハ23123 TZ

- オハ60 151 ← ナハ23124 TZ
- オハ60 152 ← ナハ23125 TZ
- オハ60 153 ← ナハ22361 MO
- オハ60 154 ← ナハ22470 MO
- オハ60 155 ← ナハ22478 MO
- オハ60 156 ← ナハ22488 MO
- オハ60 157 ← ナハ22490 MO
- オハ60 158 ← ナハ22811 MO
- オハ60 159 ← ナハ22814 MO
- オハ60 160 ← ナハ22844 MO
- オハ60 161 ← ナハ22849 MO
- オハ60 162 ← ナハ22855 MO
- オハ60 163 ← ナハ23103 MO
- オハ60 164 ← ナハ23107 MO
- オハ60 165 ← ナハ23119 MO
- オハ60 166 ← ナハ23127 MO
- オハ60 167 ← ナハ23128 MO
- オハ60 168 ← ナハ23130 MO
- オハ60 169 ← ナハフ24509 NH
- オハ60 170 ← ナハフ24742 NH
- オハ60 171 ← ナハ22312 NH
- オハ60 172 ← ナハ22315 NH
- オハ60 173 ← ナハ23269 NH
- オハ60 174 ← ナハ23271 NH
- オハ60 175 ← ナハ23306 NH

- オハ60 176 ← ナハ23308 NH
- オハ60 177 ← ナハ23402 NH
- オハ60 178 ← ナハ23403 NH
- オハ60 179 ← ナハ23404 NH
- オハ60 180 ← ナハ23405 NH
- オハ60 181 ← ナハ23410 NH
- オハ60 182 ← ナハ23411 NH
- オハ60 183 ← ナハ23417 NH
- オハ60 184 ← ナハ23421 NH
- オハ60 185 ← ナハ23422 NH
- オハ60 186 ← ナハ23428 NH
- オハ60 187 ← ナハ23699 NH
- オハ60 188 ← ナハ23703 NH
- オハ60 189 ← ナハ22101 NH
- オハ60 190 ← ナハ22113 NH
- オハ60 191 ← ナハ22518 NH
- オハ60 192 ← ナハ22519 NH
- オハ60 193 ← ナハ22541 NH
- オハ60 194 ← ナハ22542 NH
- オハ60 195 ← ナハ22560 NH
- オハ60 196 ← ナハ22568 NH
- オハ60 197 ← ナハ22632 NH
- オハ60 198 ← ナハ22633 NH
- オハ60 199 ← ナハ23439 NH
- オハ60 200 ← ナハ23454 NH

- オハ60 201 ← ナハ22528 OM
- オハ60 202 ← ナハ22051 OM
- オハ60 203 ← ナハ22054 OM
- オハ60 204 ← ナハ22062 OM
- オハ60 205 ← ナロハ21459 OM
- オハ60 206 ← ナロ20607 OM
- オハ60 207 ← ナロ20611 OM
- オハ60 208 ← ナハ22098 OM
- オハ60 209 ← ナハ22893 NG
- オハ60 210 ← ナハ22913 NG
- オハ60 211 ← ナハ22892 NG
- オハ60 212 ← ナハ23476 NG
- オハ60 213 ← ナハ22162 NG
- オハ60 214 ← ナハ22895 NG
- オハ60 215 ← ナハ23237 NG
- オハ60 216 ← ナハ22875 NG
- オハ60 217 ← ナハ23747 NG
- オハ60 218 ← ナハ22876 NG
- オハ60 219 ← ナハ22626 NG
- オハ60 220 ← ナハ22539 NG
- オハ60 221 ← ナハ22222 TD
- オハ60 222 ← ナハ22760 TD
- オハ60 223 ← ナハ22218 TD
- オハ60 224 ← ナハ22686 TD
- オハ60 225 ← ナハ23193 KK

- オハ60 226 ← ナハ23028 KK
- オハ60 227 ← ナハ22389 KK
- オハ60 228 ← ナハ23924 KK
- オハ60 229 ← ナハフ24129 NN
- オハ60 230 ← ナハ22357 NN
- オハ60 231 ← ナハフ24115 NN
- オハ60 232 ← オニ26500 NN
- オハ60 233 ← ナハ22350 NN
- オハ60 234 ← ナハ22352 NN
- オハ60 235 ← ナハ23962 NN
- オハ60 236 ← ナハ23662 NN
- オハ60 237 ← ナハ23960 TZ
- オハ60 238 ← ナハ22826 TZ
- オハ60 239 ← ナハ22151 TZ
- オハ60 240 ← ナハフ24432 TZ
- オハ60 241 ← ナハ23753 NG
- オハ60 242 ← ナハ23748 NG
- オハ60 243 ← ナハ23080 NG
- オハ60 244 ← ナハフ24251 TS
- オハ60 245 ← ナハフ24174 TS
- オハ60 246 ← ナハ22715 TS
- オハ60 247 ← ナハフ24179 TS
- オハ60 248 ← ナハ22729 TS
- オハ60 249 ← ナハ23783 TS
- オハ60 250 ← ナハフ24289 HB

- オハ60 251 ← オハユ25331 HB
- オハ60 252 ← ナヘロフ21282 HB
- オハ60 253 ← ナハ21962 HB
- オハ60 254 ← ナハ22850 TD
- オハ60 255 ← ナロハ21569 TD
- オハ60 256 ← ナハ22977 TD
- オハ60 257 ← ナハ23333 TD
- オハ60 258 ← ナハフ24364 KK
- オハ60 259 ← ナハ22968 KK
- オハ60 260 ← ナハ22325 KK
- オハ60 261 ← ナロハ21503 KK
- オハ60 262 ← ナロ20624 KK
- オハ60 263 ← ナハ22335 KK
- オハ60 264 ← ナハ22209 KK
- オハ60 265 ← ナハ22041 KK
- オハ60 266 ← ナロハ21598 NN
- オハ60 267 ← ナハ22183 NN
- オハ60 268 ← ナハ22872 NN
- オハ60 269 ← ナハ23128 NN
- オハ60 270 ← ナハフ24433 TZ
- オハ60 271 ← ナハ23657 TZ
- オハ60 272 ← ナハ23797 TZ
- オハ60 273 ← ナハ22450 TZ
- オハ60 274 ← ナハ22433 MO
- オハ60 275 ← ナハ22473 MO

- オハ60 276 ← ナハ23907 MO
- オハ60 277 ← ナハ22843 MO
- オハ60 278 ← ナハ22448 MO
- オハ60 279 ← ナロハ21518 NH
- オハ60 280 ← ナロハ21519 NH
- オハ60 281 ← ナロハ21521 NH
- オハ60 282 ← ナハフ24460 NH
- オハ60 283 ← ナハフ24752 NH
- オハ60 284 ← ナハフ24755 NH
- オハ60 285 ← ナハ22296 NH
- オハ60 286 ← ナハ22299 NH
- オハ60 287 ← ナハ23700 NH
- オハ60 288 ← ナハ23040 AK
- オハ60 289 ← ナハ23409 AK
- オハ60 290 ← ナロハ21606 AK
- オハ60 291 ← ホハ12719 OM
- オハ60 292 ← ナハ22099 OM
- オハ60 293 ← ナハフ24524 OM
- オハ60 294 ← ナハ22592 OM
- オハ60 295 ← ナハ22588 OM
- オハ60 296 ← ナハフ24141 NG
- オハ60 297 ← ナヘロフ21284 NG
- オハ60 298 ← ナハ23721 NG
- オハ60 299 ← ナハ23720 NG
- オハ60 300 ← ナハ21976 NG

- オハ60 301 ← ナハ21977 NG
- オハ60 302 ← ナハ23737 NG
- オハ60 303 ← オユ26006 TS
- オハ60 304 ← ナハフ24246 TS
- オハ60 305 ← ナハフ24253 TS
- オハ60 306 ← ナハ23372 TS
- オハ60 307 ← ナハ22680 TS
- オハ60 308 ← オハユ25307 TS
- オハ60 309 ← ナハ22709 TS
- オハ60 310 ← ナハ22759 TS
- オハ60 311 ← ナハ23954 TS
- オハ60 312 ← ナハ23785 TS
- オハ60 313 ← ナハフ24218 TS
- オハ60 314 ← ナハ22691 TS
- オハ60 315 ← ナハ23260 TS
- オハ60 316 ← ナハ23338 HB
- オハ60 317 ← ナハ21968 HB
- オハ60 318 ← ナハ23197 HB
- オハ60 319 ← ナハ22658 HB
- オハ60 320 ← ナハ23159 HB
- オハ60 321 ← ナハ22343 HB
- オハ60 322 ← ナハ22373 HB
- オハ60 323 ← ナハ23560 HB
- オハ60 324 ← ナハ22261 HB
- オハ60 325 ← ナハ21967 HB

- オハ60 326 ← ナハフ24837 KK
- オハ60 327 ← ナハ22551 KK
- オハ60 328 ← ナハ22322 KK
- オハ60 329 ← ナハ22939 KK
- オハ60 330 ← ナハ23010 KK
- オハ60 331 ← ナハ22408 KK
- オハ60 332 ← ナハ22998 KK
- オハ60 333 ← ナハ23317 KK
- オハ60 334 ← ナハ23005 KK
- オハ60 335 ← ナハ23021 KK
- オハ60 336 ← ナハ23041 KK
- オハ60 337 ← ナハ22587 KK
- オハ60 338 ← ナハフ24309 KK
- オハ60 339 ← ナハ22970 KK
- オハ60 340 ← ナハ22042 KK
- オハ60 341 ← オハユニ25411 TZ
- オハ60 342 ← ナハフ24413 TZ
- オハ60 343 ← ナハ23355 TZ
- オハ60 344 ← ナハ22821 TZ
- オハ60 345 ← ナロハ21480 TZ
- オハ60 346 ← ナロハ21688 TZ
- オハ60 347 ← ナロハ21599 TZ
- オハ60 348 ← ナハ22822 TZ
- オハ60 349 ← ナハ22897 NN
- オハ60 350 ← ナハ23254 NN

- オハ60 351 ← ナハ22614 NN
- オハ60 352 ← ナハ22492 NN
- オハ60 353 ← ナハ22156 NN
- オハ60 354 ← ナハ23527 NN
- オハ60 355 ← ナハ22830 NN
- オハ60 356 ← ナハ23658 NN
- オハ60 357 ← ナハ23496 NN
- オハ60 358 ← ナロハ21594 NN
- オハ60 359 ← ナハ22432 NN
- オハ60 360 ← ナハ21972 NN
- オハ60 361 ← ナハ22927 NN
- オハ60 362 ← ナハ23095 NN
- オハ60 363 ← ナハ22714 NN
- オハ60 364 ← ナハ23117 MO
- オハ60 365 ← ナハ22853 MO
- オハ60 366 ← ナハ22417 MO
- オハ60 367 ← ナハ22462 MO
- オハ60 368 ← ナハフ24453 MO
- オハ60 369 ← オハニ25800 MO
- オハ60 370 ← ナハ23136 MO
- オハ60 371 ← ナハフ24400 MO
- オハ60 372 ← ナハ23798 MO
- オハ60 373 ← ナハ22479 MO
- オハ60 374 ← ナハ22487 MO
- オハ60 375 ← ナハ23905 MO

- オハ60 376 ← ナハ21964 NH
- オハ60 377 ← ナハ22094 NH
- オハ60 378 ← ナハ22096 NH
- オハ60 379 ← ナハ22540 NH
- オハ60 380 ← ナハ23436 NH
- オハ60 381 ← ナハフ24014 NH
- オハ60 382 ← ナハフ24044 NH
- オハ60 383 ← ナハフ24074 NH
- オハ60 384 ← ホハ12542 NH
- オハ60 385 ← ホハ12553 NH
- オハ60 386 ← ホハ12563 NH
- オハ60 387 ← ナハフ24758 AK
- オハ60 388 ← ナロハ21524 AK
- オハ60 389 ← ナロハ21523 AK
- オハ60 390 ← ナハフ24744 AK

### オハ60形1000番台
- オハ60 1001 ← オハ60 11 NG
- オハ60 1002 ← オハ60 12 NG
- オハ60 1003 ← オハ60 13 TS
- オハ60 1004 ← オハ60 14 TS
- オハ60 1005 ← オハ60 50 TS
- オハ60 1006 ← オハ60 51 TS
- オハ60 1007 ← オハ60 52 GT
- オハ60 1008 ← オハ60 53 GT
- オハ60 1009 ← オハ60 56 GT
- オハ60 1010 ← オハ60 57 GT
- オハ60 1011 ← オハ60 62 GT
- オハ60 1012 ← オハ60 63 GT
- オハ60 1013 ← オハ60 64 GT
- オハ60 1014 ← オハ60 81 TS
- オハ60 1015 ← オハ60 82 TS
- オハ60 1016 ← オハ60 83 TS
- オハ60 1017 ← オハ60 112 TS
- オハ60 1018 ← オハ60 225 TS
- オハ60 1019 ← オハ60 244 GT
- オハ60 1020 ← オハ60 245 TS

- オハ60 1021 ← オハ60 246 TS
- オハ60 1022 ← オハ60 247 TS
- オハ60 1023 ← オハ60 248 TS
- オハ60 1024 ← オハ60 249 TS
- オハ60 1025 ← オハ60 253 TS
- オハ60 1026 ← オハ60 319 TS
- オハ60 1027 ← オハ60 360 NG
- オハ60 1028 ← オハ60 361 NG
- オハ60 1029 ← オハ60 362 NG
- オハ60 1030 ← オハ60 363 NG
- オハ60 1031 ← オハ60 107 TD
- オハ60 1032 ← オハ60 108 TD
- オハ60 1033 ← オハ60 203 TD
- オハ60 1034 ← オハ60 204 TD
- オハ60 1035 ← オハ60 208 TD
- オハ60 1036 ← オハ60 221 TD
- オハ60 1037 ← オハ60 222 TD
- オハ60 1038 ← オハ60 223 TD
- オハ60 1039 ← オハ60 224 TD
- オハ60 1040 ← オハ60 256 TD

- オハ60 1041 ← オハ60 257 TD
- オハ60 1042 ← オハ60 303 TD
- オハ60 1043 ← オハ60 304 TD
- オハ60 1044 ← オハ60 305 TD
- オハ60 1045 ← オハ60 306 TD
- オハ60 1046 ← オハ60 307 TD
- オハ60 1047 ← オハ60 389 TD
- オハ60 1048 ← オハ60 390 TD
- オハ60 1049 ← オハ60 249 NT
- オハ60 1050 ← オハ60 350 NT
- オハ60 1051 ← オハ60 351 NT
- オハ60 1052 ← オハ60 191 TD
- オハ60 1053 ← オハ60 197 TD
- オハ60 1054 ← オハ60 205 TD
- オハ60 1055 ← オハ60 254 TD
- オハ60 1056 ← オハ60 255 TD
- オハ60 1057 ← オハ60 325 TD
- オハ60 1058 ← オハ60 387 TD
- オハ60 1059 ← オハ60 1 NT
- オハ60 1060 ← オハ60 2 NT

- オハ60 1061 ← オハ60 220 NT
- オハ60 1062 ← オハ60 299 NT
- オハ60 1063 ← オハ60 113 TD
- オハ60 1064 ← オハ60 115 TD
- オハ60 1065 ← オハ60 127 TD
- オハ60 1066 ← オハ60 132 TD
- オハ60 1067 ← オハ60 135 TD
- オハ60 1068 ← オハ60 136 TD
- オハ60 1069 ← オハ60 137 TD
- オハ60 1070 ← オハ60 138 TD
- オハ60 1071 ← オハ60 206 TD
- オハ60 1072 ← オハ60 323 TD
- オハ60 1073 ← オハ60 324 TD
- オハ60 1074 ← オハ60 376 TD
- オハ60 1075 ← オハ60 379 TD
- オハ60 1076 ← オハ60 381 TD
- オハ60 1077 ← オハ60 388 TD
- オハ60 1078 ← オハ60 156 MO
- オハ60 1079 ← オハ60 157 MO
- オハ60 1080 ← オハ60 170 TZ

- オハ60 1081 ← オハ60 171 TZ
- オハ60 1082 ← オハ60 174 TZ
- オハ60 1083 ← オハ60 175 TZ
- オハ60 1084 ← オハ60 176 TZ
- オハ60 1085 ← オハ60 177 TZ
- オハ60 1086 ← オハ60 178 TZ
- オハ60 1087 ← オハ60 179 TZ
- オハ60 1088 ← オハ60 180 TZ
- オハ60 1089 ← オハ60 181 TZ
- オハ60 1090 ← オハ60 182 TZ
- オハ60 1091 ← オハ60 232 TZ
- オハ60 1092 ← オハ60 233 TZ
- オハ60 1093 ← オハ60 239 TZ
- オハ60 1094 ← オハ60 266 TZ
- オハ60 1095 ← オハ60 276 MO
- オハ60 1096 ← オハ60 277 MO
- オハ60 1097 ← オハ60 245 TZ
- オハ60 1098 ← オハ60 346 TZ
- オハ60 1099 ← オハ60 347 TZ
- オハ60 1100 ← オハ60 348 TZ

- オハ60 1101 ← オハ60 352 TZ
- オハ60 1102 ← オハ60 368 MO
- オハ60 1103 ← オハ60 369 MO
- オハ60 1104 ← オハ60 155 NT
- オハ60 1105 ← オハ60 161 NT
- オハ60 1106 ← オハ60 162 NT
- オハ60 1107 ← オハ60 229 TZ
- オハ60 1108 ← オハ60 230 TZ
- オハ60 1109 ← オハ60 237 TZ

## オハ61形

### オハ61形0(2000)番台
1 - 200
- オハ61 1 ← ナハフ24568 宇車
- オハ61 2 ← ナハフ24580 宇車
- オハ61 3 ← ナハ22089 宇車
- オハ61 4 ← ナハフ24009 宇車
- オハ61 2005 ← オハ61 5 ← ナハ23431 宇車
- オハ61 2006 ← オハ61 6 ← ナハ23756 宇車
- オハ61 7 ← ナハ23459 宇車
- オハ61 8 ← ナハ23228 宇車
- オハ61 9 ← ナハフ24914 宇車
- オハ61 10 ← ナハフ24625 宇車
- オハ61 11 ← ナハ22455 宇車
- オハ61 12 ← ナハ23647 宇車
- オハ61 13 ← ナハ22625 宇車
- オハ61 2014 ← オハ61 14 ← ナハ22158 宇車
- オハ61 15 ← ナハ22909 宇車
- オハ61 2016 ← オハ61 16 ← ナハ22356 宇車
- オハ61 17 ← ナハ22937 宇車
- オハ61 18 ← ナハ22617 宇車
- オハ61 19 ← ナハ23191 宇車
- オハ61 20 ← ナハ22585 宇車
- オハ61 21 ← ホハ12559 宇車
- オハ61 22 ← ナハ22554 宇車
- オハ61 2023 ← オハ61 23 ← ナハフ24694 宇車
- オハ61 2024 ← オハ61 24 ← ホハ12527 宇車
- オハ61 2025 ← オハ61 25 ← ナハ23219 宇車

- オハ61 2026 ← オハ61 26 ← ナハ23222 宇車
- オハ61 2027 ← オハ61 27 ← ナハ23528 宇車
- オハ61 2028 ← オハ61 28 ← ナハ23529 宇車
- オハ61 29 ← ナハ23238 宇車
- オハ61 2030 ← オハ61 30 ← ナハ22873 宇車
- オハ61 31 ← ナハ23663 宇車
- オハ61 32 ← ナハ23132 宇車
- オハ61 33 ← ナハ22906 宇車
- オハ61 2034 ← オハ61 34 ← ホハフ14521 宇車
- オハ61 2035 ← オハ61 35 ← ナハフ24586 宇車
- オハ61 2036 ← オハ61 36 ← ナハフ24078 宇車
- オハ61 2037 ← オハ61 37 ← ナハ22185 宇車
- オハ61 2038 ← オハ61 38 ← オニ26619 宇車
- オハ61 39 ← ナハ22858 宇車
- オハ61 40 ← ナハフ24431 宇車
- オハ61 41 ← ナハ23791 宇車
- オハ61 42 ← ナハフ24642 宇車
- オハ61 2043 ← オハ61 43 ← ナハ22614 宇車
- オハ61 44 ← ナハ22116 宇車
- オハ61 45 ← ナハ22102 宇車
- オハ61 46 ← ナハ23755 宇車
- オハ61 47 ← ナハ22090 宇車
- オハ61 48 ← ナハ22109 宇車
- オハ61 49 ← ナハ22347 宇車
- オハ61 50 ← ナハ22172 宇車

- オハ61 2051 ← オハ61 51 ← ナハ22192 富産
- オハ61 52 ← ナハ23217 富産
- オハ61 53 ← ナハ22674 富産
- オハ61 54 ← ナハ22673 富産
- オハ61 55 ← ナハ23172 富産
- オハ61 2056 ← オハ61 56 ← ナハフ24652 富産
- オハ61 2057 ← オハ61 57 ← ナハ22169 富産
- オハ61 58 ← ナロハ22581 富産
- オハ61 59 ← ナハ22953 富産
- オハ61 60 ← ナハ22954 富産
- オハ61 61 ← ナハ22986 富産
- オハ61 62 ← ナハ22044 富産
- オハ61 63 ← ナハ22045 富産
- オハ61 64 ← ナハ22193 富産
- オハ61 65 ← ナハフ24165 富産
- オハ61 66 ← オハニ25598 富産
- オハ61 2067 ← オハ61 67 ← ナハ22868 富産
- オハ61 2068 ← オハ61 68 ← ナハ23750 富産
- オハ61 69 ← ナハ23213 富産
- オハ61 70 ← ナハフ24351 富産
- オハ61 71 ← ナハ23003 富産
- オハ61 72 ← ナハ23201 富産
- オハ61 73 ← オハニ25578 富産
- オハ61 74 ← ナハフ24376 富産
- オハ61 75 ← ナハフ24329 富産

- オハ61 76 ← ナハ23955 川車
- オハ61 77 ← ナハフ24209 川車
- オハ61 78 ← ナハ23154 川車
- オハ61 79 ← オハユ25312 川車
- オハ61 80 ← ナハ22371 川車
- オハ61 81 ← ナハ23007 川車
- オハ61 82 ← ナハ22374 川車
- オハ61 83 ← ナハ22231 川車
- オハ61 84 ← ナハ22232 川車
- オハ61 85 ← ナハ22402 川車
- オハ61 86 ← ナハ22671 川車
- オハ61 87 ← ナハフ24154 川車
- オハ61 88 ← ナハフ24156 川車
- オハ61 89 ← ナハ22294 川車
- オハ61 90 ← ナハフ24180 川車
- オハ61 91 ← ナハ22295 川車
- オハ61 92 ← ナハ23319 川車
- オハ61 93 ← ナハフ24388 川車
- オハ61 94 ← ナハ22422 川車
- オハ61 95 ← ナハ22960 川車
- オハ61 96 ← ナハ22721 川車
- オハ61 97 ← オニ26750 川車
- オハ61 98 ← オニ26749 川車
- オハ61 99 ← ナハフ24821 川車
- オハ61 100 ← オハニ25582 川車

- オハ61 101 ← ナハ22609 OM
- オハ61 102 ← ナハ23752 OM
- オハ61 103 ← ナハ23580 OM
- オハ61 104 ← ナハ23676 OM
- オハ61 105 ← ナハ23730 OM
- オハ61 106 ← ナハフ24113 OM
- オハ61 107 ← ナハ23736 OM
- オハ61 108 ← ナハ22125 OM
- オハ61 109 ← ナハフ24691 OM
- オハ61 110 ← ナハ22198 OM
- オハ61 111 ← ナハフ24064 OM
- オハ61 112 ← ナハ22664 OM
- オハ61 113 ← オニ26610 OM
- オハ61 114 ← ホハフ14520 OM
- オハ61 115 ← ナハ23156 OM
- オハ61 116 ← ナハフ24700 OM
- オハ61 117 ← ナハフ24654 OM
- オハ61 118 ← ナハニ15748 OM
- オハ61 119 ← ナハ22195 OM
- オハ61 120 ← ナハフ24689 OM
- オハ61 121 ← ナハフ24569 OM
- オハ61 122 ← オニ26710 OM
- オハ61 123 ← ナハ23481 OM
- オハ61 124 ← ナハ23029 OM
- オハ61 125 ← ナハ22665 OM

- オハ61 126 ← ナハ22119 OM
- オハ61 127 ← ナハ22660 OM
- オハ61 128 ← オニ26645 OM
- オハ61 129 ← ナハ23212 OM
- オハ61 130 ← オニ16680 OM
- オハ61 131 ← ナハ22786 OM
- オハ61 132 ← ナハフ24908 OM
- オハ61 133 ← ナハフ24665 OM
- オハ61 134 ← オニ26701 OM
- オハ61 135 ← ナハ23233 OM
- オハ61 136 ← ホハフ14547 OM
- オハ61 137 ← ナハ23556 OM
- オハ61 138 ← オニ26624 OM
- オハ61 139 ← オニ26666 OM
- オハ61 140 ← ナハ22661 OM
- オハ61 141 ← ナハフ24216 OM
- オハ61 142 ← オニ26617 OM
- オハ61 143 ← ナハフ24912 OM
- オハ61 144 ← ナハフ24122 OM
- オハ61 145 ← ナハフ24666 OM
- オハ61 146 ← ナハ23171 OM
- オハ61 147 ← ナハフ24157 OM
- オハ61 148 ← ナハ22123 OM
- オハ61 149 ← ナハ22860 OM
- オハ61 150 ← ナハ22646 OM

- オハ61 151 ← ナハフ24121 OM
- オハ61 152 ← ナハ22649 OM
- オハ61 153 ← ナハ22877 OM
- オハ61 154 ← オハユ25322 OM
- オハ61 155 ← ナハ23683 OM
- オハ61 156 ← ホハ12581 OM
- オハ61 157 ← ナハ22163 OM
- オハ61 158 ← ナハ22899 OM
- オハ61 159 ← ナハフ24667 OM
- オハ61 160 ← ナハ22166 OM
- オハ61 161 ← ナハ23478 NG
- オハ61 162 ← ナハ23086 NG
- オハ61 163 ← オハニ25654 NG
- オハ61 164 ← オハユ25323 NG
- オハ61 165 ← オハユ25324 NG
- オハ61 166 ← ナハ22995 NG
- オハ61 167 ← ナハ22781 NG
- オハ61 168 ← ナハ23056 NG
- オハ61 169 ← ホハフ14463 NG
- オハ61 170 ← オハユニ25403 NG
- オハ61 2171 ← オハ61 171 ← ナハ23505 NG
- オハ61 2172 ← オハ61 172 ← ナハフ24366 NG
- オハ61 2173 ← オハ61 173 ← オユニ26203 NG
- オハ61 2174 ← オハ61 174 ← ナハフ24386 NG
- オハ61 2175 ← オハ61 175 ← ナユニ16454 NG

- オハ61 176 ← ナハフ24340 KK
- オハ61 177 ← ナハフ24339 KK
- オハ61 178 ← オユニ26281 KK
- オハ61 179 ← ナハ22409 KK
- オハ61 180 ← ナハ22381 KK
- オハ61 181 ← ナハ22988 KK
- オハ61 182 ← ナハ22405 KK
- オハ61 183 ← ナハフ24330 KK
- オハ61 184 ← ナハ22020 KK
- オハ61 185 ← オハニ25718 KK
- オハ61 186 ← ナハフ24371 KK
- オハ61 187 ← ナハフ24712 KK
- オハ61 188 ← ナハ22951 KK
- オハ61 189 ← ナハ22934 KK
- オハ61 190 ← ナハ22404 KK
- オハ61 191 ← ナハフ24328 KK
- オハ61 192 ← オニ26787 KK
- オハ61 193 ← ナハ22389 KK
- オハ61 194 ← ナハフ24357 KK
- オハ61 195 ← ナハフ24709 KK
- オハ61 196 ← オハニ25820 KK
- オハ61 197 ← ナハ23088 KK
- オハ61 198 ← ナハフ24322 KK
- オハ61 199 ← ナハフ24335 KK
- オハ61 200 ← ナハフ24363 KK

201 - 400
- オハ61 201 ← ナハフ24310 KK
- オハ61 202 ← オハニ25621 KK
- オハ61 203 ← ナハフ24334 KK
- オハ61 204 ← オハユニ25428 KK
- オハ61 205 ← オニ26660 KK
- オハ61 206 ← ナハフ24000 MO
- オハ61 207 ← ナハ22565 MO
- オハ61 2208 ← オハ61 208 ← ナハフ24001 MO
- オハ61 2209 ← オハ61 209 ← ナハ22460 MO
- オハ61 2210 ← オハ61 210 ← ホハ12585 MO
- オハ61 2211 ← オハ61 211 ← ナハ22580 MO
- オハ61 2212 ← オハ61 212 ← ナハ22027 MO
- オハ61 2213 ← オハ61 213 ← ホハフ14533 MO
- オハ61 2214 ← オハ61 214 ← ナハ23108 MO
- オハ61 2215 ← オハ61 215 ← ナハ22854 MO
- オハ61 2216 ← オハ61 216 ← ナハ22431 MO
- オハ61 217 ← ナハフ24630 MO
- オハ61 218 ← ナハ23793 MO
- オハ61 219 ← オハニ25823 MO
- オハ61 220 ← オハニ25545 MO
- オハ61 221 ← ナハフ24007 MO
- オハ61 222 ← ホハフ14526 MO
- オハ61 223 ← ナハフ24523 MO
- オハ61 224 ← オハニ26263 MO
- オハ61 225 ← ナハ22525 MO

- オハ61 226 ← ホハフ14557 MO
- オハ61 227 ← ナハ22117 MO
- オハ61 228 ← ナハフ24034 MO
- オハ61 229 ← ナハフ24032 MO
- オハ61 230 ← ナハ21960 MO
- オハ61 2231 ← オハ61 231 ← ナハフ24541 MO
- オハ61 2232 ← オハ61 232 ← ナハユニ14513 MO
- オハ61 2233 ← オハ61 233 ← ホハフ14539 MO
- オハ61 2234 ← オハ61 234 ← ナハ22134 MO
- オハ61 2235 ← オハ61 235 ← ナハユニ15350 MO
- オハ61 236 ← ナハフ24112 NH
- オハ61 237 ← ナハ22908 NH
- オハ61 238 ← ナハ22149 NH
- オハ61 239 ← ナハ22802 NH
- オハ61 240 ← ナハフ24430 NH
- オハ61 241 ← ホハ12533 NH
- オハ61 242 ← ナハフ24575 NH
- オハ61 243 ← ホハフ14542 NH
- オハ61 244 ← ナハ21952 NH
- オハ61 245 ← ナハ23114 NH
- オハ61 246 ← ナハ23138 NH
- オハ61 247 ← ナハフ24449 NH
- オハ61 248 ← ナハ22351 NH
- オハ61 249 ← ナハ22458 NH
- オハ61 250 ← ナハフ24458 NH

- オハ61 251 ← ナハ22903 NH
- オハ61 252 ← ナハ23456 NH
- オハ61 253 ← ホハフ14649 NH
- オハ61 254 ← ナハ22610 NH
- オハ61 255 ← ナハ22561 NH
- オハ61 256 ← オハニ25552 NH
- オハ61 257 ← ナハ23768 NH
- オハ61 258 ← ナハ23109 NH
- オハ61 259 ← ホハ12531 NH
- オハ61 260 ← ホハ12538 NH
- オハ61 261 ← ナロハ21690 NH
- オハ61 262 ← ナハ22303 NH
- オハ61 263 ← ナハ22801 NH
- オハ61 264 ← ナハ22472 NH
- オハ61 265 ← ナハフ24403 NH
- オハ61 2266 ← オハ61 266 ← ホハ12633 AK
- オハ61 267 ← ナロフ21233 AK
- オハ61 268 ← ナハフ24425 AK
- オハ61 269 ← ナロハ21686 AK
- オハ61 270 ← ナハフ24445 AK
- オハ61 271 ← ナハフ24627 AK
- オハ61 272 ← ナハフ24454 AK
- オハ61 273 ← オユニ26394 AK
- オハ61 274 ← ナロハフ21801 AK
- オハ61 275 ← ナハ23305 AK

- オハ61 276 ← ナハ22476 AK
- オハ61 277 ← ホハ12630 AK
- オハ61 278 ← ホハ10081 AK
- オハ61 279 ← ナハフ24442 AK
- オハ61 280 ← ナハ23708 AK
- オハ61 281 ← ホハ10084 AK
- オハ61 282 ← オハユニ25421 AK
- オハ61 283 ← ナハ23288 AK
- オハ61 284 ← ホハフ14639 AK
- オハ61 285 ← オユニ26392 AK
- オハ61 286 ← ナハ23113 MO
- オハ61 287 ← ホハ12643 MO
- オハ61 288 ← ナハユニ15504 MO
- オハ61 289 ← ナハ23727 MO
- オハ61 290 ← ナハ22806 MO
- オハ61 291 ← ナハユニ15328 MO
- オハ61 292 ← ナハユニ15339 MO
- オハ61 293 ← ナハユニ15508 MO
- オハ61 294 ← ナハユニ15329 MO
- オハ61 295 ← ホハフ14552 MO
- オハ61 296 ← ナハフ24102 MO
- オハ61 297 ← ナハ22437 MO
- オハ61 298 ← ホハフ14518 MO
- オハ61 299 ← ナハ22547 MO
- オハ61 300 ← ナハフ24426 MO

- オハ61 301 ← ナハフ24646 MO
- オハ61 302 ← ナハ22454 MO
- オハ61 303 ← ナハ23790 MO
- オハ61 304 ← ホハフ14554 MO
- オハ61 305 ← ナハ22831 MO
- オハ61 306 ← ナハ22474 MO
- オハ61 2307 ← オハ61 307 ← ナハ22787 MO
- オハ61 308 ← ナハ22364 MO
- オハ61 309 ← ナハ22125 MO
- オハ61 310 ← ナハ22816 MO
- オハ61 311 ← ナハ22129 MO
- オハ61 2312 ← オハ61 312 ← ナハニ15882 MO
- オハ61 2313 ← オハ61 313 ← オハニ25549 MO
- オハ61 2314 ← オハ61 314 ← オハニ25535 MO
- オハ61 315 ← ナハ22523 MO
- オハ61 316 ← ナハユニ15495 MO
- オハ61 317 ← オハニ25560 MO
- オハ61 318 ← ナロハ21452 MO
- オハ61 319 ← ナハニ15919 MO
- オハ61 320 ← ホハフ14550 MO
- オハ61 321 ← ナハフ24573 MO
- オハ61 322 ← ホハフ14551 MO
- オハ61 323 ← ホハフ14552 MO
- オハ61 324 ← ナハフ24593 MO
- オハ61 2325 ← オハ61 325 ← ナハフ24590 MO

- オハ61 2326 ← オハ61 326 ← ナハ22079 OM
- オハ61 2327 ← オハ61 327 ← ナハ22484 OM
- オハ61 2328 ← オハ61 328 ← ナハ22067 OM
- オハ61 329 ← ナハ22915 OM
- オハ61 330 ← ナハフ24075 OM
- オハ61 331 ← ナハ22544 OM
- オハ61 332 ← ナロハ21492 OM
- オハ61 333 ← ナハ22506 OM
- オハ61 334 ← ナハ22075 OM
- オハ61 335 ← ナロハ21676 OM
- オハ61 336 ← ナハ23746 NG
- オハ61 2337 ← オハ61 337 ← ナハフ24696 NG
- オハ61 338 ← ナハ22900 NG
- オハ61 2339 ← オハ61 339 ← オハユニ25402 NG
- オハ61 2340 ← オハ61 340 ← ナハフ24146 NG
- オハ61 2341 ← オハ61 341 ← ナハフ24145 NG
- オハ61 2342 ← オハ61 342 ← ナハフ24120 NG
- オハ61 343 ← ナハ23683 NG
- オハ61 344 ← オハニ25743 NG
- オハ61 345 ← ナハニ15815 NG
- オハ61 346 ← ナハニ15767 NG
- オハ61 347 ← ナハフ24256 NG
- オハ61 348 ← ナハ23691 NG
- オハ61 349 ← ナハ22282 NG
- オハ61 350 ← ナハフ24112 NG

- オハ61 351 ← ナハ23469 NG
- オハ61 352 ← ナハ22835 NG
- オハ61 353 ← ナハユニ25379 NG
- オハ61 354 ← ナハ23482 NG
- オハ61 355 ← ナハ23223 NG
- オハ61 356 ← ナハ23226 NG
- オハ61 357 ← ホハ15764 NG
- オハ61 358 ← ナハフ24035 NG
- オハ61 2359 ← オハ61 359 ← ナハフ24855 NG
- オハ61 2360 ← オハ61 360 ← ナハフ24036 NG
- オハ61 361 ← ナハ23157 TS
- オハ61 362 ← ナハ22698 TS
- オハ61 363 ← ナハ22771 TS
- オハ61 364 ← ナハ22700 TS
- オハ61 365 ← ナハ22651 TS
- オハ61 366 ← ナハ22479 TS
- オハ61 367 ← ナハ22756 TS
- オハ61 368 ← ナハ23168 TS
- オハ61 369 ← ナハ23774 TS
- オハ61 370 ← オニ26642 TS
- オハ61 371 ← ナハ23438 TS
- オハ61 372 ← ナハ23392 TS
- オハ61 373 ← ナハ23521 TS
- オハ61 374 ← ナハ22275 TS
- オハ61 375 ← ナハ22710 TS

- オハ61 376 ← ナハ23340 TS
- オハ61 377 ← ナハ22690 TS
- オハ61 378 ← ナハ22240 TS
- オハ61 379 ← ナハ22258 TS
- オハ61 380 ← ナハ22238 TS
- オハ61 381 ← ナハ22694 OM
- オハ61 382 ← オハニ25592 TS
- オハ61 383 ← ナハ23595 TS
- オハ61 2384 ← オハ61 384 ← オユニ25389 TS
- オハ61 2385 ← オハ61 385 ← ホハ12600 TS
- オハ61 2386 ← オハ61 386 ← ホハフ14451 TS
- オハ61 2387 ← オハ61 387 ← ナハ22943 TS
- オハ61 388 ← オニ26614 TS
- オハ61 389 ← オニ16682 TS
- オハ61 390 ← オユニ26378 OM
- オハ61 391 ← オニ26672 TS
- オハ61 392 ← ナハフ24331 TS
- オハ61 393 ← ホハ13533 TS
- オハ61 394 ← ナハフ24380 TS
- オハ61 395 ← ナハ22426 TS
- オハ61 396 ← ナロハ21366 TS
- オハ61 397 ← ナハ22410 TS
- オハ61 398 ← ナハ22390 TS
- オハ61 399 ← ナハフ24353 OM
- オハ61 400 ← ナハフ24426 MO

401 - 600
- オハ61 401 ← ナユニ16451 TS
- オハ61 402 ← ナハ22283 OM
- オハ61 403 ← オハニ25830 OM
- オハ61 404 ← ナハ22194 TS
- オハ61 405 ← オハニ25732 TS
- オハ61 406 ← ナハフ24443 東急
- オハ61 407 ← ナハフ 24864 東急
- オハ61 408 ← ナハ22464 東急
- オハ61 409 ← ナハ23469 東急
- オハ61 410 ← ホハフ14015 東急
- オハ61 2411 ← オハ61 411 ← ナハフ24618 東急
- オハ61 412 ← ナハ22857 東急
- オハ61 413 ← ナハフ24795 東急
- オハ61 414 ← ナハ23616 東急
- オハ61 415 ← ナハ23681 東急
- オハ61 416 ← ホハフ14612 東急
- オハ61 417 ← ナハフ24396 東急
- オハ61 418 ← ナハ23133 東急
- オハ61 2419 ← オハ61 419 ← ナロハ21620 東急
- オハ61 2420 ← オハ61 420 ← ナハ22468 東急
- オハ61 2421 ← オハ61 421 ← ナハ23652 東急
- オハ61 422 ← ナハ23810 東急
- オハ61 423 ← ナハ22800 東急
- オハ61 424 ← ナハ22443 東急
- オハ61 2425 ← オハ61 425 ← ナハ23035 東急

- オハ61 426 ← ナハ23600 日車
- オハ61 427 ← ナハ22852 日車
- オハ61 428 ← ナハフ24128 日車
- オハ61 429 ← ナハ22362 日車
- オハ61 2430 ← オハ61 430 ← ナハフ24527 日車
- オハ61 431 ← ナハ22363 日車
- オハ61 432 ← ナハ22612 日車
- オハ61 2433 ← オハ61 433 ← ナハ22867 日車
- オハ61 2434 ← オハ61 434 ← ホハ12551 日車
- オハ61 2435 ← オハ61 435 ← ナハ22447 日車
- オハ61 2436 ← オハ61 436 ← ナハフ24857 日車
- オハ61 2437 ← オハ61 437 ← ナハ23255 日車
- オハ61 2438 ← オハ61 438 ← ナハ22593 日車
- オハ61 2439 ← オハ61 439 ← ナハ22563 日車
- オハ61 2440 ← オハ61 440 ← ナハ22630 日車
- オハ61 2441 ← オハ61 441 ← ナハ22808 日車
- オハ61 2442 ← オハ61 442 ← ナハ22846 日車
- オハ61 2443 ← オハ61 443 ← ナハ23628 日車
- オハ61 2444 ← オハ61 444 ← ナハ22137 日車
- オハ61 2445 ← オハ61 245 ← ナハフ24132 日車
- オハ61 2446 ← オハ61 446 ← ナハニ15767 愛知
- オハ61 447 ← ナハ22521 愛知
- オハ61 448 ← ナハ22962 愛知
- オハ61 449 ← ナハフ24576 愛知
- オハ61 450 ← ナハ22537 愛知

- オハ61 451 ← ホハフ14543 愛知
- オハ61 452 ← ナハフ24553 愛知
- オハ61 453 ← ホハフ14509 愛知
- オハ61 454 ← ナハフ24082 愛知
- オハ61 455 ← ナハフ24529 愛知
- オハ61 456 ← ナハ22966 愛知
- オハ61 457 ← ナハフ24536 愛知
- オハ61 458 ← ナハフ24554 愛知
- オハ61 459 ← ナハフ24571 愛知
- オハ61 460 ← ホハフ14537 愛知
- オハ61 461 ← ナハフ24515 愛知
- オハ61 2462 ← オハ61 462 ← ナハ22520 愛知
- オハ61 2463 ← オハ61 463 ← ホハフ14540 愛知
- オハ61 2464 ← オハ61 464 ← ナハ22604 愛知
- オハ61 2465 ← オハ61 465 ← ナハ23457 愛知
- オハ61 2466 ← オハ61 466 ← ナハフ24546 川車
- オハ61 2467 ← オハ61 467 ← ナロハ21494 川車
- オハ61 468 ← ナハ23231 川車
- オハ61 469 ← ホハフ14504 川車
- オハ61 470 ← ナハフ24437 川車
- オハ61 471 ← ナハフ24197 川車
- オハ61 472 ← ナハフ24060 川車
- オハ61 473 ← ナハ22881 川車
- オハ61 474 ← ナハフ24111 川車
- オハ61 475 ← ナハフ24077 川車

- オハ61 476 ← ナハ22182 川車
- オハ61 477 ← ナハ22154 川車
- オハ61 478 ← ナハ22358 川車
- オハ61 479 ← ナハ22558 川車
- オハ61 480 ← ナハフ24544 川車
- オハ61 481 ← ナハフ24109 川車
- オハ61 482 ← ナハ22103 川車
- オハ61 483 ← ナハ23668 川車
- オハ61 484 ← ナハ22539 川車
- オハ61 485 ← ナハ23054 川車
- オハ61 486 ← ナハ23160 日立
- オハ61 487 ← ナハフ24119 日立
- オハ61 488 ← ナハフ24308 日立
- オハ61 489 ← ナハフ24198 日立
- オハ61 490 ← ナハ22994 日立
- オハ61 2491 ← オハ61 491 ← ナハ23187 日立
- オハ61 492 ← ナハ23074 日立
- オハ61 493 ← ナハ23751 日立
- オハ61 494 ← ナハ23355 日立
- オハ61 495 ← ナハフ24358 日立
- オハ61 496 ← ナハフ24354 日立
- オハ61 497 ← ナハ23852 日立
- オハ61 498 ← ナハ23611 日立
- オハ61 499 ← ナハフ24673 日立
- オハ61 500 ← ナハ23065 日立

- オハ61 2501 ← オハ61 501 ← ナハフ24333 日立
- オハ61 502 ← ナハフ24356 日立
- オハ61 503 ← ナハフ24360 日立
- オハ61 504 ← ナハ22418 日立
- オハ61 505 ← ナハフ24182 日立
- オハ61 2506 ← オハ61 506 ← ホハフ15610 新潟
- オハ61 507 ← ホハ12720 新潟
- オハ61 2508 ← オハ61 508 ← ナハフ24083 新潟
- オハ61 509 ← ナハフ24448 新潟
- オハ61 510 ← ホハフ14467 新潟
- オハ61 511 ← ナハ23680 東急
- オハ61 512 ← ナハフ24444 東急
- オハ61 2513 ← オハ61 513 ← ナハフ24361 東急
- オハ61 2514 ← オハ61 514 ← ナハ22842 東急
- オハ61 2515 ← オハ61 515 ← ナハ22464 東急
- オハ61 2516 ← オハ61 516 ← ナハフ24693 愛知
- オハ61 517 ← ナハフ24653 愛知
- オハ61 518 ← ナハ23224 愛知
- オハ61 519 ← ナハ22884 愛知
- オハ61 520 ← ナハ23250 愛知
- オハ61 521 ← ナハ23506 愛知
- オハ61 522 ← ナハ23502 愛知
- オハ61 2523 ← オハ61 523 ← ナハ22888 愛知
- オハ61 2524 ← オハ61 524 ← ナハフ24132 愛知
- オハ61 2525 ← オハ61 525 ← オニ26759 愛知

- オハ61 526 ← ナハ22245 近車
- オハ61 2527 ← オハ61 527 ← ナハ22291 近車
- オハ61 2528 ← オハ61 528 ← ナハ23368 近車
- オハ61 2529 ← オハ61 529 ← オハニ25752 近車
- オハ61 2530 ← オハ61 530 ← ナハフ24234 近車
- オハ61 2531 ← オハ61 531 ← ナハ22773 帝車
- オハ61 532 ← ナハ23320 帝車
- オハ61 2533 ← オハ61 533 ← ナハ23775 帝車
- オハ61 534 ← ナハ22215 帝車
- オハ61 535 ← ナハフ24387 帝車
- オハ61 536 ← ナハフ24703 川車
- オハ61 537 ← ホハ12608 川車
- オハ61 538 ← ナハ22864 川車
- オハ61 539 ← ホハ12599 川車
- オハ61 540 ← ナハフ24585 川車
- オハ61 541 ← ナハフ24968 川車
- オハ61 542 ← ナハ21970 川車
- オハ61 543 ← オハニ25602 川車
- オハ61 544 ← ナハ22199 川車
- オハ61 545 ← ナハ22201 川車
- オハ61 546 ← ナハ22337 日立
- オハ61 547 ← ナハ22370 日立
- オハ61 548 ← ナハフ24314 日立
- オハ61 549 ← ナハフ24716 日立
- オハ61 550 ← ナロハ21734 日立

- オハ61 551 ← オハユニ25424 日立
- オハ61 552 ← ナハユニ15337 日立
- オハ61 553 ← ナハ22973 日立
- オハ61 554 ← オハユ25332 日立
- オハ61 555 ← ナロ20622 日立
- オハ61 556 ← ナハ23530 MO
- オハ61 2557 ← オハ61 557 ← ホハフ12624 MO
- オハ61 2558 ← オハ61 558 ← ナハ22847 MO
- オハ61 559 ← ナハ22845 MO
- オハ61 560 ← ナハ23675 MO
- オハ61 2561 ← オハ61 561 ← ホハフ14657 MO
- オハ61 562 ← ナハ23769 MO
- オハ61 2563 ← オハ61 563 ← ナハ23301 MO
- オハ61 564 ← ナハ23118 MO
- オハ61 565 ← ナハ22461 MO
- オハ61 566 ← ナハ23420 MO
- オハ61 567 ← ホハ12645 MO
- オハ61 568 ← オハニ25707 MO
- オハ61 2569 ← オハ61 569 ← ナロフ21213 MO
- オハ61 2570 ← オハ61 570 ← ナハフ24634 MO
- オハ61 571 ← ナハ23590 MO
- オハ61 2572 ← オハ61 572 ← ナハユニ15391 MO
- オハ61 573 ← オハニ25716 MO
- オハ61 574 ← ホハ12628 MO
- オハ61 575 ← ホハフ14650 MO

- オハ61 576 ← ホハ12642 MO
- オハ61 2577 ← オハ61 577 ← ナハ23277 MO
- オハ61 2578 ← オハ61 578 ← オハユニ26307 MO
- オハ61 2579 ← オハ61 579 ← ナハ22805 MO
- オハ61 2580 ← オハ61 580 ← ナハ23651 MO
- オハ61 2581 ← オハ61 581 ← ナハフ24397 MO
- オハ61 2582 ← オハ61 582 ← ナハ22471 MO
- オハ61 583 ← ナハフ24925 MO
- オハ61 2584 ← オハ61 584 ← ナハニ12875 MO
- オハ61 2585 ← オハ61 585 ← オハニ25504 MO
- オハ61 2586 ← オハ61 586 ← ナハ22489 MO
- オハ61 587 ← ナハ23115 MO
- オハ61 2588 ← オハ61 588 ← ナハニ15908 MO
- オハ61 2589 ← オハ61 589 ← ナハ23274 MO
- オハ61 590 ← ホハフ14019 MO
- オハ61 591 ← ナハフ24012 NG
- オハ61 2592 ← オハ61 592 ← チホニ901 NG
- オハ61 2593 ← オハ61 593 ← ナハフ24505 NG
- オハ61 2594 ← オハ61 594 ← オニ16679 NG
- オハ61 2595 ← オハ61 595 ← オニ26514 NG
- オハ61 2596 ← オハ61 596 ← オニ26756 NG
- オハ61 2597 ← オハ61 597 ← オニ26635 NG
- オハ61 2598 ← オハ61 598 ← オニ26623 NG
- オハ61 2599 ← オハ61 599 ← チホニ1905 NG
- オハ61 600 ← ナハ22191 NG

601 - 800
- オハ61 601 ← ホハ12583 NG
- オハ61 2602 ← オハ61 602 ← ナロ21135 NG
- オハ61 603 ← オハニ25543 NG
- オハ61 604 ← ナハ22076 NG
- オハ61 605 ← ナハフ24559 NG
- オハ61 2606 ← オハ61 606 ← オニ26712 NG
- オハ61 607 ← ナハフ24008 NG
- オハ61 608 ← オユニ25292 NG
- オハ61 609 ← オユニ26296 NG
- オハ61 610 ← オユニ26294 NG
- オハ61 611 ← ナハ22254 TS
- オハ61 612 ← ナハ23377 TS
- オハ61 613 ← ナハ22859 TS
- オハ61 2614 ← オハ61 614 ← ナハ23375 TS
- オハ61 2615 ← オハ61 615 ← オハニ25831 TS
- オハ61 2616 ← オハ61 616 ← ナハ22865 TS
- オハ61 617 ← ナハフ24674 TS
- オハ61 618 ← ナハ23474 TS
- オハ61 619 ← ナハニ15818 TS
- オハ61 620 ← ナハ22259 TS
- オハ61 621 ← オハユニ25404 TS
- オハ61 2622 ← オハ61 622 ← ナハ22171 TS
- オハ61 2623 ← オハ61 623 ← ナハ22862 TS
- オハ61 2624 ← オハ61 624 ← ナハ22757 TS
- オハ61 2625 ← オハ61 625 ← ナハフ24147 TS

- オハ61 2626 ← オハ61 626 ← オハニ25585 TS
- オハ61 2627 ← オハ61 627 ← ナハ23515 TS
- オハ61 2628 ← オハ61 628 ← ナハフ24651 TS
- オハ61 2629 ← オハ61 629 ← ナハフ24659 TS
- オハ61 2630 ← オハ61 630 ← ナハフ24671 TS
- オハ61 2631 ← オハ61 631 ← ナハ23360 TS
- オハ61 2632 ← オハ61 632 ← ナハ22885 TS
- オハ61 2633 ← オハ61 633 ← オニ26762 TS
- オハ61 634 ← オニ26784 TS
- オハ61 635 ← ナハ23356 TS
- オハ61 636 ← ナハニ15831 TS
- オハ61 637 ← ナハ22692 TS
- オハ61 638 ← ナハフ24139 TS
- オハ61 639 ← オハニ25567 TS
- オハ61 640 ← オハユ25327 TS
- オハ61 641 ← ナハ21970 KK
- オハ61 642 ← ナハ22365 KK
- オハ61 643 ← ナハフ24176 KK
- オハ61 644 ← ナハ22345 KK
- オハ61 645 ← ナハ22285 KK
- オハ61 646 ← ナハ22712 KK
- オハ61 647 ← ナハフ24299 KK
- オハ61 648 ← ナハ23754 KK
- オハ61 649 ← ナハ22399 KK
- オハ61 650 ← ナハニ15770 KK

- オハ61 651 ← ナハフ24606 KK
- オハ61 652 ← ホハフ14267 KK
- オハ61 653 ← ナハ22220 KK
- オハ61 654 ← ナハ22776 KK
- オハ61 655 ← ナハ23149 KK
- オハ61 656 ← ナハニ15806 KK
- オハ61 657 ← オユニ26273 KK
- オハ61 658 ← ナハ23198 KK
- オハ61 659 ← ナユニ16450 KK
- オハ61 660 ← オユニ26372 KK
- オハ61 661 ← ナハ22689 KK
- オハ61 662 ← ナハ22277 KK
- オハ61 663 ← オハニ25614 KK
- オハ61 664 ← オハニ25615 KK
- オハ61 665 ← ナハニ15822 KK
- オハ61 666 ← ナハ22281 KK
- オハ61 667 ← ナハ23200 KK
- オハ61 668 ← ナロネ20107 KK
- オハ61 669 ← ナハ23398 KK
- オハ61 670 ← オニ26705 KK
- オハ61 671 ← ナハ22316 KK
- オハ61 672 ← ナハ22378 KK
- オハ61 673 ← ナハ23327 KK
- オハ61 674 ← ホハフ14590 KK
- オハ61 675 ← ナハニ15960 KK

- オハ61 676 ← ナハ22287 KK
- オハ61 677 ← ナハ22730 KK
- オハ61 678 ← ホハ13508 KK
- オハ61 679 ← オニ26706 KK
- オハ61 680 ← オハユ25326 KK
- オハ61 681 ← ナハフ24245 KK
- オハ61 682 ← オニ26789 KK
- オハ61 683 ← ナハフ24303 KK
- オハ61 684 ← ナハユニ15388 KK
- オハ61 685 ← ナハ22987 KK
- オハ61 2686 ← オハ61 686 ← ナハユニ15340 MO
- オハ61 2687 ← オハ61 687 ← オニ26783 MO
- オハ61 2688 ← オハ61 688 ← ナハ22483 MO
- オハ61 2689 ← オハ61 689 ← ナハ23077 MO
- オハ61 690 ← ナハ23100 MO
- オハ61 2691 ← オハ61 691 ← ナハ22475 MO
- オハ61 2692 ← オハ61 692 ← ナハ23677 MO
- オハ61 693 ← オハニ25714 MO
- オハ61 694 ← オハニ25519 MO
- オハ61 695 ← オニ26779 MO
- オハ61 696 ← ナロフ21214 MO
- オハ61 2697 ← オハ61 697 ← ナハ23653 MO
- オハ61 698 ← ナハフ24784 MO
- オハ61 699 ← ナハフ24632 MO
- オハ61 2700 ← オハ61 700 ← ナハ22456 MO

- オハ61 701 ← ナハフ24452 MO
- オハ61 2702 ← オハ61 702 ← オニ26714 MO
- オハ61 2703 ← オハ61 703 ← オハニ25537 MO
- オハ61 2704 ← オハ61 704 ← ナハフ24794 MO
- オハ61 2705 ← オハ61 705 ← オニ26781 MO
- オハ61 706 ← オニ26775 MO
- オハ61 707 ← オハニ25708 MO
- オハ61 708 ← ナハ23134 MO
- オハ61 709 ← ナハ23673 MO
- オハ61 710 ← オニ26778 MO
- オハ61 711 ← ナハユニ15501 MO
- オハ61 712 ← ナハ23137 MO
- オハ61 2713 ← オハ61 713 ← ナハニ15879 MO
- オハ61 2714 ← オハ61 714 ← ナハフ24778 MO
- オハ61 2715 ← オハ61 715 ← ナハフ24457 MO
- オハ61 2716 ← オハ61 716 ← ナハ22851 MO
- オハ61 2717 ← オハ61 717 ← ナハフ24455 MO
- オハ61 2718 ← オハ61 718 ← ナハ22445 MO
- オハ61 2719 ← オハ61 719 ← ナハフ24450 MO
- オハ61 2720 ← オハ61 720 ← ナハ23141 MO
- オハ61 2721 ← オハ61 721 ← ナハフ24421 NN
- オハ61 2722 ← オハ61 722 ← ホハ12528 NN
- オハ61 723 ← ナハフ24566 NN
- オハ61 724 ← ナロハ21528 NN
- オハ61 725 ← ナハ22060 NN

- オハ61 726 ← ナハフ24582 NN
- オハ61 727 ← ナロハ21529 NN
- オハ61 728 ← ナハフ24584 NN
- オハ61 2729 ← オハ61 729 ← ホハ12579 NN
- オハ61 2730 ← オハ61 730 ← ナロハ21670 NN
- オハ61 731 ← ナハフ24150 NN
- オハ61 2732 ← オハ61 732 ← ナハ22502 NN
- オハ61 733 ← ナハ24552 NN
- オハ61 734 ← ナハフ24550 NN
- オハ61 735 ← ナハフ24555 NN
- オハ61 736 ← オユニ26265 NN
- オハ61 2737 ← オハ61 737 ← ナハ23483 NN
- オハ61 2738 ← オハ61 738 ← ナハフ24690 NN
- オハ61 2739 ← オハ61 739 ← ナハ22069 NN
- オハ61 2740 ← オハ61 740 ← オハユ25305 NN
- オハ61 2741 ← オハ61 741 ← ナハフ24004 NN
- オハ61 2742 ← オハ61 742 ← ナハ23490 NN
- オハ61 2743 ← オハ61 743 ← ナハ23495 NN
- オハ61 2744 ← オハ61 744 ← オハニ25538 NN
- オハ61 2745 ← オハ61 745 ← ナハ22071 NN
- オハ61 2746 ← オハ61 746 ← ナハ23235 NN
- オハ61 2747 ← オハ61 747 ← ナハフ24859 NN
- オハ61 2748 ← オハ61 748 ← ナハフ24860 NN
- オハ61 2749 ← オハ61 749 ← ナハフ24408 NN
- オハ61 2750 ← オハ61 750 ← ナハ23693 NN

- オハ61 2751 ← オハ61 751 ← ナハ22037 NN
- オハ61 2752 ← オハ61 752 ← ナハ22038 NN
- オハ61 2753 ← オハ61 753 ← オユニ26290 NN
- オハ61 754 ← ナハ22508 NN
- オハ61 755 ← ナハ22070 NN
- オハ61 756 ← オユニ26304 NN
- オハ61 757 ← ナハ22513 NN
- オハ61 758 ← ナハフ24039 NN
- オハ61 759 ← ホハ12606 NN
- オハ61 760 ← ナハフ24056 NN
- オハ61 761 ← ナハ22110 NN
- オハ61 762 ← ナロハ21499 NN
- オハ61 763 ← オユニ26286 NN
- オハ61 764 ← ナハ22509 NN
- オハ61 765 ← ナハフ24028 NN
- オハ61 766 ← ナハ22095 NN
- オハ61 767 ← ホハ14555 NN
- オハ61 768 ← オニ26618 NN
- オハ61 769 ← ナハ23492 NN
- オハ61 770 ← ナハフ24130 NN
- オハ61 771 ← ホハ13513 TS
- オハ61 772 ← ナハ22684 TS
- オハ61 773 ← ナハ22782 TS
- オハ61 774 ← ホハフ14574 TS
- オハ61 775 ← ナハ23206 TS

- オハ61 776 ← ナハ22295 TS
- オハ61 777 ← ナハ22704 TS
- オハ61 778 ← ナハ22290 TS
- オハ61 779 ← ホハ14567 TS
- オハ61 780 ← ナハ23362 TS
- オハ61 781 ← ナハ22332 TS
- オハ61 782 ← ナハ22535 TS
- オハ61 783 ← ホハフ14594 TS
- オハ61 784 ← ナハ22393 TS
- オハ61 785 ← ナハ22319 TS
- オハ61 786 ← ナハ23547 TS
- オハ61 787 ← ナハ22533 TS
- オハ61 788 ← オハニ25748 TS
- オハ61 789 ← ナハフ24888 TS
- オハ61 790 ← ナハ23207 TS
- オハ61 791 ← オハニ25722 TS
- オハ61 792 ← ナハ22336 TS
- オハ61 793 ← ナハ23378 TS
- オハ61 794 ← ナハ22331 TS
- オハ61 795 ← ナハニ15959 TS
- オハ61 796 ← オユニ26297 TS
- オハ61 797 ← オハニ25794 TS
- オハ61 798 ← ナハフ24603 TS
- オハ61 799 ← ナハニ15959 TS
- オハ61 800 ← ナハ23366 TS

801 - 1000
- オハ61 801 ← ナハフ24327 KK
- オハ61 802 ← ナハ23018 KK
- オハ61 803 ← ナハ22324 KK
- オハ61 804 ← ナハ23045 KK
- オハ61 805 ← ナロハ21312 KK
- オハ61 806 ← ナロ20637 KK
- オハ61 807 ← オハニ25630 KK
- オハ61 808 ← ナハ22415 KK
- オハ61 809 ← ナハ22967 KK
- オハ61 810 ← ナハ22328 KK
- オハ61 811 ← ナハ23031 KK
- オハ61 812 ← ナハフ24336 KK
- オハ61 813 ← ナハ22935 KK
- オハ61 814 ← ナハ23344 KK
- オハ61 815 ← ナハ22971 KK
- オハ61 816 ← ナハユニ15352 新潟
- オハ61 2817 ← オハ61 817 ← ナハフ24461 新潟
- オハ61 2818 ← オハ61 818 ← ナハフ24528 新潟
- オハ61 2819 ← オハ61 819 ← ナハ22081 新潟
- オハ61 820 ← ナハ22555 新潟
- オハ61 821 ← ナハフ24872 新潟
- オハ61 2822 ← オハ61 822 ← オハニ25513 新潟
- オハ61 2823 ← オハ61 823 ← ナハフ24878 新潟
- オハ61 2824 ← オハ61 824 ← ナハフ24640 新潟
- オハ61 2825 ← オハ61 825 ← ナロハ21677 新潟

- オハ61 2826 ← オハ61 826 ← オハニ25534 新潟
- オハ61 2827 ← オハ61 827 ← ナハ22477 宇車
- オハ61 828 ← ホハ12655 宇車
- オハ61 829 ← ナハフ24055 東急
- オハ61 830 ← オハニ25536 東急
- オハ61 831 ← オユニ26288 東急
- オハ61 832 ← ナハフ24699 東急
- オハ61 833 ← オハユ25390 東急
- オハ61 834 ← ナロハ21701 輸送
- オハ61 835 ← オニ266691 輸送
- オハ61 836 ← ナハ23532 輸送
- オハ61 837 ← ナハフ24305 輸送
- オハ61 838 ← ナハフ24385 輸送
- オハ61 839 ← オハユ25335 輸送
- オハ61 2840 ← オハ61 840 ← ナハ23467 輸送
- オハ61 2841 ← オハ61 841 ← ナハ23091 輸送
- オハ61 2842 ← オハ61 842 ← オユニ26280 輸送
- オハ61 843 ← ナハフ24315 輸送
- オハ61 844 ← オハユニ25325 輸送
- オハ61 845 ← ナハ22989 輸送
- オハ61 846 ← ナハフ24849 輸送
- オハ61 847 ← ナハユニ15367 輸送
- オハ61 2848 ← オハ61 848 ← ホハフ14455 帝車
- オハ61 2849 ← オハ61 849 ← ナハ23782 帝車
- オハ61 2850 ← オハ61 850 ← ナハ23762 帝車

- オハ61 2851 ← オハ61 851 ← ナハ23384 帝車
- オハ61 2852 ← オハ61 852 ← ナロハ21509 帝車
- オハ61 853 ← ナハニ15906 帝車
- オハ61 854 ← ナハフ24168 帝車
- オハ61 855 ← ナハフ24850 飯野
- オハ61 856 ← ナハフ24602 飯野
- オハ61 857 ← ナハ23583 飯野
- オハ61 858 ← オハニ25612 飯野
- オハ61 859 ← オハニ25605 飯野
- オハ61 860 ← ナハ23572 飯野
- オハ61 861 ← ナハ23537 飯野
- オハ61 862 ← ナハ22257 飯野
- オハ61 863 ← ナハ23367 飯野
- オハ61 864 ← ナハ23151 飯野
- オハ61 865 ← ナハ23534 飯野
- オハ61 866 ← オハユ25341 AK
- オハ61 867 ← ナハフ25754 AK
- オハ61 868 ← ナハ23423 AK
- オハ61 2869 ← オハ61 869 ← ナハ23272 AK
- オハ61 2870 ← オハ61 870 ← ナハ23281 AK
- オハ61 2871 ← オハ61 871 ← ナハフ24737 AK
- オハ61 2872 ← オハ61 872 ← ホハ12615 AK
- オハ61 2873 ← オハ61 873 ← ナハ23275 AK
- オハ61 2874 ← オハ61 874 ← ホハフ14660 AK
- オハ61 2875 ← オハ61 875 ← ナハ23290 AK

- オハ61 876 ← ナハフ24765 MO
- オハ61 2877 ← オハ61 877 ← ナハ23309 MO
- オハ61 878 ← ナハフ24405 MO
- オハ61 879 ← ナハユニ15361 MO
- オハ61 880 ← ナハフ24533 MO
- オハ61 881 ← オハニ25739 MO
- オハ61 882 ← ナハフ24873 MO
- オハ61 883 ← ナハ23129 MO
- オハ61 884 ← ナハフ24456 MO
- オハ61 885 ← ナハ22797 MO
- オハ61 2886 ← オハ61 886 ← ナハフ24770 MO
- オハ61 2887 ← オハ61 887 ← ナハフ24506 MO
- オハ61 2888 ← オハ61 888 ← ナハ22484 MO
- オハ61 889 ← オニ26684 MO
- オハ61 2890 ← オハ61 890 ← ナロフ21209 MO
- オハ61 2891 ← オハ61 891 ← ナハユニ15362 MO
- オハ61 892 ← オハニ25730 MO
- オハ61 2893 ← オハ61 893 ← ナハ23697 MO
- オハ61 2894 ← オハ61 894 ← ナハフ24773 MO
- オハ61 895 ← ナハフ24927 MO
- オハ61 2896 ← オハ61 896 ← ナハ23648 MO
- オハ61 897 ← ナハフ24760 MO
- オハ61 898 ← ナハフ24504 MO
- オハ61 2899 ← オハ61 899 ← ナハユニ15357 MO
- オハ61 2900 ← オハ61 900 ← オハユニ25401 MO

- オハ61 2901 ← オハ61 901 ← オニ16670 MO
- オハ61 902 ← ナハフ24771 MO
- オハ61 2903 ← オハ61 903 ← ナハフ24867 MO
- オハ61 2904 ← オハ61 904 ← オハニ25506 MO
- オハ61 2905 ← オハ61 905 ← ナハフ24772 MO
- オハ61 2906 ← オハ61 906 ← ナハユニ15362 MO
- オハ61 2907 ← オハ61 907 ← ナハ23294 MO
- オハ61 2908 ← オハ61 908 ← オハニ25646 MO
- オハ61 2909 ← オハ61 909 ← ナハフ24543 MO
- オハ61 2910 ← オハ61 910 ← オユニ26384 MO
- オハ61 2911 ← オハ61 911 ← オハニ25812 MO
- オハ61 2912 ← オハ61 912 ← オハユニ25400 MO
- オハ61 2913 ← オハ61 913 ← ナロフ21274 MO
- オハ61 2914 ← オハ61 914 ← オハニ25801 MO
- オハ61 2915 ← オハ61 915 ← オユニ26285 MO
- オハ61 916 ← オル27702 TZ
- オハ61 917 ← ナハ23131 TZ
- オハ61 918 ← オハユニ25412 TZ
- オハ61 919 ← オニ26770 TZ
- オハ61 920 ← オハニ25702 TZ
- オハ61 921 ← オニ26680 TZ
- オハ61 922 ← ナハフ24774 TZ
- オハ61 923 ← ナハフ24636 TZ
- オハ61 924 ← オニ26688 TZ
- オハ61 2925 ← オハ61 925 ← ナハ23144 TZ

- オハ61 2926 ← オハ61 926 ← ナハフ24526 TZ
- オハ61 2927 ← オハ61 927 ← ホハフ14607 TZ
- オハ61 2928 ← オハ61 928 ← ナハフ24417 TZ
- オハ61 2929 ← オハ61 929 ← オハニ25703 TZ
- オハ61 930 ← ナハユニ25512 TZ
- オハ61 931 ← ナハフ24852 TZ
- オハ61 932 ← ナハフ24684 TZ
- オハ61 933 ← ナハ23179 TZ
- オハ61 934 ← ナハ23062 TZ
- オハ61 935 ← ナエ27006 TZ
- オハ61 936 ← ナエ27005 TZ
- オハ61 937 ← ナエ17132 NN
- オハ61 938 ← ナハ23665 NN
- オハ61 939 ← ナハフ24826 NN
- オハ61 940 ← ナエ17133 NN
- オハ61 941 ← オユニ26262 NN
- オハ61 2942 ← オハ61 942 ← オハニ25592 NG
- オハ61 943 ← ナハ23316 NG
- オハ61 944 ← ナハフ24207 NG
- オハ61 945 ← ナハ23058 NG
- オハ61 946 ← ナハ23780 NG
- オハ61 947 ← ナハ23486 NG
- オハ61 948 ← ナハ22035 NG
- オハ61 949 ← ナハ23173 NG
- オハ61 950 ← ナハフ25594 NG

- オハ61 951 ← オハニ25595 NG
- オハ61 952 ← オハニ25749 NG
- オハ61 953 ← ナハ23543 NG
- オハ61 954 ← ナハ23581 NG
- オハ61 955 ← ナハ23744 NG
- オハ61 956 ← オニ26703 NG
- オハ61 957 ← ナハ23321 NG
- オハ61 958 ← ナハ23164 NG
- オハ61 959 ← オハニ25753 NG
- オハ61 960 ← ナハフ24827 NG
- オハ61 961 ← ナハフ24683 NG
- オハ61 962 ← ナハ23575 NG
- オハ61 963 ← ナハフ24682 NG
- オハ61 964 ← ナハフ24708 NG
- オハ61 965 ← ナハ23779 NG
- オハ61 966 ← オユニ26359 TS
- オハ61 967 ← ナハ23388 TS
- オハ61 968 ← オハニ25553 TS
- オハ61 969 ← ナハ22777 TS
- オハ61 970 ← オハニ25503 TS
- オハ61 971 ← ナハ23627 TS
- オハ61 972 ← ホハ13512 TS
- オハ61 973 ← ナハ23189 TS
- オハ61 974 ← ナハ22318 TS
- オハ61 2975 ← オハ61 975 ← オニ26669 TS

- オハ61 2976 ← オハ61 976 ← ナハ22722 TS
- オハ61 2977 ← オハ61 977 ← オハユニ25414 TS
- オハ61 2978 ← オハ61 978 ← ホハ13511 TS
- オハ61 2979 ← オハ61 979 ← ナハ23781 TS
- オハ61 2980 ← オハ61 980 ← オヤ26801 TS
- オハ61 981 ← ナハ23652 TS
- オハ61 982 ← オハニ25810 TS
- オハ61 983 ← ナエ17158 TS
- オハ61 984 ← ホハ13514 TS
- オハ61 985 ← ナハ23874 TS
- オハ61 986 ← オハニ25809 TS
- オハ61 987 ← ナエ27010 TS
- オハ61 988 ← ナハ22032 TS
- オハ61 989 ← ナエ17145 TS
- オハ61 990 ← ナハフ24608 TS
- オハ61 991 ← ホハ13515 TS
- オハ61 992 ← ナハフ24298 TS
- オハ61 993 ← オハニ25653 TS
- オハ61 994 ← ナハ23395 TS
- オハ61 995 ← ナエ17125 TS
- オハ61 996 ← ナロハ21697 TS
- オハ61 997 ← ナエ27003 TS
- オハ61 998 ← オハニ25579 TS
- オハ61 999 ← ナハニ15962 TS
- オハ61 1000 ← オニ26785 TS

1001 - 1052
- オハ61 1001 ← ナエ27004 TS
- オハ61 1002 ← ナエ17124 TS
- オハ61 1003 ← ナハ23185 TS
- オハ61 1004 ← ホハフ14579 TS
- オハ61 1005 ← オユニ26153 TS
- オハ61 1006 ← ナハ22419 TS
- オハ61 1007 ← ナハニ15813 TS
- オハ61 1008 ← オハユ25310 TS
- オハ61 3009 ← オハ61 1009 ← ナハ23763 TS
- オハ61 3010 ← オハ61 1010 ← オハニ25657 TS
- オハ61 3011 ← オハ61 1011 ← ナハニ15963 TS
- オハ61 3012 ← オハ61 1012 ← オハユニ25419 TS
- オハ61 1013 ← オハニ25604 TS
- オハ61 1014 ← ナハユニ15391 TS
- オハ61 1015 ← オユニ26275 TS
- オハ61 1016 ← オユニ26367 TS
- オハ61 1017 ← ナエ27007 TS
- オハ61 1018 ← オハニ25591 TS
- オハ61 1019 ← オユニ26300 TS
- オハ61 1020 ← オユニ26298 TS
- オハ61 1021 ← オハニ25711 KK
- オハ61 1022 ← ナハ23607 KK
- オハ61 1023 ← ナハ23740 KK
- オハ61 1024 ← オユニ27276 KK
- オハ61 1025 ← ナハ23042 KK

- オハ61 1026 ← ナハユニ15366 KK
- オハ61 1027 ← ナハ23622 KK
- オハ61 1028 ← ナイロ29504 KK
- オハ61 1029 ← オハニ25623 KK
- オハ61 1030 ← ナハユニ15375 KK
- オハ61 1031 ← オハニ25659 KK
- オハ61 1032 ← オハニ25596 KK
- オハ61 1033 ← ナハ22639 KK
- オハ61 1034 ← ナハ23770 KK
- オハ61 1035 ← ナハユニ15327 KK
- オハ61 1036 ← オハユニ25429 KK
- オハ61 1037 ← ナハユニ15382 KK
- オハ61 1038 ← オハユ25316 KK
- オハ61 1039 ← オハユニ25433 KK
- オハ61 1040 ← ナエ17118 KK
- オハ61 1041 ← ナハフ24649 輸送
- オハ61 1042 ← ナハフ24614 輸送
- オハ61 1043 ← ナハ23174 輸送
- オハ61 1044 ← ナハ22679 輸送
- オハ61 1045 ← ナハフ24624 輸送
- オハ61 1046 ← ナハ23564 輸送
- オハ61 1047 ← ナハ22036 輸送
- オハ61 1048 ← ナハフ24678 輸送
- オハ61 1049 ← ナハフ24224 輸送
- オハ61 1050 ← ナハフ24829 輸送

- オハ61 1051 ← ナハフ24882 輸送
- オハ61 1052 ← ナハ23568 輸送

### オハ61形1500番台
- オハ61 1501 ← オハ61 494 KK
- オハ61 1502 ← オハ61 495 KK
- オハ61 1503 ← オハ61 499 KK
- オハ61 1504 ← オハ61 548 KK
- オハ61 1505 ← オハ61 810 KK
- オハ61 1506 ← オハ61 946 KK
- オハ61 1507 ← オハ61 1021 KK
- オハ61 1508 ← オハ61 1023 KK
- オハ61 1509 ← オハ61 1024 KK
- オハ61 1510 ← オハ61 1032 KK
- オハ61 1511 ← オハ61 1033 KK
- オハ61 1512 ← オハ61 1034 KK
- オハ61 1513 ← オハ61 1035 KK
- オハ61 1514 ← オハ61 1036 KK
- オハ61 1515 ← オハ61 1038 KK
- オハ61 1516 ← オハ61 680 KG
- オハ61 1517 ← オハ61 681 KG
- オハ61 1518 ← オハ61 804 KK
- オハ61 1519 ← オハ61 1013 KK
- オハ61 1520 ← オハ61 1025 KK

- オハ61 1521 ← オハ61 1031 KK
- オハ61 1522 ← オハ61 292 TZ
- オハ61 1523 ← オハ61 407 TZ
- オハ61 1524 ← オハ61 410 TZ
- オハ61 1525 ← オハ61 1041 TS
- オハ61 1526 ← オハ61 1042 TS
- オハ61 1527 ← オハ61 1043 TS
- オハ61 1528 ← オハ61 165 KK
- オハ61 1529 ← オハ61 166 KK
- オハ61 1530 ← オハ61 167 KK
- オハ61 1531 ← オハ61 639 KK
- オハ61 1532 ← オハ61 109 TD
- オハ61 1533 ← オハ61 795 TD
- オハ61 1534 ← オハ61 799 TD
- オハ61 1535 ← オハ61 994 TD
- オハ61 1536 ← オハ61 941 TD
- オハ61 1537 ← オハ61 956 TS
- オハ61 1538 ← オハ61 957 TS
- オハ61 1539 ← オハ61 2975 TS
- オハ61 1540 ← オハ61 3 TD

- オハ61 1541 ← オハ61 12 TD
- オハ61 1542 ← オハ61 399 TD
- オハ61 1543 ← オハ61 402 TD
- オハ61 1544 ← オハ61 498 TD
- オハ61 1545 ← オハ61 517 TD
- オハ61 1546 ← オハ61 672 TD
- オハ61 1547 ← オハ61 676 TD
- オハ61 1548 ← オハ61 677 TD
- オハ61 1549 ← オハ61 813 TD
- オハ61 1550 ← オハ61 1015 TD
- オハ61 1551 ← オハ61 1016 TD
- オハ61 1552 ← オハ61 935 TD
- オハ61 1553 ← オハ61 938 TD
- オハ61 1554 ← オハ61 962 TS
- オハ61 1555 ← オハ61 964 TS
- オハ61 1556 ← オハ61 973 TS
- オハ61 1557 ← オハ61 1044 TS
- オハ61 1558 ← オハ61 201 TD
- オハ61 1559 ← オハ61 403 TD
- オハ61 1560 ← オハ61 404 TD

- オハ61 1561 ← オハ61 553 TD
- オハ61 1562 ← オハ61 603 TD
- オハ61 1563 ← オハ61 605 TD
- オハ61 1564 ← オハ61 790 TD
- オハ61 1565 ← オハ61 793 TD
- オハ61 1566 ← オハ61 858 TD
- オハ61 1567 ← オハ61 859 TD
- オハ61 1568 ← オハ61 860 TD
- オハ61 1569 ← オハ61 861 TD
- オハ61 1570 ← オハ61 991 TD
- オハ61 1571 ← オハ61 993 TD
- オハ61 1572 ← オハ61 590 TZ
- オハ61 1573 ← オハ61 591 TZ
- オハ61 1574 ← オハ61 319 TD
- オハ61 1575 ← オハ61 857 TD
- オハ61 1576 ← オハ61 986 TD
- オハ61 1577 ← オハ61 987 TD
- オハ61 1578 ← オハ61 936 TS
- オハ61 1579 ← オハ61 952 TS
- オハ61 1580 ← オハ61 960 TS

- オハ61 1581 ← オハ61 961 TS
- オハ61 1582 ← オハ61 1045 TS
- オハ61 1583 ← オハ61 187 TD
- オハ61 1584 ← オハ61 205 TD
- オハ61 1585 ← オハ61 551 TD
- オハ61 1586 ← オハ61 675 TD
- オハ61 1587 ← オハ61 812 TD
- オハ61 1588 ← オハ61 847 TD
- オハ61 1589 ← オハ61 865 TD
- オハ61 1590 ← オハ61 1017 TD
- オハ61 1591 ← オハ61 309 TZ
- オハ61 1592 ← オハ61 507 TZ

## オハ62形
- オハ62 1 ← ナハフ24466 NH
- オハ62 2 ← チホニ911 NH
- オハ62 3 ← ナハ22313 NH
- オハ62 4 ← ナロハフ21802 NH
- オハ62 5 ← ナハ23738 NH
- オハ62 6 ← ナハフ24866 NH
- オハ62 7 ← ナハ22142 NH
- オハ62 8 ← ナハフ24525 NH
- オハ62 9 ← ナハ22435 NH
- オハ62 10 ← ホハ12524 NH
- オハ62 11 ← ホハ12617 NH
- オハ62 12 ← ナハ23904 NH
- オハ62 13 ← ナハ22143 NH
- オハ62 14 ← ホハ12618 NH
- オハ62 15 ← ナハ22439 NH
- オハ62 16 ← ホハ12637 NH
- オハ62 17 ← ナハ22354 NH
- オハ62 18 ← ナハ22469 NH
- オハ62 19 ← ホハフ14642 NH
- オハ62 20 ← ホハフ14553 NH
- オハ62 21 ← ナハフ24741 AK
- オハ62 22 ← ホハ12653 AK
- オハ62 23 ← ナハ23298 AK
- オハ62 24 ← ナハフ24503 AK
- オハ62 25 ← ホハ12648 AK

- オハ62 26 ← ホハ12532 AK
- オハ62 27 ← ナハフ24440 AK
- オハ62 28 ← ホハ12646 AK
- オハ62 29 ← ホハフ14646 AK
- オハ62 30 ← ナロハ21603 AK
- オハ62 31 ← ナハ23713 AK
- オハ62 32 ← ナハ23276 AK
- オハ62 33 ← ホハ10139 AK
- オハ62 34 ← ホハ10138 AK
- オハ62 35 ← ナハ22498 AK
- オハ62 36 ← ナハフ24757 AK
- オハ62 37 ← ナハフ24467 AK
- オハ62 38 ← ナハ23279 AK
- オハ62 39 ← ホハ12636 AK
- オハ62 40 ← ホハ12654 AK
- オハ62 41 ← オハニ25736 AK
- オハ62 42 ← オハニ25738 AK
- オハ62 43 ← オハユニ25420 AK
- オハ62 44 ← ナイロ20508 AK
- オハ62 45 ← ナロハ21372 AK
- オハ62 46 ← ナハ23111 AK
- オハ62 47 ← ナハフ24756 AK
- オハ62 48 ← ホハ10083 AK
- オハ62 49 ← ナハフ24500 AK
- オハ62 50 ← ホハフ14653 AK

- オハ62 51 ← ナハ23841 NH
- オハ62 52 ← ナハ23419 NH
- オハ62 53 ← ナハ23102 NH
- オハ62 54 ← ホハ12364 NH
- オハ62 55 ← ホハ10127 NH
- オハ62 56 ← ホハ10129 NH
- オハ62 57 ← ホハ10115 NH
- オハ62 58 ← ホハ12610 NH
- オハ62 59 ← ホハフ14634 NH
- オハ62 60 ← ナハ22300 NH
- オハ62 61 ← ナハ23430 NH
- オハ62 62 ← ホハ12644 NH
- オハ62 63 ← ナハ23694 NH
- オハ62 64 ← ホハ10128 NH
- オハ62 65 ← ナハフ24877 NH
- オハ62 66 ← ナハユニ15390 NH
- オハ62 67 ← ナハユニ15502 NH
- オハ62 68 ← ホハ12627 NH
- オハ62 69 ← ホハ12626 NH
- オハ62 70 ← オニ16644 NH
- オハ62 71 ← ナハニ15751 AK
- オハ62 72 ← ホハ12622 AK
- オハ62 73 ← ナロハ21520 AK
- オハ62 74 ← ホハ12640 AK
- オハ62 75 ← ホハ12632 AK

- オハ62 76 ← ホハ12638 AK
- オハ62 77 ← ホハ12612 AK
- オハ62 78 ← ナハニ15870 AK
- オハ62 79 ← ホハ12641 AK
- オハ62 80 ← ナハ23280 AK
- オハ62 81 ← ホハフ14658 AK
- オハ62 82 ← ホハ12614 AK
- オハ62 83 ← ナハニ15900 AK
- オハ62 84 ← ホハフ14651 AK
- オハ62 85 ← ホハフ14644 AK
- オハ62 86 ← ホハ12639 AK
- オハ62 87 ← ナロハ21517 AK
- オハ62 88 ← ホハフ14634 AK
- オハ62 89 ← ホハ12652 AK
- オハ62 90 ← ホハ12647 AK
- オハ62 91 ← ナハ23414 AK
- オハ62 92 ← オハニ25651 AK
- オハ62 93 ← ナハニ25650 AK
- オハ62 94 ← ナハユニ15376 AK
- オハ62 95 ← ナハ23412 AK
- オハ62 96 ← ナハ23964 AK
- オハ62 97 ← ホハ12649 AK
- オハ62 98 ← ナハ23508 AK
- オハ62 99 ← ナハニ15835 AK
- オハ62 100 ← オハニ25735 AK

- オハ62 101 ← ホハフ14633 AK
- オハ62 102 ← ホハフ14629 AK
- オハ62 103 ← オユニ26306 AK
- オハ62 104 ← ナハ23965 AK
- オハ62 105 ← ナハフ24869 AK
- オハ62 106 ← ナハ23296 AK
- オハ62 107 ← ナハフ24459 AK
- オハ62 108 ← ナハフ24746 AK
- オハ62 109 ← ナハフ24750 AK
- オハ62 110 ← ナハフ24865 AK
- オハ62 111 ← ナハユニ15343 AK
- オハ62 112 ← ナハ23270 AK
- オハ62 113 ← ナハ23295 AK
- オハ62 114 ← ナハ23304 AK
- オハ62 115 ← ナハユニ15378 AK
- オハ62 116 ← ナハニ15911 AK
- オハ62 117 ← ナハ23696 AK
- オハ62 118 ← ナハ23297 AK
- オハ62 119 ← ナハ23426 AK
- オハ62 120 ← ナハフ24464 AK
- オハ62 121 ← ナハフ24782 MO
- オハ62 122 ← オニ26782 MO
- オハ62 123 ← ナハフ24783 MO
- オハ62 124 ← ナハニ15760 MO
- オハ62 125 ← ナハフ24788 MO

- オハ62 126 ← ナハフ24767 MO
- オハ62 127 ← ナハフ24745 MO
- オハ62 128 ← ナハフ24428 MO
- オハ62 129 ← ナハユニ15497 MO
- オハ62 130 ← ナハ22459 MO

## オハ63形
- オハ63 1 ← オハ60 377 OM
- オハ63 2 ← オハ60 378 OM
- オハ63 3 ← オハ60 327 HB
- オハ63 4 ← オハ60 111 HB
- オハ63 5 ← オハ60 77 HB

- オハ63 6 ← オハ60 114 HB
- オハ63 7 ← オハ60 116 HB
- オハ63 8 ← オハ60 117 HB
- オハ63 9 ← オハ60 128 HB
- オハ63 10 ← オハ60 207 HB

- オハ63 11 ← オハ60 356 HB
- オハ63 12 ← オハ60 154 HB
- オハ63 13 ← オハ60 198 HB
- オハ63 14 ← オハ60 199 HB
- オハ63 15 ← オハ60 382 HB

## オハ64形
- オハ64 1 ← オハ61 778 GT
- オハ64 2 ← オハ61 855 GT

- オハ64 3 ← オハ61 953 GT
- オハ64 4 ← オハ61 965 GT

- オハ64 5 ← オハ61 984 GT

## オハフ60形
- オハフ60 1 ← チホニ902 NH
- オハフ60 2 ← チホニ907 NH
- オハフ60 3 ← ナハ22297 NH
- オハフ60 4 ← ナハフ24751 NH
- オハフ60 5 ← ナハフ24759 NH
- オハフ60 6 ← ナロフ21238 NH
- オハフ60 7 ← ナハ22298 NH
- オハフ60 8 ← ナハ23249 NH
- オハフ60 9 ← ナハ23284 NH
- オハフ60 10 ← ナハ23263 NH
- オハフ60 11 ← ナハ23264 NH
- オハフ60 12 ← ナハフ24740 NH
- オハフ60 13 ← ナロハ21373 NH
- オハフ60 14 ← ナハフ24871 NH
- オハフ60 15 ← ナロフ21237 NH
- オハフ60 16 ← ナハ22314 NH
- オハフ60 17 ← ナハ23268 NH
- オハフ60 18 ← ナハ23273 NH
- オハフ60 19 ← ナハ22495 NH
- オハフ60 20 ← ナハ23148 NH
- オハフ60 21 ← ナハ22302 NH
- オハフ60 22 ← ナハ22308 NH
- オハフ60 23 ← ナハ22494 NH
- オハフ60 24 ← ナハ23289 NH
- オハフ60 25 ← ナハ23307 NH

- オハフ60 26 ← ナハ23698 NH
- オハフ60 27 ← ナハ23701 NH
- オハフ60 28 ← ナハ23702 NH
- オハフ60 29 ← ナハ23705 NH
- オハフ60 30 ← ナハ23706 NH
- オハフ60 31 ← ナハ22301 NH
- オハフ60 32 ← ナハフ24870 NH
- オハフ60 33 ← ナハフ24874 NH
- オハフ60 34 ← ナハフ24875 NH
- オハフ60 35 ← ナハフ24879 NH
- オハフ60 36 ← ナハ23293 NH
- オハフ60 37 ← ナハフ24508 NH
- オハフ60 38 ← ナハ23425 NH
- オハフ60 39 ← ナハフ24743 NH
- オハフ60 40 ← ナハ23291 NH
- オハフ60 41 ← ナハ23406 NH
- オハフ60 42 ← ナハ23407 NH
- オハフ60 43 ← ナハ23292 NH
- オハフ60 44 ← ナロハ21522 NH
- オハフ60 45 ← ナハ23267 NH
- オハフ60 46 ← ホハ12567 NH
- オハフ60 47 ← ナロハ21604 NH
- オハフ60 48 ← ホハフ14006 NH
- オハフ60 49 ← ナハフ24042 NH
- オハフ60 50 ← ナハ23300 NH

- オハフ60 51 ← ナハ23303 NH
- オハフ60 52 ← ナハ23714 NH
- オハフ60 53 ← ナハフ24502 NH
- オハフ60 54 ← ナハフ24501 NH
- オハフ60 55 ← ナハ22578 AK
- オハフ60 56 ← ナハ22311 AK
- オハフ60 57 ← オニ26676 AK
- オハフ60 58 ← ナロハ21605 AK
- オハフ60 59 ← ナロハ21607 AK
- オハフ60 60 ← ナハ22304 AK
- オハフ60 61 ← ナハ22305 AK
- オハフ60 62 ← ナハ22306 AK
- オハフ60 63 ← ナハ22310 AK
- オハフ60 64 ← ナハ23707 AK
- オハフ60 65 ← ナハ23711 AK
- オハフ60 66 ← ナハ22496 AK
- オハフ60 67 ← ナハ22497 AK
- オハフ60 68 ← ナハ23262 AK
- オハフ60 69 ← ナハ23278 AK
- オハフ60 70 ← ナハ23282 AK

## オハフ61形

### オハフ61形0(2000)番台
1 - 200
- オハフ61 1 ← ナハ23538 NG
- オハフ61 2 ← ナハ21893 NG
- オハフ61 3 ← ナハ23536 NG
- オハフ61 4 ← ナハ23540 NG
- オハフ61 5 ← ナハ23537 NG
- オハフ61 6 ← ナハ23722 NG
- オハフ61 7 ← ナハ21979 NG
- オハフ61 8 ← ナハ22159 NG
- オハフ61 2009 ← オハフ61 9 ← ナハ23541 NG
- オハフ61 10 ← ナハ23542 NG
- オハフ61 11 ← ナハフ24854 NG
- オハフ61 12 ← ナハ21981 NG
- オハフ61 13 ← ナハ21971 NG
- オハフ61 14 ← ナハ23494 NG
- オハフ61 15 ← ナハフ24123 NG
- オハフ61 16 ← ナハ22928 NG
- オハフ61 17 ← ナハフ24134 NG
- オハフ61 18 ← ナハ22931 NG
- オハフ61 19 ← ナハ23745 NG
- オハフ61 20 ← ナハ22929 NG
- オハフ61 21 ← ナハ22930 NG
- オハフ61 22 ← ナハ23337 HB
- オハフ61 23 ← ナハ23326 HB
- オハフ61 24 ← ナハフ24301 HB
- オハフ61 25 ← ナハ23006 HB

- オハフ61 26 ← ナハ23563 HB
- オハフ61 27 ← ナハフ24199 HB
- オハフ61 28 ← ナハ22732 HB
- オハフ61 29 ← ナハ22733 HB
- オハフ61 30 ← ナハ22219 HB
- オハフ61 31 ← ナハ23330 HB
- オハフ61 32 ← ナロハ21566 HB
- オハフ61 33 ← ナハ22223 HB
- オハフ61 34 ← ナハ22288 HB
- オハフ61 35 ← ナハ22762 HB
- オハフ61 36 ← ナハ22975 HB
- オハフ61 37 ← ナハ23759 HB
- オハフ61 38 ← ナハ22226 HB
- オハフ61 39 ← ナハ22228 HB
- オハフ61 40 ← ホハフ14569 HB
- オハフ61 41 ← ナハ22229 HB
- オハフ61 42 ← ナハ22217 HB
- オハフ61 43 ← ホハフ14310 HB
- オハフ61 44 ← スハニ28917 HB
- オハフ61 45 ← ナハ22286 HB
- オハフ61 46 ← ナハ22974 HB
- オハフ61 47 ← ナロネ20135 KK
- オハフ61 48 ← ナハ22979 KK
- オハフ61 49 ← ナハ22944 KK
- オハフ61 50 ← ナハ22942 KK

- オハフ61 51 ← ナハ23032 KK
- オハフ61 52 ← ナハフ24321 KK
- オハフ61 53 ← ナハ22346 KK
- オハフ61 54 ← ナハフ24344 KK
- オハフ61 55 ← ナハ22763 KK
- オハフ61 56 ← ナロハ21467 KK
- オハフ61 57 ← ナハフ24370 KK
- オハフ61 58 ← ナハフ24840 KK
- オハフ61 59 ← ナハ22380 KK
- オハフ61 60 ← ナハフ24275 KK
- オハフ61 61 ← ナロハ21513 KK
- オハフ61 62 ← ナハ22940 KK
- オハフ61 63 ← ナハ23328 KK
- オハフ61 64 ← ナハ22367 KK
- オハフ61 65 ← ナハ23008 KK
- オハフ61 66 ← ナハ22369 KK
- オハフ61 67 ← ナロハ21576 KK
- オハフ61 68 ← ナハ22417 KK
- オハフ61 69 ← ナハフ24320 KK
- オハフ61 70 ← ナロ20628 KK
- オハフ61 71 ← ナハ21966 KK
- オハフ61 72 ← ナハフ24348 KK
- オハフ61 73 ← ナハフ24377 KK
- オハフ61 74 ← ナハ22778 KK
- オハフ61 75 ← ナハ22385 KK

- オハフ61 76 ← ナハ23017 KK
- オハフ61 77 ← ナハフ24721 KK
- オハフ61 78 ← ナハフ24728 KK
- オハフ61 79 ← ナハフ24349 KK
- オハフ61 80 ← ナハ22978 KK
- オハフ61 81 ← ナハ22282 KK
- オハフ61 82 ← ナハ22983 KK
- オハフ61 83 ← ナハ22941 KK
- オハフ61 84 ← ナハフ24834 KK
- オハフ61 85 ← ナハ22213 KK
- オハフ61 86 ← ナハフ24361 KK
- オハフ61 87 ← オハニ25818 KK
- オハフ61 88 ← ナハ22400 KK
- オハフ61 89 ← ナハ22950 KK
- オハフ61 90 ← ナハフ24373 KK
- オハフ61 91 ← ホハフ14562 KK
- オハフ61 92 ← ナハフ24325 KK
- オハフ61 93 ← ナロハ21703 KK
- オハフ61 94 ← ナハ22423 KK
- オハフ61 95 ← ナハ23022 KK
- オハフ61 96 ← ナハ22991 KK
- オハフ61 97 ← ナハ22040 KK
- オハフ61 98 ← ナハ22640 KK
- オハフ61 99 ← ナハ22414 KK
- オハフ61 100 ← ナハフ24291 KK

- オハフ61 101 ← ナハ23019 KK
- オハフ61 102 ← ナハフ24733 KK
- オハフ61 103 ← ナハ23606 KK
- オハフ61 104 ← ナハ22430 TZ
- オハフ61 105 ← ナハ22788 TZ
- オハフ61 106 ← ナハ23961 TZ
- オハフ61 107 ← ナハ22834 TZ
- オハフ61 108 ← ナハフ24023 TZ
- オハフ61 109 ← ナハ22594 TZ
- オハフ61 110 ← ナハフ24019 TZ
- オハフ61 111 ← ナハ22825 TZ
- オハフ61 112 ← ナハ22833 TZ
- オハフ61 113 ← ナハ22532 TZ
- オハフ61 2114 ← オハフ61 114 ← ナハ22611 TZ
- オハフ61 115 ← ナハ22638 TZ
- オハフ61 116 ← ナハ23052 TZ
- オハフ61 2117 ← オハフ61 117 ← ナハ22823 TZ
- オハフ61 118 ← ナハ22597 TZ
- オハフ61 119 ← ナロハ21489 TZ
- オハフ61 120 ← ナロハ21490 TZ
- オハフ61 121 ← ナハ23963 TZ
- オハフ61 122 ← ナハ22789 TZ
- オハフ61 123 ← ナハ22564 TZ
- オハフ61 124 ← ナハ22599 TZ
- オハフ61 125 ← ナハ23637 TZ

- オハフ61 126 ← ナハ22431 TZ
- オハフ61 127 ← ナハフ24131 TZ
- オハフ61 128 ← ナハ22884 TZ
- オハフ61 129 ← ナハフ24089 TZ
- オハフ61 130 ← ナハフ24081 TZ
- オハフ61 131 ← ナハ22140 TZ
- オハフ61 132 ← ナロハ21689 TZ
- オハフ61 133 ← ナハ22907 TZ
- オハフ61 134 ← ナハ23517 NN
- オハフ61 135 ← ナハ23956 NN
- オハフ61 136 ← ナハフ2469 NN
- オハフ61 137 ← ナハ22783 NN
- オハフ61 138 ← ナハ22717 NN
- オハフ61 139 ← ナロハ21583 NN
- オハフ61 140 ← ナロハ21696 NN
- オハフ61 141 ← ナハ22817 NN
- オハフ61 142 ← ナハ22353 NN
- オハフ61 143 ← ナハ23727 NN
- オハフ61 144 ← ナハ23725 NN
- オハフ61 145 ← ナハ23951 NN
- オハフ61 146 ← ナハ22718 NN
- オハフ61 147 ← ナハ23952 NN
- オハフ61 148 ← ナロハ21515 NN
- オハフ61 149 ← ナハ21996 NN
- オハフ61 150 ← ナハ22175 NN

- オハフ61 151 ← ナハ22609 NN
- オハフ61 152 ← ナハ23735 NN
- オハフ61 153 ← ナハフ24148 NN
- オハフ61 154 ← ナハ21978 NN
- オハフ61 155 ← ナハ22737 NN
- オハフ61 156 ← ナハフ24259 NN
- オハフ61 157 ← ナハ22713 NN
- オハフ61 158 ← ナハ22938 NN
- オハフ61 159 ← ナハフ24658 NN
- オハフ61 160 ← ナハフ24148 NN
- オハフ61 161 ← ナハ21982 NN
- オハフ61 162 ← ナハ21984 NN
- オハフ61 163 ← ナハ22750 NN
- オハフ61 164 ← ナハ23082 NN
- オハフ61 165 ← オハニ25811 NN
- オハフ61 166 ← ナハフ24652 NN
- オハフ61 167 ← ナハフ24447 NN
- オハフ61 168 ← ナハフ24801 NN
- オハフ61 169 ← ナハフ24133 NN
- オハフ61 170 ← ナハフ24660 NN
- オハフ61 171 ← ナハ23215 NN
- オハフ61 172 ← ナハ22736 NN
- オハフ61 173 ← ナハ22738 NN
- オハフ61 174 ← ナハ22650 NN
- オハフ61 175 ← ナハフ24177 NN

- オハフ61 176 ← ナハフ24149 NN
- オハフ61 177 ← ナハ23532 NN
- オハフ61 178 ← ナハフ24135 NN
- オハフ61 179 ← ナハフ24676 NN
- オハフ61 180 ← ナハ22719 NN
- オハフ61 181 ← ナハ23072 NN
- オハフ61 182 ← ナハフ24171 NN
- オハフ61 2183 ← オハフ61 183 ← ナハ23098 NN
- オハフ61 184 ← ナハフ24565 NN
- オハフ61 185 ← ナハフ24675 NN
- オハフ61 186 ← ナハフ24178 NN
- オハフ61 2187 ← オハフ61 187 ← オハニ25804 NN
- オハフ61 188 ← オハニ25826 NN
- オハフ61 189 ← オハニ25705 NN
- オハフ61 190 ← オハニ25706 NN
- オハフ61 191 ← ナハ22359 TZ
- オハフ61 192 ← ナロハ21714 TZ
- オハフ61 193 ← オユニ26283 TZ
- オハフ61 194 ← ナロハ21685 TZ
- オハフ61 195 ← ナロハ21595 TZ
- オハフ61 196 ← ナハフ24058 TZ
- オハフ61 197 ← ナハ22112 TZ
- オハフ61 198 ← ナハフ24861 TZ
- オハフ61 199 ← ホハ12556 TZ
- オハフ61 200 ← ホハ12549 TZ

201 - 400
- オハフ61 201 ← ナハ23497 NN
- オハフ61 202 ← ナハ23259 NN
- オハフ61 203 ← ナハ23258 NN
- オハフ61 204 ← ナハ23256 NN
- オハフ61 205 ← ナハフ24828 NN
- オハフ61 206 ← オハニ25576 NN
- オハフ61 207 ← ナハ22693 NN
- オハフ61 208 ← ナハ23370 NN
- オハフ61 209 ← ナハ23060 NN
- オハフ61 2210 ← オハフ61 210 ← ナハフ24185 NN
- オハフ61 211 ← オニ26615 KK
- オハフ61 212 ← ナハフ24284 KK
- オハフ61 213 ← ナハ22972 KK
- オハフ61 214 ← ナハフ24378 KK
- オハフ61 215 ← オハニ25618 KK
- オハフ61 216 ← ナハフ24379 KK
- オハフ61 217 ← ナハ23085 KK
- オハフ61 218 ← オハニ25617 KK
- オハフ61 219 ← ナハ22396 KK
- オハフ61 220 ← ナハ23594 KK
- オハフ61 221 ← ナハフ24372 KK
- オハフ61 222 ← ナハ23012 KK
- オハフ61 223 ← ナハフ24374 KK
- オハフ61 224 ← ナハフ24375 KK
- オハフ61 225 ← ナロハ21367 KK

- オハフ61 226 ← ナハフ24735 KK
- オハフ61 227 ← ナハフ24717 KK
- オハフ61 228 ← ナハフ24341 KK
- オハフ61 229 ← ナハフ24833 KK
- オハフ61 230 ← ナハフ24350 KK
- オハフ61 231 ← ナハ22401 KK
- オハフ61 232 ← ナハ22947 KK
- オハフ61 233 ← ナハ22023 KK
- オハフ61 234 ← ナハフ24346 KK
- オハフ61 235 ← オハユ25336 KK
- オハフ61 236 ← ナハ22210 KK
- オハフ61 237 ← ナハ23199 KK
- オハフ61 238 ← オユニ26251 KK
- オハフ61 239 ← ナハフ24715 KK
- オハフ61 240 ← ナハ23526 KK
- オハフ61 241 ← ナハフ24070 TZ
- オハフ61 242 ← ナハ22879 TZ
- オハフ61 243 ← ナハ22870 TZ
- オハフ61 244 ← ナハ22178 TZ
- オハフ61 245 ← ナハフ24066 TZ
- オハフ61 246 ← ナハ22429 TZ
- オハフ61 247 ← ホハ12566 TZ
- オハフ61 248 ← ナロハ21602 TZ
- オハフ61 249 ← ナハ23669 TZ
- オハフ61 250 ← ナハ23239 TZ

- オハフ61 251 ← ナハ22107 TZ
- オハフ61 252 ← オハニ25559 TZ
- オハフ61 253 ← ナハ22890 TZ
- オハフ61 254 ← ナハ23468 TZ
- オハフ61 255 ← ナハ22908 TZ
- オハフ61 256 ← オユニ26258 TZ
- オハフ61 257 ← ホハ12534 TZ
- オハフ61 258 ← ナハ23236 TZ
- オハフ61 259 ← ナハ22871 TZ
- オハフ61 260 ← ナハ23221 TZ
- オハフ61 261 ← ホハ12564 TZ
- オハフ61 262 ← ナハフ24910 TZ
- オハフ61 263 ← ナハ23749 TZ
- オハフ61 264 ← ホハ12568 TZ
- オハフ61 265 ← ナハ22634 TZ
- オハフ61 2266 ← オハフ61 266 ← ナハ23245 TZ
- オハフ61 267 ← ナハ23145 TZ
- オハフ61 268 ← ナハ23126 TZ
- オハフ61 269 ← ホハ12535 TZ
- オハフ61 270 ← ナハ22197 TZ
- オハフ61 271 ← オハユニ25413 TZ
- オハフ61 272 ← ナハ22863 TZ
- オハフ61 2273 ← オハフ61 273 ← ナハフ24100 TZ
- オハフ61 2274 ← オハフ61 274 ← ナハ22153 TZ
- オハフ61 2275 ← オハフ61 275 ← ナハフ24517 TZ

- オハフ61 276 ← ナハフ24170 NN
- オハフ61 277 ← ナハフ24241 NN
- オハフ61 278 ← ナロフ21212 NN
- オハフ61 279 ← ホハ12651 NN
- オハフ61 280 ← ナハ23104 NN
- オハフ61 281 ← オハユ25303 NN
- オハフ61 282 ← ナハ22753 NN
- オハフ61 283 ← ナハ23765 NN
- オハフ61 284 ← ナハ23161 NN
- オハフ61 285 ← ナハ23724 NN
- オハフ61 286 ← ナハ22911 NN
- オハフ61 287 ← ナハ23716 NN
- オハフ61 288 ← ナハ23579 NN
- オハフ61 289 ← ナハ23585 NN
- オハフ61 290 ← ナハ23520 NN
- オハフ61 2291 ← オハフ61 291 ← ナハ23514 NN
- オハフ61 2292 ← オハフ61 292 ← ナハ22247 NN
- オハフ61 2293 ← オハフ61 293 ← ナハ23232 NN
- オハフ61 2294 ← オハフ61 294 ← ナハ23090 NN
- オハフ61 2295 ← オハフ61 295 ← ナハフ24853 NN
- オハフ61 2296 ← オハフ61 296 ← ナハフ24655 NN
- オハフ61 2297 ← オハフ61 297 ← ナハ22200 NN
- オハフ61 298 ← オニ26631 NN
- オハフ61 299 ← オニ26535 NN
- オハフ61 300 ← ナハ23088 NN

- オハフ61 2301 ← オハフ61 301 ← ナハ23510 NN
- オハフ61 2302 ← オハフ61 302 ← ナハ22653 NN
- オハフ61 303 ← ナハ23163 NN
- オハフ61 304 ← ナハ22716 NN
- オハフ61 2305 ← オハフ61 305 ← ナハ22654 NN
- オハフ61 306 ← ナハフ24831 NN
- オハフ61 307 ← ナハ23059 NN
- オハフ61 308 ← ナハ23953 NN
- オハフ61 309 ← ナハフ24168 NN
- オハフ61 310 ← ナハ23339 NN
- オハフ61 311 ← ナハ23593 NN
- オハフ61 312 ← ナハ22242 NN
- オハフ61 313 ← ホハフ14577 NN
- オハフ61 314 ← ナハ23322 NN
- オハフ61 315 ← ナハ23452 NN
- オハフ61 316 ← ナロハ21479 NN
- オハフ61 317 ← ナハ22655 NN
- オハフ61 318 ← ナハ22769 NN
- オハフ61 319 ← オハユ25329 NN
- オハフ61 320 ← ナハ23371 NN
- オハフ61 321 ← ナハ23566 NN
- オハフ61 2322 ← オハフ61 322 ← ナハフ24250 NN
- オハフ61 323 ← ナハ23152 NN
- オハフ61 324 ← ナハフ24628 NN
- オハフ61 325 ← ナハフ24922 NN

- オハフ61 326 ← ナハフ24924 NN
- オハフ61 327 ← ナハ23794 NN
- オハフ61 328 ← ナロハ21738 NN
- オハフ61 329 ← ホハ13540 NN
- オハフ61 330 ← オニ16645 NN
- オハフ61 331 ← ナハ22255 NN
- オハフ61 332 ← ナハ22251 NN
- オハフ61 333 ← ナハ23659 NN
- オハフ61 334 ← ナハ22348 NN
- オハフ61 335 ← オハニ25717 NN
- オハフ61 336 ← ナハ23142 NN
- オハフ61 337 ← ナハ22237 NN
- オハフ61 338 ← ナハフ24098 NN
- オハフ61 339 ← ナハ22236 NN
- オハフ61 340 ← ナハ23685 NN
- オハフ61 341 ← ナロハ21684 TZ
- オハフ61 342 ← ナハフ24424 TZ
- オハフ61 343 ← ナハ22902 TZ
- オハフ61 344 ← ナハフ24789 TZ
- オハフ61 345 ← ナロハ21713 TZ
- オハフ61 346 ← ホハフ14620 TZ
- オハフ61 347 ← ナハ23638 TZ
- オハフ61 348 ← ホハフ14619 TZ
- オハフ61 2349 ← オハフ61 349 ← ナハ23715 TZ
- オハフ61 2350 ← オハフ61 350 ← ナハ22181 TZ

- オハフ61 351 ← ナハ22809 TZ
- オハフ61 352 ← ナハ23649 TZ
- オハフ61 2353 ← オハフ61 353 ← ナハ23120 TZ
- オハフ61 354 ← ナハ22810 TZ
- オハフ61 355 ← ナハフ24401 TZ
- オハフ61 356 ← ナハ22144 TZ
- オハフ61 357 ← ナハ23789 TZ
- オハフ61 358 ← ナハ21953 TZ
- オハフ61 359 ← ナハ22145 TZ
- オハフ61 360 ← ナハ22813 TZ
- オハフ61 361 ← ナハフ24643 TZ
- オハフ61 362 ← ナハ23639 TZ
- オハフ61 363 ← ナハ23078 TZ
- オハフ61 364 ← ナハニ15920 TZ
- オハフ61 2365 ← オハフ61 365 ← ナハ23310 TZ
- オハフ61 2366 ← オハフ61 366 ← ナハフ24465 TZ
- オハフ61 2367 ← オハフ61 367 ← ホハフ14655 TZ
- オハフ61 368 ← ホハ12624 TZ
- オハフ61 2369 ← オハフ61 369 ← ホハ12610 TZ
- オハフ61 370 ← ホハ10082 TZ
- オハフ61 371 ← ホハ14519 TZ
- オハフ61 372 ← ナハ22770 TZ
- オハフ61 373 ← ナハフ24117 TZ
- オハフ61 374 ← ナハ23415 TZ
- オハフ61 375 ← ホハ12625 TZ

- オハフ61 376 ← ナハニ15780 TZ
- オハフ61 377 ← ホハ12363 TZ
- オハフ61 378 ← ナハフ24222 TZ
- オハフ61 379 ← ホハ12650 TZ
- オハフ61 380 ← ホハ12522 TZ
- オハフ61 381 ← ナハフ24830 TZ
- オハフ61 382 ← ホハ12621 TZ
- オハフ61 383 ← ナハフ24883 TZ
- オハフ61 384 ← ナハフ24633 TZ
- オハフ61 385 ← ナユニ16461 TZ
- オハフ61 386 ← ナハニ15800 TZ
- オハフ61 387 ← ナハ22446 TZ
- オハフ61 388 ← ナハフ24597 TZ
- オハフ61 389 ← オハニ25700 TZ
- オハフ61 2390 ← オハフ61 390 ← オハニ25816 TZ
- オハフ61 2391 ← オハフ61 391 ← ナロフ21220 NN
- オハフ61 392 ← ナハフ24127 NN
- オハフ61 393 ← ナハ23636 NN
- オハフ61 394 ← ナハフ24564 NN
- オハフ61 395 ← ナロハ21456 NN
- オハフ61 396 ← オハニ25516 NN
- オハフ61 397 ← オハニ25542 NN
- オハフ61 398 ← ナハフ24576 NN
- オハフ61 2399 ← オハフ61 399 ← ナハ23458 NN
- オハフ61 2400 ← オハフ61 400 ← ナハニ15756 NN

401 - 600
- オハフ61 2401 ← オハフ61 401 ← ナハ22530 NN
- オハフ61 2402 ← オハフ61 402 ← ホハ12510 NN
- オハフ61 2403 ← オハフ61 403 ← ナハ22628 NN
- オハフ61 2404 ← オハフ61 404 ← ホハ12545 NN
- オハフ61 2405 ← オハフ61 405 ← ナロハ21527 NN
- オハフ61 2406 ← オハフ61 406 ← ホハ12550 NN
- オハフ61 2407 ← オハフ61 407 ← ナハ22623 NN
- オハフ61 2408 ← オハフ61 408 ← ホハ12577 NN
- オハフ61 2409 ← オハフ61 409 ← ナハ22135 NN
- オハフ61 410 ← ナハ22078 NN
- オハフ61 411 ← ナハ22114 NN
- オハフ61 412 ← ナハ22589 NN
- オハフ61 413 ← ホハフ14536 NN
- オハフ61 2414 ← オハフ61 414 ← ナハ22132 NN
- オハフ61 415 ← オハニ25531 NN
- オハフ61 2416 ← オハフ61 416 ← ナハ22529 NN
- オハフ61 2417 ← オハフ61 417 ← ナハ22617 NN
- オハフ61 418 ← ナハ22615 NN
- オハフ61 2419 ← オハフ61 419 ← ナハ21959 NN
- オハフ61 2420 ← オハフ61 420 ← ナハフ24551 NN
- オハフ61 2421 ← オハフ61 421 ← ホハフ14511 NN
- オハフ61 422 ← オユニ26379 NN
- オハフ61 423 ← ナハ22083 NN
- オハフ61 424 ← ホハフ14534 NN
- オハフ61 2425 ← オハフ61 425 ← ナハフ24046 NN

- オハフ61 2426 ← オハフ61 426 ← ナハニ15749 NN
- オハフ61 2427 ← オハフ61 427 ← ナハフ24570 NN
- オハフ61 428 ← ナハフ24099 NN
- オハフ61 429 ← ナハ22837 NN
- オハフ61 430 ← ナハ22891 NN
- オハフ61 431 ← ナハ22896 NN
- オハフ61 432 ← ナハ22880 NN
- オハフ61 433 ← ナハ23470 NN
- オハフ61 434 ← ナハ23229 NN
- オハフ61 435 ← ナハ23247 NN
- オハフ61 436 ← ナハ23687 NN
- オハフ61 2437 ← オハフ61 437 ← ナハ23686 NN
- オハフ61 2438 ← オハフ61 438 ← ナハ22889 NN
- オハフ61 2439 ← オハフ61 439 ← ナハユニ15498 NN
- オハフ61 2440 ← オハフ61 440 ← ナハフ24143 NN
- オハフ61 441 ← ナハ22948 KK
- オハフ61 442 ← ナハ23034 KK
- オハフ61 443 ← オハニ25721 KK
- オハフ61 444 ← ナハフ24345 KK
- オハフ61 445 ← ナハ22964 KK
- オハフ61 446 ← ナハ23615 KK
- オハフ61 447 ← ナハ23009 KK
- オハフ61 448 ← ナハ23044 KK
- オハフ61 449 ← オユニ26376 KK
- オハフ61 450 ← ナハフ24367 KK

- オハフ61 451 ← ナハニ15830 KK
- オハフ61 452 ← ナハニ15821 KK
- オハフ61 453 ← ナハフ24318 KK
- オハフ61 454 ← ホハフ14457 KK
- オハフ61 455 ← ナハフ24240 KK
- オハフ61 456 ← ナハフ24202 KK
- オハフ61 457 ← ナハフ24727 KK
- オハフ61 458 ← ナハフ24207 KK
- オハフ61 459 ← ナハフ24204 KK
- オハフ61 460 ← オハユ25317 KK
- オハフ61 461 ← ナハフ24722 KK
- オハフ61 462 ← ナハフ24231 KK
- オハフ61 463 ← ナハ23165 KK
- オハフ61 464 ← オハフ25337 KK
- オハフ61 465 ← オハニ25625 KK
- オハフ61 466 ← オニ26663 KK
- オハフ61 467 ← ナハフ24201 KK
- オハフ61 468 ← ホハ12619 KK
- オハフ61 469 ← オハユ25313 KK
- オハフ61 470 ← ナハフ24282 KK
- オハフ61 471 ← ナハ22754 TZ
- オハフ61 472 ← ナハ22212 KK
- オハフ61 473 ← ナハフ24337 KK
- オハフ61 474 ← ナハ22073 KK
- オハフ61 475 ← ナハ22211 KK

- オハフ61 476 ← ナハユニ15373 KK
- オハフ61 477 ← ナハ24835 KK
- オハフ61 478 ← オハニ25628 KK
- オハフ61 479 ← オユニ26371 KK
- オハフ61 480 ← ホハ10013 KK
- オハフ61 481 ← ナユニ16455 KK
- オハフ61 482 ← オニ26765 KK
- オハフ61 483 ← ナユニ16453 KK
- オハフ61 484 ← ナハ22221 KK
- オハフ61 485 ← オハニ25815 KK
- オハフ61 486 ← ナハニ25808 KK
- オハフ61 487 ← ナハ23329 KK
- オハフ61 488 ← ナハフ24613 KK
- オハフ61 489 ← ホハ12608 KK
- オハフ61 490 ← ホハ12709 KK
- オハフ61 491 ← ホハ12722 KK
- オハフ61 492 ← オニ26674 KK
- オハフ61 493 ← ナロハ21724 KK
- オハフ61 494 ← オハニ25584 KK
- オハフ61 495 ← ナハ23061 KK
- オハフ61 496 ← ナハ23449 KK
- オハフ61 497 ← ナハ23555 KK
- オハフ61 498 ← ナハ22744 KK
- オハフ61 499 ← オハニ25658 TZ
- オハフ61 2500 ← オハフ61 500 ← ホハ12529 TZ

- オハフ61 2501 ← オハフ61 501 ← オハユニ25306 TZ
- オハフ61 502 ← ナハ23094 KK
- オハフ61 503 ← オニ16646 KK
- オハフ61 504 ← オニ16647 TZ
- オハフ61 505 ← ナハフ24290 KK
- オハフ61 2506 ← オハフ61 506 ← ナハ22619 NN
- オハフ61 507 ← ナハ2262O NN
- オハフ61 508 ← ホハ15774 NN
- オハフ61 509 ← ナハ23498 NN
- オハフ61 2510 ← オハフ61 510 ← ナロハ21630 NN
- オハフ61 511 ← ナハ22131 NN
- オハフ61 2512 ← オハフ61 512 ← ナハフ24110 NN
- オハフ61 2513 ← オハフ61 513 ← オニ26773 NN
- オハフ61 2514 ← オハフ61 514 ← オハニ25726 NN
- オハフ61 515 ← ナハ22160 NN
- オハフ61 516 ← ナハ21956 NN
- オハフ61 517 ← ナハ23679 NN
- オハフ61 518 ← ナハフ24399 NN
- オハフ61 519 ← ナハフ24635 NN
- オハフ61 2520 ← オハフ61 520 ← ナハフ24535 NN
- オハフ61 521 ← ホハフ14507 NN
- オハフ61 2522 ← オハフ61 522 ← ナロハ21722 NN
- オハフ61 2523 ← オハフ61 523 ← ナハフ24514 NN
- オハフ61 524 ← ナハ22136 NN
- オハフ61 2525 ← オハフ61 525 ← ナハ22029 NN

- オハフ61 2526 ← オハフ61 526 ← ナハ22031 NN
- オハフ61 2527 ← オハフ61 527 ← ナハフ24101 NN
- オハフ61 2528 ← オハフ61 528 ← ナハフ24423 NN
- オハフ61 2529 ← オハフ61 529 ← ナロハ21712 NN
- オハフ61 2530 ← オハフ61 530 ← ナハ23677 NN
- オハフ61 2531 ← オハフ61 531 ← ナハユニ15510 NN
- オハフ61 532 ← オニ26679 NN
- オハフ61 533 ← ナハフ24798 NN
- オハフ61 534 ← ナハ22883 NN
- オハフ61 535 ← ナハ22152 NN
- オハフ61 436 ← ナハ22596 NN
- オハフ61 537 ← ナハ23146 NN
- オハフ61 538 ← オニ26602 NN
- オハフ61 539 ← オニ26609 NN
- オハフ61 540 ← オユニ26264 NN
- オハフ61 541 ← チホニ905 NN
- オハフ61 2542 ← オハフ61 542 ← オハニ25645 NN
- オハフ61 2543 ← オハフ61 543 ← ホハ12511 NN
- オハフ61 2544 ← オハフ61 544 ← ホハフ14606 NN
- オハフ61 2545 ← オハフ61 545 ← ホハフ14601 NN
- オハフ61 2546 ← オハフ61 546 ← ナハ22618 NN
- オハフ61 2547 ← オハフ61 547 ← ナハフ24406 NN
- オハフ61 2548 ← オハフ61 548 ← ホハフ14011 NN
- オハフ61 2549 ← オハフ61 549 ← ナハフ24411 NN
- オハフ61 2550 ← ナハ22524 NN

- オハフ61 2551 ← オハフ61 551 ← ナハ22573 NN
- オハフ61 2552 ← オハフ61 552 ← ナハ22021 NN
- オハフ61 2553 ← オハフ61 553 ← ホハフ14603 NN
- オハフ61 2554 ← オハフ61 554 ← ナハフ24410 NN
- オハフ61 2555 ← オハフ61 555 ← ナハ22570 NN
- オハフ61 2556 ← オハフ61 556 ← ナハフ24021 NN
- オハフ61 2557 ← オハフ61 557 ← ナハフ24790 NN
- オハフ61 2558 ← オハフ61 558 ← ナハフ24439 NN
- オハフ61 559 ← ナハ22130 NN
- オハフ61 2560 ← オハフ61 560 ← ナハ23225 NN
- オハフ61 2561 ← オハフ61 561 ← ナロハ21531 NN
- オハフ61 2562 ← オハフ61 562 ← ナハ23441 NN
- オハフ61 563 ← オハニ25556 NN
- オハフ61 564 ← チホニ903 NN
- オハフ61 565 ← ナハ23629 NN
- オハフ61 566 ← ナハ23251 TS
- オハフ61 567 ← ナハ22170 TS
- オハフ61 568 ← ナハ22244 TS
- オハフ61 569 ← ナハ23348 TS
- オハフ61 570 ← ナハ23558 TS
- オハフ61 571 ← ナハ23397 TS
- オハフ61 2572 ← オハフ61 572 ← ナハ22246 TS
- オハフ61 2573 ← オハフ61 573 ← ナハフ24144 TS
- オハフ61 2574 ← オハフ61 574 ← オハニ25807 TS
- オハフ61 2575 ← オハフ61 575 ← ナハフ24823 TS

- オハフ61 2576 ← オハフ61 576 ← ホハ12604 TS
- オハフ61 2577 ← オハフ61 577 ← ナハフ24889 TS
- オハフ61 2578 ← オハフ61 578 ← ホハフ14576 TS
- オハフ61 2579 ← オハフ61 579 ← オハニ25734 TS
- オハフ61 2580 ← オハフ61 580 ← オユニ26299 TS
- オハフ61 2581 ← オハフ61 581 ← ホハ12605 TS
- オハフ61 2582 ← オハフ61 582 ← ナハ23361 TS
- オハフ61 583 ← オニ26766 TS
- オハフ61 584 ← ホハ12609 TS
- オハフ61 585 ← ナハフ24138 TS
- オハフ61 586 ← ナハ23475 TS
- オハフ61 587 ← オハユ25304 TS
- オハフ61 588 ← ナハ23680 TS
- オハフ61 589 ← ナハ23480 TS
- オハフ61 590 ← ナハフ24599 TS
- オハフ61 591 ← ホハ12361 AK
- オハフ61 2592 ←オハフ61 592 ← ナハフ24761 AK
- オハフ61 593 ← ナハニ15838 AK
- オハフ61 594 ← ナハニ15836 AK
- オハフ61 595 ← ナハ23101 AK
- オハフ61 596 ← ナロフ21234 新潟
- オハフ61 597 ← ナロ21072 新潟
- オハフ61 598 ← ナハフ24800 新潟
- オハフ61 2599 ← オハフ61 599 ← ホハ12560 新潟
- オハフ61 600 ← ナハ23143 新潟

601 - 795
- オハフ61 2601 ← オハフ61 601 ← ナハ23243 新潟
- オハフ61 2602 ← オハフ61 602 ← ナハフ24418 新潟
- オハフ61 2603 ← オハフ61 603 ← ホハ12601 新潟
- オハフ61 2604 ← オハフ61 604 ← ナハフ24420 新潟
- オハフ61 2605 ← オハフ61 605 ← ナハフ24102 新潟
- オハフ61 606 ← ナハフ24876 宇車
- オハフ61 2607 ← オハフ61 607 ← ナハフ24407 宇車
- オハフ61 2608 ← オハフ61 608 ← ナロハ21514 宇車
- オハフ61 2609 ← オハフ61 609 ← ナハ23795 宇車
- オハフ61 2610 ← オハフ61 610 ← ナハフ24779 宇車
- オハフ61 611 ← ナハ22531 宇車
- オハフ61 612 ← ナハ22613 宇車
- オハフ61 613 ← ナハ23731 宇車
- オハフ61 614 ← ナハ22505 宇車
- オハフ61 615 ← ホハフ14541 宇車
- オハフ61 2616 ← オハフ61 616 ← ナハ23266 宇車
- オハフ61 2617 ← オハフ61 617 ← ナハ22794 宇車
- オハフ61 2618 ← オハフ61 618 ← ナハフ24647 宇車
- オハフ61 2619 ← オハフ61 619 ← ナハ22602 宇車
- オハフ61 2620 ← オハフ61 620 ← ナハ23455 宇車
- オハフ61 2621 ← オハフ61 621 ← ナハ22030 宇車
- オハフ61 2622 ← オハフ61 622 ← ナハ23190 宇車
- オハフ61 2623 ← オハフ61 623 ← ナハフ24542 宇車
- オハフ61 624 ← ナロハ21500 宇車
- オハフ61 625 ← ナハ22546 宇車

- オハフ61 2626 ← オハフ61 626 ← ナハ22510 東急
- オハフ61 2627 ← オハフ61 627 ← ナハ23577 東急
- オハフ61 2628 ← オハフ61 628 ← ナハフ24266 東急
- オハフ61 2629 ← オハフ61 629 ← ナハフ24203 東急
- オハフ61 2630 ← オハフ61 630 ← ナハ23382 東急
- オハフ61 631 ← ナハ23341 東急
- オハフ61 632 ← ナハ23757 東急
- オハフ61 2633 ← オハフ61 633 ← ナハユニ15365 東急
- オハフ61 2634 ← オハフ61 634 ← ナハ23604 東急
- オハフ61 2635 ← オハフ61 635 ← ナハ22397 東急
- オハフ61 636 ← ナハ23442 東急
- オハフ61 637 ← ナロハ21454 東急
- オハフ61 638 ← ナハフ24545 東急
- オハフ61 639 ← ナハフ24547 東急
- オハフ61 640 ← ナハ22507 東急
- オハフ61 641 ← ナハ23437 東急
- オハフ61 2642 ← オハフ61 642 ← ナハ22559 東急
- オハフ61 643 ← ナハ22771 東急
- オハフ61 644 ← ナハ23025 東急
- オハフ61 645 ← ナハ22411 東急
- オハフ61 2646 ← オハフ61 646 ← ホハフ14591 帝車
- オハフ61 647 ← ナロハ21585 帝車
- オハフ61 648 ← ホハ13507 帝車
- オハフ61 2649 ← オハフ61 649 ← ナハ22320 帝車
- オハフ61 650 ← ナハ22326 帝車

- オハフ61 651 ← ナハ22980 帝車
- オハフ61 652 ← ナハ22747 帝車
- オハフ61 653 ← ナハフ24167 帝車
- オハフ61 654 ← ナハ23385 帝車
- オハフ61 655 ← ナハ23208 帝車
- オハフ61 656 ← ナロハ21510 帝車
- オハフ61 657 ← オユニ26390 帝車
- オハフ61 658 ← ナハフ24723 帝車
- オハフ61 659 ← ナハフ24164 帝車
- オハフ61 660 ← ナハ22708 帝車
- オハフ61 2661 ← オハフ61 661 ← ナハ23387 帝車
- オハフ61 662 ← ナハ22368 帝車
- オハフ61 663 ← ナハユニ15368 帝車
- オハフ61 664 ← ナハ22324 帝車
- オハフ61 665 ← ナハフ24317 帝車
- オハフ61 666 ← ナロハ21624 NN
- オハフ61 667 ← ナハフ24556 NN
- オハフ61 668 ← ナハフ24548 NN
- オハフ61 669 ← ナハユニ15322 NN
- オハフ61 670 ← ナハユニ15506 NN
- オハフ61 2671 ← オハフ61 671 ← ナロハ21491 NN
- オハフ61 2672 ← オハフ61 672 ← オユニ26256 NN
- オハフ61 2673 ← オハフ61 673 ← ナハ23432 NN
- オハフ61 674 ← ナハニ15759 NN
- オハフ61 675 ← ナハユニ15356 NN

- オハフ61 2676 ← オハフ61 676 ← ナハフ24670 NN
- オハフ61 2677 ← オハフ61 677 ← オニ26760 NN
- オハフ61 678 ← オユニ26287 NN
- オハフ61 679 ← オハニ25536 NN
- オハフ61 680 ← ナハフ24681 NN
- オハフ61 681 ← ナハユニ15360 NN
- オハフ61 682 ← ナハ23626 NN
- オハフ61 683 ← オハニ25758 NN
- オハフ61 684 ← ナハユニ15507
- オハフ61 685 ← ナハユニ15496 NN
- オハフ61 686 ← オユニ26302 宇車
- オハフ61 687 ← オニ26713 宇車
- オハフ61 688 ← オハユ25338 宇車
- オハフ61 689 ← ナハフ24793 宇車
- オハフ61 690 ← ナハフ24572 宇車
- オハフ61 691 ← ナハフ24560 宇車
- オハフ61 692 ← ナハ22093 宇車
- オハフ61 2693 ← オハフ61 693 ← ナハフ24518 宇車
- オハフ61 2694 ← オハフ61 694 ← ナハフ24639 宇車
- オハフ61 2695 ← オハフ61 695 ← ナハ23712 宇車
- オハフ61 696 ← ナロハ21453 宇車
- オハフ61 697 ← ホハフ14557 宇車
- オハフ61 698 ← オハニ25533 宇車
- オハフ61 2699 ← オハフ61 699 ← ナハフ24607 宇車
- オハフ61 700 ← ナロハ21561 宇車

- オハフ61 701 ← ナハ22333 宇車
- オハフ61 702 ← ナハフ24057 宇車
- オハフ61 703 ← ナハフ24073 宇車
- オハフ61 704 ← ホハフ14571 宇車
- オハフ61 705 ← ナハ23523 宇車
- オハフ61 2706 ← オハフ61 706 ← ナハフ24414 NN
- オハフ61 707 ← オハニ25803 NN
- オハフ61 708 ← オハニ25508 NN
- オハフ61 709 ← オユニ26353 NN
- オハフ61 2710 ← オハフ61 710 ← ナハ23554 NN
- オハフ61 2711 ← オハフ61 711 ← ナハ23210 NN
- オハフ61 2712 ← オハフ61 712 ← ナハフ24803 NN
- オハフ61 2713 ← オハフ61 713 ← オハニ25710 NN
- オハフ61 2714 ← オハフ61 714 ← ナエ17110 NN
- オハフ61 2715 ← オハフ61 715 ← ナハ23574 NN
- オハフ61 716 ← オハニ25806 NN
- オハフ61 717 ← ナハ23567 NN
- オハフ61 2718 ← オハフ61 718 ← ナハニ15775 NN
- オハフ61 719 ← ナハ23545 NN
- オハフ61 2720 ← オハフ61 720 ← ナロフ21205 NN
- オハフ61 2721 ← オハフ61 721 ← ナハ23227 NN
- オハフ61 722 ← ナハフ24300 NN
- オハフ61 723 ← ナハニ15773 NN
- オハフ61 724 ← ナハ23491 NN
- オハフ61 725 ← ナハフ24657 NN

- オハフ61 726 ← オハニ25554 NN
- オハフ61 727 ← ナハ23666 NN
- オハフ61 728 ← ナハ23569 NN
- オハフ61 729 ← ナハフ24909 NN
- オハフ61 730 ← ナハフ24604 NN
- オハフ61 2731 ← オハフ61 731 ← オユニ26267 NN
- オハフ61 2732 ← オハフ61 732 ← ナハフ24436 NN
- オハフ61 2733 ← オハフ61 733 ← ナハフ24435 NN
- オハフ61 2734 ← オハフ61 734 ← ナハフ24262 NN
- オハフ61 2735 ← オハフ61 735 ← ナハフ24802 NN
- オハフ61 2736 ← オハフ61 736 ← ナハニ15881 NN
- オハフ61 2737 ← オハフ61 737 ← ナハ23751 NN
- オハフ61 2738 ← オハフ61 738 ← ホハ12582 NN
- オハフ61 739 ← ナハニ15801 NN
- オハフ61 2740 ← オハフ61 740 ← オニ26769 NN
- オハフ61 2741 ← オハフ61 741 ← ナハフ24862 NN
- オハフ61 2742 ← オハフ61 742 ← ホハフ14564 NN
- オハフ61 2743 ← オハフ61 743 ← ナハフ24881 NN
- オハフ61 744 ← ナハフ24114 NN
- オハフ61 745 ← ナハユニ15494 NN
- オハフ61 746 ← ホハ12580 NN
- オハフ61 747 ← ナハニ15802 NN
- オハフ61 2748 ← オハフ61 748 ← ナハフ24434 NN
- オハフ61 2749 ← オハフ61 749 ← オハニ25573 NN
- オハフ61 2750 ← オハフ61 750 ← ナハ23573 NN

- オハフ61 2751 ← オハフ61 751 ← オハユニ25416 NN
- オハフ61 2752 ← オハフ61 752 ← ホハフ14012 NN
- オハフ61 2753 ← オハフ61 753 ← ナロハ21488 NN
- オハフ61 754 ← オハニ25724 NN
- オハフ61 755 ← ナハフ24263 NN
- オハフ61 756 ← オハニ25644 NN
- オハフ61 757 ← ホハフ14545 NN
- オハフ61 2758 ← オハフ61 758 ← オユニ26351 NN
- オハフ61 759 ← ナロフ21226 NN
- オハフ61 760 ← オハニ25642 NN
- オハフ61 761 ← オハニ25571 NN
- オハフ61 762 ← ナハフ24010 NN
- オハフ61 2763 ← オハフ61 763 ← オハユニ25415 NN
- オハフ61 2764 ← オハフ61 764 ← ナハ22139 NN
- オハフ61 2765 ← オハフ61 765 ← オハニ25606 NN
- オハフ61 2766 ← オハフ61 766 ← オハユニ25417 NN
- オハフ61 2767 ← オハフ61 767 ← ナハ23661 NN
- オハフ61 2768 ← オハフ61 768 ← オユニ26352 NN
- オハフ61 2769 ← オハフ61 769 ← ナハ23492 NN
- オハフ61 770 ← ホハフ14544 NN
- オハフ61 771 ← オハユニ25118 NN
- オハフ61 2772 ← オハフ61 772 ← ナハ23664 NN
- オハフ61 773 ← ナハフ24013 NN
- オハフ61 774 ← オル27703 NN
- オハフ61 775 ← オユニ26921 NN

- オハフ61 776 ← ナハフ24637 日車
- オハフ61 777 ← ホハフ14618 日車
- オハフ61 778 ← ナハ23473 日車
- オハフ61 779 ← オハニ25570 日車
- オハフ61 2780 ← オハフ61 780 ← ナハフ24825 日車
- オハフ61 781 ← ナハ23578 日車
- オハフ61 782 ← ナハ23093 日車
- オハフ61 783 ← ナハフ24677 日車
- オハフ61 2784 ← オハフ61 784 ← ナハ23249 日車
- オハフ61 785 ← ナハフ24596 日車
- オハフ61 2786 ← オハフ61 786 ← オハニ25613 日車
- オハフ61 2787 ← オハフ61 787 ← ナハフ24206 日車
- オハフ61 2788 ← オハフ61 788 ← ナハ23546 日車
- オハフ61 2789 ← オハフ61 789 ← ナハフ24824 日車
- オハフ61 2790 ← オハフ61 790 ← ナハ23472 日車
- オハフ61 791 ← ナハフ24415 日車
- オハフ61 792 ← ナハフ24851 日車
- オハフ61 793 ← ナハフ24797 日車
- オハフ61 794 ← オエ19903 日車
- オハフ61 795 ← ナハユニ15325 日車

### オハフ61形1000(3000)番台
オハ61形の緩急車化改造車。
- オハフ61 1001 ← オハ61 40 TZ
- オハフ61 3002 ← オハフ61 1002 ← オハ61 54 MT
- オハフ61 3003 ← オハフ61 1003 ← オハ61 55 MT
- オハフ61 3004 ← オハフ61 1004 ← オハ61 65 MT
- オハフ61 1005 ← オハ61 295 TZ
- オハフ61 1006 ← オハ61 392 HB
- オハフ61 1007 ← オハ61 426 TZ
- オハフ61 3008 ← オハ61 2438 OM
- オハフ61 3009 ← オハ61 2439 OM
- オハフ61 3010 ← オハ61 2441 OM
- オハフ61 3011 ← オハ61 2442 OM
- オハフ61 3012 ← オハフ61 1012 ← オハ61 455 MT
- オハフ61 3013 ← オハフ61 1013 ← オハ61 456 MT
- オハフ61 1014 ← オハ61 486 GT
- オハフ61 1015 ← オハ61 487 GT
- オハフ61 1016 ← オハ61 503 GT
- オハフ61 1017 ← オハ61 504 GT
- オハフ61 1018 ← オハ61 552 TD
- オハフ61 3019 ← オハ61 2606 OM
- オハフ61 3020 ← オハフ61 1020 ← オハ61 620 MT

- オハフ61 3021 ← オハフ61 1021 ← オハ61 621 MT
- オハフ61 1022 ← オハ61 642 GT
- オハフ61 1023 ← オハ61 643 GT
- オハフ61 1024 ← オハ61 644 GT
- オハフ61 1025 ← オハ61 805 KK
- オハフ61 3026 ← オハフ61 1026 ← オハ61 821 TZ
- オハフ61 1027 ← オハ61 844 TZ
- オハフ61 3028 ← オハフ61 1028 ← オハ61 885 TZ
- オハフ61 1029 ← オハ61 1029 KK
- オハフ61 1030 ← オハ61 1037 KK
- オハフ61 1031 ← オハ61 162 NN
- オハフ61 1032 ← オハ61 163 NN
- オハフ61 3033 ← オハ61 2171 NN
- オハフ61 1034 ← オハ61 408 TZ
- オハフ61 3035 ← オハフ61 1035 ← オハ61 417 TZ
- オハフ61 1036 ← オハ61 422 NT
- オハフ61 1037 ← オハ61 428 TZ
- オハフ61 1038 ← オハ61 460 NN
- オハフ61 3039 ← オハフ61 1039 ← オハ61 511 TZ
- オハフ61 3040 ← オハフ61 1040 ← オハ61 512 TZ

- オハフ61 3041 ← オハ61 2531 NN
- オハフ61 1042 ← オハ61 574 TZ
- オハフ61 1043 ← オハ61 575 TZ
- オハフ61 3044 ← オハフ61 1044 ← オハ61 583 TZ
- オハフ61 1045 ← オハ61 617 NN
- オハフ61 1046 ← オハ61 638 GT
- オハフ61 1047 ← オハ61 645 GT
- オハフ61 1048 ← オハ61 693 TZ
- オハフ61 1049 ← オハ61 694 TZ
- オハフ61 3050 ← オハフ61 1050 ← オハ61 695 TZ
- オハフ61 3051 ← オハフ61 1051 ← オハ61 699 TZ
- オハフ61 3052 ← オハフ61 1052 ← オハ61 707 TZ
- オハフ61 3053 ← オハフ61 1053 ← オハ61 710 TZ
- オハフ61 3054 ← オハフ61 1054 ← オハ61 711 TZ
- オハフ61 3055 ← オハフ61 1055 ← オハ61 712 TZ
- オハフ61 1056 ← オハ61 760 GT
- オハフ61 1057 ← オハ61 761 GT
- オハフ61 3058 ← オハフ61 1058 ← オハ61 816 TZ
- オハフ61 1059 ← オハ61 839 TZ
- オハフ61 1060 ← オハ61 843 NT

- オハフ61 3061 ← オハフ61 1061 ← オハ61 876 TZ
- オハフ61 3062 ← オハフ61 1062 ← オハ61 878 TZ
- オハフ61 3063 ← オハフ61 1063 ← オハ61 889 TZ
- オハフ61 3064 ← オハフ61 1064 ← オハ61 897 TZ
- オハフ61 3065 ← オハフ61 1065 ← オハ61 898 TZ
- オハフ61 3066 ← オハフ61 1066 ← オハ61 902 TZ
- オハフ61 3067 ← オハフ61 1067 ← オハ61 924 TZ
- オハフ61 1068 ← オハ61 934 GT
- オハフ61 1069 ← オハ61 966 GT
- オハフ61 1070 ← オハ61 1006 GT
- オハフ61 1071 ← オハ61 1007 GT

### オハフ61形1500番台
オハフ61形（0番台・1000番台）の出入口付近の座席をロングシート化した通勤輸送対応改造車。
- オハフ61 1501 ← オハフ61 221 KK
- オハフ61 1502 ← オハフ61 224 KK
- オハフ61 1503 ← オハフ61 228 KK
- オハフ61 1504 ← オハフ61 239 KK
- オハフ61 1505 ← オハフ61 449 KK
- オハフ61 1506 ← オハフ61 793 KK
- オハフ61 1507 ← オハフ61 227 KG
- オハフ61 1508 ← オハフ61 237 KG

- オハフ61 1509 ← オハフ61 665 KK
- オハフ61 1510 ← オハフ61 684 KK
- オハフ61 1511 ← オハフ61 781 KK
- オハフ61 1512 ← オハフ61 782 KK
- オハフ61 1513 ← オハフ61 785 KK
- オハフ61 1514 ← オハフ61 73 KK
- オハフ61 1515 ← オハフ61 151 KK
- オハフ61 1516 ← オハフ61 478 TS

- オハフ61 1517 ← オハフ61 479 TS
- オハフ61 1518 ← オハフ61 496 TS
- オハフ61 1519 ← オハフ61 636 TS
- オハフ61 1520 ← オハフ61 1046 TS
- オハフ61 1521 ← オハフ61 1068 TS
- オハフ61 1522 ← オハフ61 480 TS
- オハフ61 1523 ← オハフ61 499 TS

## オハフ62形
- オハフ62 1 ← ホハフ14641 NN
- オハフ62 2 ← ホハ12629 NN
- オハフ62 3 ← ホハフ14627 NN
- オハフ62 4 ← ホハフ14654 NN
- オハフ62 5 ← ナハ23283 NN
- オハフ62 6 ← ナハ23265 NN
- オハフ62 7 ← ナハ22307 NN
- オハフ62 8 ← ナハ22309 NN
- オハフ62 9 ← ナハニ15868 NN
- オハフ62 10 ← オユニ26253 NN
- オハフ62 11 ← ナハフ24136 新潟
- オハフ62 12 ← ナハ23499 新潟
- オハフ62 13 ← ナハフ24686 新潟
- オハフ62 14 ← ナハフ24685 新潟
- オハフ62 15 ← ナハフ24684 新潟

- オハフ62 16 ← ナハ23244 新潟
- オハフ62 17 ← ナハフ24650 新潟
- オハフ62 18 ← ナハフ24875 新潟
- オハフ62 19 ← ナハフ24638 新潟
- オハフ62 20 ← ホハ12603 新潟
- オハフ62 21 ← ナハフ24799 富士
- オハフ62 22 ← ナハ23417 富士
- オハフ62 23 ← オハユニ25426 富士
- オハフ62 24 ← ナハユニ15509 富士
- オハフ62 25 ← ナハユニ15363 富士
- オハフ62 26 ← ナハユニ15354 富士
- オハフ62 27 ← ナハフ24769 富士
- オハフ62 28 ← ナエ17131 富士
- オハフ62 29 ← オユニ26382 富士
- オハフ62 30 ← オハニ25511 富士

- オハフ62 31 ← オハフ61 370 AK
- オハフ62 32 ← オハフ61 371 AK
- オハフ62 33 ← オハフ61 372 AK
- オハフ62 34 ← オハフ61 373 AK
- オハフ62 35 ← オハフ61 374 GK
- オハフ62 36 ← オハフ61 375 GK
- オハフ62 37 ← オハフ61 376 AK
- オハフ62 38 ← オハフ61 377 AK
- オハフ62 39 ← オハフ61 378 AK
- オハフ62 40 ← オハフ61 379 AK

## オハフ64形
- オハフ64 1 ← オハフ61 680 GT
- オハフ64 2 ← オハフ61 698 GT

## オハフ80形
- オハフ80 1 ← オハ61 868 MO

## オハユ61形
- オハユ61 1 ← ナハ22479 富士
- オハユ61 2 ← ナハ23135 富士
- オハユ61 3 ← ナハ22457 富士
- オハユ61 4 ← ナハ23260 富士

- オハユ61 5 ← ナハフ24787 富士
- オハユ61 6 ← ナハフ24880 富士
- オハユ61 7 ← ナハ23960 富士
- オハユ61 8 ← ナハ23908 富士

- オハユ61 9 ← ナハフ24804 富士
- オハユ61 10 ← ナハ22360 富士
- オハユ61 11 ← ナハフ24764 富士

## オハユニ61形
- オハユニ61 1 ← ナハ22292 NN
- オハユニ61 2 ← ナハ23162 NN
- オハユニ61 3 ← ナハフ24169 NN
- オハユニ61 4 ← ナハフ24221 NN
- オハユニ61 5 ← ナハフ24342 NN
- オハユニ61 6 ← ナハフ24313 NN
- オハユニ61 7 ← ナハフ24108 NN
- オハユニ61 8 ← ナハ23717 NN
- オハユニ61 9 ← オハユ25330 NN
- オハユニ61 10 ← オハユニ25405 NN
- オハユニ61 11 ← ナハ22703 NN
- オハユニ61 12 ← ナハ23158 NN
- オハユニ61 13 ← ナハ22772 NN
- オハユニ61 14 ← ホハフ14456 NN
- オハユニ61 15 ← ナハフ24390 NN
- オハユニ61 16 ← ナハフ24230 NN
- オハユニ61 17 ← ナハ23764 NN
- オハユニ61 18 ← ナハ22747 NN
- オハユニ61 19 ← ナハ23156 NN
- オハユニ61 20 ← ナハ22773 NN
- オハユニ61 21 ← ナハフ24226 NN
- オハユニ61 22 ← ナハ22248 NN
- オハユニ61 23 ← ナハフ24389 NN
- オハユニ61 24 ← オニ26709 NN
- オハユニ61 25 ← ナハニ15824 NN

- オハユニ61 26 ← ナハ22428 宇車
- オハユニ61 27 ← ホハ12543 宇車
- オハユニ61 28 ← ホハ12544 宇車
- オハユニ61 29 ← ホハ12557 宇車
- オハユニ61 30 ← ホハフ14512 宇車
- オハユニ61 31 ← ナハ21958 宇車
- オハユニ61 32 ← ナハ22138 宇車
- オハユニ61 33 ← ナハ22514 宇車
- オハユニ61 34 ← ナハ22517 宇車
- オハユニ61 35 ← ナハ22569 宇車
- オハユニ61 36 ← ナハ22827 宇車
- オハユニ61 37 ← ナハ22829 宇車
- オハユニ61 38 ← ナハ23083 宇車
- オハユニ61 39 ← ナハ23433 宇車
- オハユニ61 40 ← ナハ23637 宇車
- オハユニ61 41 ← ナハフ24534 宇車
- オハユニ61 42 ← ナハフ24538 宇車
- オハユニ61 43 ← ナロハフ21800 宇車
- オハユニ61 44 ← オハニ25532 宇車
- オハユニ61 45 ← オユニ26293 宇車
- オハユニ61 46 ← ナハ22745 東急
- オハユニ61 47 ← ナハ22957 東急
- オハユニ61 48 ← ナハ22656 東急
- オハユニ61 49 ← ナハ22685 東急
- オハユニ61 50 ← ナハ23177 東急

- オハユニ61 51 ← ナハ23183 東急
- オハユニ61 52 ← ナハフ24438 東急
- オハユニ61 53 ← ホハ12731 東急
- オハユニ61 54 ← ナハ22463 東急
- オハユニ61 55 ← ナハ22180 東急
- オハユニ61 56 ← ナハユニ15493 東急
- オハユニ61 57 ← ホハ13506 東急
- オハユニ61 58 ← ナハ23784 東急
- オハユニ61 59 ← オハニ25740 東急
- オハユニ61 60 ← ナハニ15910 東急
- オハユニ61 61 ← ナハニ15772 富産
- オハユニ61 62 ← ナハニ15915 富産
- オハユニ61 63 ← ナハ22202 富産
- オハユニ61 64 ← ナハ22216 富産
- オハユニ61 65 ← ナハ22869 富産
- オハユニ61 66 ← ナハ22901 富産
- オハユニ61 67 ← ナハ23500 富産
- オハユニ61 68 ← ナハ23501 富産
- オハユニ61 69 ← ナハ23507 富産
- オハユニ61 70 ← ナハフ24692 富産
- オハユニ61 71 ← ナハフ24368 飯野
- オハユニ61 72 ← ナハフ24710 飯野
- オハユニ61 73 ← ナハフ24714 飯野
- オハユニ61 74 ← オハニ25829 飯野
- オハユニ61 75 ← ナロハ21512 飯野

- オハユニ61 76 ← ナハ22798 宇車
- オハユニ61 77 ← ホハフ14450 宇車
- オハユニ61 78 ← ナロハ21600 宇車
- オハユニ61 79 ← ナハ22936 宇車
- オハユニ61 80 ← オユニ26284 宇車
- オハユニ61 81 ← オユニ26279 宇車
- オハユニ61 82 ← ナハユニ15334 宇車
- オハユニ61 83 ← オユニ26260 宇車
- オハユニ61 84 ← オハニ25629 宇車
- オハユニ61 85 ← オニ16683 宇車
- オハユニ61 86 ← オハユニ25423 宇車
- オハユニ61 87 ← ホハフ14604 宇車
- オハユニ61 88 ← ホハ12723 宇車
- オハユニ61 89 ← ナハニ15837 宇車
- オハユニ61 90 ← ナハユニ15392 宇車
- オハユニ61 91 ← ナハ22652 宇車
- オハユニ61 92 ← オニ16671 宇車
- オハユニ61 93 ← オニ26790 宇車
- オハユニ61 94 ← ナハユニ15511 宇車
- オハユニ61 95 ← ナハ22799 宇車
- オハユニ61 96 ← ナハフ24780 宇車
- オハユニ61 97 ← オユニ26282 宇車
- オハユニ61 98 ← ナハ23354 宇車
- オハユニ61 99 ← ナハ23380 宇車
- オハユニ61 100 ← ナハ23167 宇車

- オハユニ61 101 ← オニ16684 宇車
- オハユニ61 102 ← オニ26668 宇車
- オハユニ61 103 ← ナハユニ15333 宇車
- オハユニ61 104 ← オニ26641 宇車
- オハユニ61 105 ← オニ16650 宇車
- オハユニ61 106 ← ナハニ15964 日立
- オハユニ61 107 ← ナハ22366 日立
- オハユニ61 108 ← ナハ22959 日立
- オハユニ61 109 ← ナハ23335 日立
- オハユニ61 110 ← ナハ23624 日立
- オハユニ61 111 ← ナハフ24383 日立
- オハユニ61 112 ← ナハ23344 日立
- オハユニ61 113 ← ナハ23205 日立
- オハユニ61 114 ← ナハフ24610 日立
- オハユニ61 115 ← ナハフ24609 日立
- オハユニ61 116 ← ナハ22961 日立
- オハユニ61 117 ← オユニ26387 日立
- オハユニ61 118 ← ナハ23525 日立
- オハユニ61 119 ← ナハ22780 日立
- オハユニ61 120 ← オユニ26386 日立
- オハユニ61 121 ← ナハフ24909 日立
- オハユニ61 122 ← ナエ17123 日立
- オハユニ61 123 ← ナハ23373 日立
- オハユニ61 124 ← ナハ23776 日立
- オハユニ61 125 ← ナハ23186 日立

- オハユニ61 126 ← ナハフ24885 日立
- オハユニ61 127 ← ナハフ24887 日立
- オハユニ61 128 ← オハニ25746 日立
- オハユニ61 129 ← オニ26665 日立
- オハユニ61 130 ← オハニ25632 日立

## スハユニ62形
- スハユニ62 1 ← ナハ23240 宇車
- スハユニ62 2 ← ホハ12734 宇車
- スハユニ62 3 ← ナハユニ15330 宇車
- スハユニ62 4 ← ナハ23241 宇車
- スハユニ62 5 ← ホハ12735 宇車
- スハユニ62 6 ← ナハ23471 宇車
- スハユニ62 7 ← ナハニ15931 宇車

- スハユニ62 8 ← ナハフ24805 宇車
- スハユニ62 9 ← オニ26675 宇車
- スハユニ62 10 ← オハニ25821 宇車
- スハユニ62 11 ← オユニ26363 飯野
- スハユニ62 12 ← ホハ12729 飯野
- スハユニ62 13 ← ナハ22342 飯野
- スハユニ62 14 ← ナハ23170 飯野

- スハユニ62 15 ← ホハ12707 飯野
- スハユニ62 16 ← ナロハ21506 飯野
- スハユニ62 17 ← オニ26604 飯野
- スハユニ62 18 ← オニ26700 飯野
- スハユニ62 19 ← オハユニ25408 飯野
- スハユニ62 20 ← オハニ25610 飯野

## オハユニ63形
- オハユニ63 1 ← ナロハ21635 宇車
- オハユニ63 2 ← ナハ23477 宇車
- オハユニ63 3 ← ナハ23364 宇車
- オハユニ63 4 ← ナハ23552 宇車
- オハユニ63 5 ← ナハ23734 宇車
- オハユニ63 6 ← ナハ22039 宇車
- オハユニ63 7 ← ナハフ24601 宇車
- オハユニ63 8 ← ナハフ24680 宇車
- オハユニ63 9 ← ナハ22270 宇車
- オハユニ63 10 ← ナハフ24163 宇車
- オハユニ63 11 ← ナハフ24181 宇車
- オハユニ63 12 ← ナハ23756 宇車
- オハユニ63 13 ← ナハ23548 宇車
- オハユニ63 14 ← ナハユニ15336 宇車
- オハユニ63 15 ← オハニ25572 宇車

- オハユニ63 16 ← オユニ26362 宇車
- オハユニ63 17 ← ナハ22128 宇車
- オハユニ63 18 ← ナハ23479 宇車
- オハユニ63 19 ← ナハフ24855 宇車
- オハユニ63 20 ← ナハ22168 宇車
- オハユニ63 21 ← ナハ22845 宇車
- オハユニ63 22 ← ナハ22442 宇車
- オハユニ63 23 ← ナロハ21533 宇車
- オハユニ63 24 ← ナハ22910 宇車
- オハユニ63 25 ← ナハフ24611 宇車
- オハユニ63 26 ← ナハフ24210 宇車
- オハユニ63 27 ← ナハフ24623 宇車
- オハユニ63 28 ← ナハ22904 宇車
- オハユニ63 29 ← ナハユ25328 宇車
- オハユニ63 30 ← ナハ22767 宇車

- オハユニ63 31 ← オユニ26358 宇車
- オハユニ63 32 ← オニ26600 宇車
- オハユニ63 33 ← オハニ25729 宇車
- オハユニ63 34 ← ナハニ15880 宇車
- オハユニ63 35 ← ナハ23672 宇車
- オハユニ63 36 ← ナハ23655 宇車
- オハユニ63 37 ← ナハフ24645 宇車
- オハユニ63 38 ← ナハフ24577 宇車
- オハユニ63 39 ← オニ26683 宇車
- オハユニ63 40 ← オニ26533 宇車

## オハユニ64形
- オハユニ64 1 ← ナハフ24659 宇車
- オハユニ64 2 ← ホハ12607 宇車
- オハユニ64 3 ← ナハフ24705 宇車
- オハユニ64 4 ← ナハ22705 宇車

- オハユニ64 5 ← ナハ23678 宇車
- オハユニ64 6 ← オハユ25339 宇車
- オハユニ64 7 ← オユニ26364 宇車
- オハユニ64 8 ← オニ26625 宇車

- オハユニ64 9 ← オニ26640 宇車
- オハユニ64 10 ← ナハ23551 宇車

## オハニ36形
- オハニ36 1 ← オハニ63 1 NN
- オハニ36 2 ← オハニ63 2 NN
- オハニ36 3 ← オハニ63 3 NN
- オハニ36 4 ← オハニ63 4 NN
- オハニ36 5 ← オハニ63 5 NN
- オハニ36 6 ← オハニ63 6 NN
- オハニ36 7 ← オハニ63 7 NN
- オハニ36 8 ← オハニ63 8 NN
- オハニ36 9 ← オハニ63 9 NN
- オハニ36 10 ← オハニ63 10 NN

- オハニ36 11 ← オハニ63 11 NN
- オハニ36 12 ← オハニ63 12 NN
- オハニ36 13 ← オハニ63 13 NN
- オハニ36 14 ← オハニ63 14 NN
- オハニ36 15 ← オハニ63 15 NN
- オハニ36 16 ← オハニ63 16 NN
- オハニ36 17 ← オハニ63 17 NN
- オハニ36 18 ← オハニ63 18 NN
- オハニ36 19 ← オハニ63 19 NN
- オハニ36 20 ← オハニ63 20 NN

- オハニ36 21 ← オハニ63 21 NN
- オハニ36 22 ← オハニ63 22 NN
- オハニ36 23 ← オハニ63 23 NN
- オハニ36 24 ← オハニ63 24 NN
- オハニ36 25 ← オハニ63 25 NN
- オハニ36 26 ← オハニ63 26 NN
- オハニ36 27 ← オハニ63 27 NN
- オハニ36 28 ← オハニ63 28 NN
- オハニ36 29 ← オハニ63 29 NN
- オハニ36 30 ← オハニ63 30 NN

## スハニ37形
- スハニ37 2001 ← オハニ36 1 TZ
- スハニ37 2002 ← オハニ36 2 TZ

- スハニ37 2013 ← オハニ36 13 TZ
- スハニ37 2022 ← オハニ36 22 TZ

## スハニ61形/オハニ61形
本形式は当初スハニ61形として落成したが、運用上の理由から荷物室荷重を減らしてオハニ61形に改称された。改形式は1953年11月から1954年3月にかけて実施された。

### オハニ61形0番台
- オハニ61 1 ← ホハ12536 OM
- オハニ61 2 ← ナハフ24016 OM
- オハニ61 3 ← ナハフ24050 OM
- オハニ61 4 ← ナハフ24049 OM
- オハニ61 5 ← ナハ24504 OM
- オハニ61 6 ← ナハフ24084 OM
- オハニ61 7 ← ホハ12716 OM
- オハニ61 8 ← オハニ25528 OM
- オハニ61 9 ← オハニ25813 OM
- オハニ61 10 ← ナハ22951 OM
- オハニ61 11 ← ナハフ24024 OM
- オハニ61 12 ← ナハフ24018 OM
- オハニ61 13 ← ホハフ14525 OM
- オハニ61 14 ← ナハフ24076 OM
- オハニ61 15 ← ナロハ21495 OM
- オハニ61 16 ← ナハ23531 OM
- オハニ61 17 ← ナハ22581 OM
- オハニ61 18 ← ナハ22622 OM
- オハニ61 19 ← ナハ22010 OM
- オハニ61 20 ← ナハ22025 OM
- オハニ61 21 ← ナロハ21679 OM
- オハニ61 22 ← ホハ12588 OM
- オハニ61 23 ← ナハ22590 OM
- オハニ61 24 ← ナハフ24038 OM
- オハニ61 25 ← ナハフ24511 OM

- オハニ61 26 ← ナハフ24540 OM
- オハニ61 27 ← ホハ12562 OM
- オハニ61 28 ← ホハ12565 OM
- オハニ61 29 ← ホハ12718 OM
- オハニ61 30 ← ナロハ21678 OM
- オハニ61 31 ← ナハ22059 OM
- オハニ61 32 ← ナハ22600 OM
- オハニ61 33 ← ナハフ24532 OM
- オハニ61 34 ← ナロハ21493 OM
- オハニ61 35 ← ナハニ15809 OM
- オハニ61 36 ← ナハフ24085 OM
- オハニ61 37 ← ナハフ24516 OM
- オハニ61 38 ← ナハフ24047 OM
- オハニ61 39 ← ナロハ21498 OM
- オハニ61 40 ← ナハフ24087 OM
- オハニ61 41 ← ナハフ24031 OM
- オハニ61 42 ← ナハフ24152 OM
- オハニ61 43 ← ナハフ24002 OM
- オハニ61 44 ← ナハフ24080 OM
- オハニ61 45 ← ナハ23445 OM
- オハニ61 46 ← オハユ25308 TS
- オハニ61 47 ← ナハ22253 TS
- オハニ61 48 ← ナハ23176 TS
- オハニ61 49 ← ナハフ24244 TS
- オハニ61 50 ← ナハフ24158 TS

- オハニ61 51 ← ナハ23097 TS
- オハニ61 52 ← ナハフ24358 TS
- オハニ61 53 ← ナハ22279 TS
- オハニ61 54 ← ナハフ24176 TS
- オハニ61 55 ← ナハフ24172 TS
- オハニ61 56 ← ナハ22725 TS
- オハニ61 57 ← ナハ22241 TS
- オハニ61 58 ← ナハフ24176 TS
- オハニ61 59 ← ナハ23063 TS
- オハニ61 60 ← ナハフ24124 TS
- オハニ61 61 ← ナハ22670 MO
- オハニ61 62 ← ナハ22672 MO
- オハニ61 63 ← ナハ22249 OM
- オハニ61 64 ← ナハフ24200 OM
- オハニ61 65 ← ナハフ24261 NG
- オハニ61 66 ← ナハ23511 NG
- オハニ61 67 ← ナハフ24237 NG
- オハニ61 68 ← ナハフ24219 NG
- オハニ61 69 ← ナハ23519 NG
- オハニ61 70 ← ナハ22271 NG
- オハニ61 71 ← ナハ22256 NG
- オハニ61 72 ← ナハフ24907 NG
- オハニ61 73 ← オニ26643 NG
- オハニ61 74 ← ナハ22765 NG
- オハニ61 75 ← オニ26524 NG

- オハニ61 76 ← ナハ22250 NG
- オハニ61 77 ← オハニ25832 NG
- オハニ61 78 ← ナハ23772 NG
- オハニ61 79 ← ナハフ24920 MO
- オハニ61 80 ← ナハフ24871 MO
- オハニ61 81 ← ナハフ24923 MO
- オハニ61 82 ← ナハフ24923 MO
- オハニ61 83 ← ナハ21954 MO
- オハニ61 84 ← ナハ23856 MO
- オハニ61 85 ← ナハ23709 MO
- オハニ61 86 ← オハニ25824 MO
- オハニ61 87 ← ナハ23106 MO
- オハニ61 88 ← ナハ22485 MO
- オハニ61 89 ← ナハ23121 MO
- オハニ61 90 ← ナハフ24402 MO
- オハニ61 91 ← ナハ22796 MO
- オハニ61 92 ← ナハ22465 MO
- オハニ61 93 ← ナロハ21460 MO
- オハニ61 94 ← ナハ23076 MO
- オハニ61 95 ← ナハフ24048 MO
- オハニ61 96 ← オハニ25825 MO
- オハニ61 97 ← ナハフ24079 MO
- オハニ61 98 ← ナハ23792 MO
- オハニ61 99 ← ナハ22579 MO
- オハニ61 100 ← ナハ22576 MO

- オハニ61 101 ← ナハ22063 MO
- オハニ61 102 ← ナハ22586 MO
- オハニ61 103 ← ナハ21965 MO
- オハニ61 104 ← ナハ22575 MO
- オハニ61 105 ← ナハ22606 MO
- オハニ61 106 ← ナハ23112 MO
- オハニ61 107 ← オハニ25802 MO
- オハニ61 108 ← ナハ22467 MO
- オハニ61 109 ← ナハフ24451 NG
- オハニ61 110 ← ナハフ24429 NG
- オハニ61 111 ← ナハフ24911 NG
- オハニ61 112 ← ナハフ24856 NG
- オハニ61 113 ← ナハ22046 NG
- オハニ61 114 ← ナハ23332 NG
- オハニ61 115 ← ナハ22334 NG
- オハニ61 116 ← ナハ22643 NG
- オハニ61 117 ← ホハフ14593 NG
- オハニ61 118 ← ナハフ24668 NG
- オハニ61 119 ← ナハ22547 NG
- オハニ61 120 ← ナハフ24905 NG
- オハニ61 121 ← ナハフ24208 TS
- オハニ61 122 ← ナハフ24255 TS
- オハニ61 123 ← ナハ23565 TS
- オハニ61 124 ← ナハ23792 TS
- オハニ61 125 ← ナハ22955 TS

- オハニ61 126 ← ナハフ24622 TS
- オハニ61 127 ← ナハ23004 TS
- オハニ61 128 ← ナハ22992 TS
- オハニ61 129 ← ナハ23336 TS
- オハニ61 130 ← ナハフ24297 TS
- オハニ61 131 ← ナハフ24212 TS
- オハニ61 132 ← オニ26662 TS
- オハニ61 133 ← ナハ22668 TS
- オハニ61 134 ← ナハ23621 TS
- オハニ61 135 ← ナハ23591 TS
- オハニ61 136 ← ナハ23203 TS
- オハニ61 137 ← ナハフ24906 TS
- オハニ61 138 ← ナハ23195 TS
- オハニ61 139 ← ナハフ24605 TS
- オハニ61 140 ← オハニ25574 TS
- オハニ61 141 ← ナハ23105 MO
- オハニ61 142 ← ナハ23075 MO
- オハニ61 143 ← ナハ22146 MO
- オハニ61 144 ← ナハ22452 MO
- オハニ61 145 ← ホハ12592 MO
- オハニ61 146 ← ナハフ24033 MO
- オハニ61 147 ← ホハフ14505 MO
- オハニ61 148 ← ホハフ14558 MO
- オハニ61 149 ← ホハフ14560 MO
- オハニ61 150 ← ホハ12568 MO

- オハニ61 151 ← ホハ12584 OM
- オハニ61 152 ← ナハニ15752 OM
- オハニ61 153 ← ナハ22161 OM
- オハニ61 154 ← ナハ22657 OM
- オハニ61 155 ← ナハ22525 OM
- オハニ61 156 ← ナハ22894 OM
- オハニ61 157 ← ナハ22663 OM
- オハニ61 158 ← ナハフ24063 OM
- オハニ61 159 ← ナハフ24679 OM
- オハニ61 160 ← ナハ228761 OM
- オハニ61 161 ← ホハフ14599 NG
- オハニ61 162 ← ナハ23148 NG
- オハニ61 163 ← ナハニ15828 NG
- オハニ61 164 ← ナハ23963 NG
- オハニ61 165 ← ナハフ24239 NG
- オハニ61 166 ← ナハ22641 NG
- オハニ61 167 ← オニ26638 NG
- オハニ61 168 ← ナハフ24227 NG
- オハニ61 169 ← ナハ23504 NG
- オハニ61 170 ← ナハ22644 NG
- オハニ61 171 ← ナハフ24294 NG
- オハニ61 172 ← ナハフ24343 NG
- オハニ61 173 ← ナハ22224 NG
- オハニ61 174 ← ナハ22898 NG
- オハニ61 175 ← ナハ22642 NG

- オハニ61 176 ← ナハ22659 TS
- オハニ61 177 ← オハニ24615 TS
- オハニ61 178 ← ナハ23586 TS
- オハニ61 179 ← ナハ22984 TS
- オハニ61 180 ← ナハ22021 TS
- オハニ61 181 ← ナハフ24913 TS
- オハニ61 182 ← ナハ23352 TS
- オハニ61 183 ← ナハ22742 TS
- オハニ61 184 ← ナハ23396 TS
- オハニ61 185 ← ナハフ24324 TS
- オハニ61 186 ← ナハ23599 TS
- オハニ61 187 ← ナハ23354 TS
- オハニ61 188 ← ナハ23914 TS
- オハニ61 189 ← ナハフ25015 TS
- オハニ61 190 ← ナハフ24381 TS
- オハニ61 191 ← オハユ25306 TS
- オハニ61 192 ← オニ26651 TS
- オハニ61 193 ← ナハフ24257 TS
- オハニ61 194 ← オニ26661 TS
- オハニ61 195 ← ナハ22949 TS
- オハニ61 196 ← ナハ22785 MO
- オハニ61 197 ← ナハ22077 MO
- オハニ61 198 ← ナハ22436 MO
- オハニ61 199 ← ホハ14532 MO
- オハニ61 200 ← ナハ22538 MO

- オハニ61 201 ← ナハ22583 MO
- オハニ61 202 ← ナハ22486 MO
- オハニ61 203 ← ホハフ14456 MO
- オハニ61 204 ← ナハ22522 MO
- オハニ61 205 ← ナハ21951 MO
- オハニ61 206 ← ナハフ23234 新潟
- オハニ61 207 ← ナハ22836 新潟
- オハニ61 208 ← ナロハ21687 新潟
- オハニ61 209 ← オハニ25528 新潟
- オハニ61 210 ← オハニ25805 新潟
- オハニ61 211 ← ナハニ15776 新潟
- オハニ61 212 ← ナロハ21562 新潟
- オハニ61 213 ← ホハフ14602 新潟
- オハニ61 214 ← ナハニ15808 新潟
- オハニ61 215 ← オハニ25623 新潟
- オハニ61 216 ← ナハフ24416 新潟
- オハニ61 217 ← ナハニ15833 新潟
- オハニ61 218 ← ナロハ21672 新潟
- オハニ61 219 ← ナハ22533 新潟
- オハニ61 220 ← オハニ25529 新潟
- オハニ61 221 ← ナハニ15777 新潟
- オハニ61 222 ← オハニ25661 新潟
- オハニ61 223 ← ナロハ21455 新潟
- オハニ61 224 ← オハニ25540 新潟
- オハニ61 225 ← ナハニ15757 新潟

- オハニ61 226 ← ホハ12546 日支
- オハニ61 227 ← ホハ12547 日支
- オハニ61 228 ← ホハ12148 日支
- オハニ61 229 ← ホハ12525 日支
- オハニ61 230 ← ナハフ24644 日支
- オハニ61 231 ← ホハ12526 日支
- オハニ61 232 ← ホハ12532 日支
- オハニ61 233 ← ナハ23799 日支
- オハニ61 234 ← ホハ12539 日支
- オハニ61 235 ← ナハ23767 日支
- オハニ61 236 ← ナハフ24398 日支
- オハニ61 237 ← ナハ22482 日支
- オハニ61 238 ← ナハ23787 日支
- オハニ61 239 ← ナハニ15918 日支
- オハニ61 240 ← ナハ22803 日支
- オハニ61 241 ← ナハ22688 日支
- オハニ61 242 ← ナハ23037 日支
- オハニ61 243 ← オハニ25589 日支
- オハニ61 244 ← ナハ22723 日支
- オハニ61 245 ← ナハユニ15355 日支
- オハニ61 246 ← ナハニ15823 汽支
- オハニ61 247 ← ナハユニ15452 汽支
- オハニ61 248 ← ホハフ14529 汽支
- オハニ61 249 ← オハニ25588 汽支
- オハニ61 250 ← ナハ22666 汽支

- オハニ61 251 ← ナハフ24621 汽支
- オハニ61 252 ← ナハ22727 汽支
- オハニ61 253 ← ナハフ24205 汽支
- オハニ61 254 ← ナハフ24701 汽支
- オハニ61 255 ← ナハ22726 汽支
- オハニ61 256 ← ナハ22678 帝車
- オハニ61 257 ← オハニ25575 帝車
- オハニ61 258 ← ナハ23386 帝車
- オハニ61 259 ← オハニ25750 帝車
- オハニ61 260 ← オハユニ25407 帝車
- オハニ61 261 ← ナハ22766 帝車
- オハニ61 262 ← ナハフ24166 帝車
- オハニ61 263 ← ナハ23599 帝車
- オハニ61 264 ← ナハ22676 帝車
- オハニ61 265 ← ナハ23359 帝車
- オハニ61 266 ← ナハ22758 帝車
- オハニ61 267 ← ナハ23055 帝車
- オハニ61 268 ← ナハ23390 帝車
- オハニ61 269 ← ナハ23451 帝車
- オハニ61 270 ← ナハフ24162 帝車
- オハニ61 271 ← ナハフ24616 帝車
- オハニ61 272 ← ナハ23376 帝車
- オハニ61 273 ← オニ26634 帝車
- オハニ61 274 ← ナハ22768 帝車
- オハニ61 275 ← オニ26636 帝車

- オハニ61 276 ← ナハフ24186 近車
- オハニ61 277 ← オハニ25814 近車
- オハニ61 278 ← ナハ23349 近車
- オハニ61 279 ← ナハ22278 近車
- オハニ61 280 ← ナハニ15769 近車
- オハニ61 281 ← ナハ23318 近車
- オハニ61 282 ← ナハ22239 近車
- オハニ61 283 ← ナハ23549 近車
- オハニ61 284 ← ナロフ21224 近車
- オハニ61 285 ← オハニ25608 近車
- オハニ61 286 ← ナハ22280 近車
- オハニ61 287 ← ナハニ15811 近車
- オハニ61 288 ← ナハニ24232 近車
- オハニ61 289 ← ナハ22289 近車
- オハニ61 290 ← ナハフ24260 近車
- オハニ61 291 ← オハユ25325 近車
- オハニ61 292 ← ホハフ14575 近車
- オハニ61 293 ← ナハフ24598 近車
- オハニ61 294 ← ナハフ24600 近車
- オハニ61 295 ← ナハフ24183 近車
- オハニ61 296 ← ナハ22793 宇車
- オハニ61 297 ← ナハ22451 宇車
- オハニ61 298 ← ナハ23792 宇車
- オハニ61 299 ← オニ26608 宇車
- オハニ61 300 ← オニ26757 宇車

- オハニ61 301 ← ナハ23110 宇車
- オハニ61 302 ← ナハフ24792 宇車
- オハニ61 303 ← ホハフ14508 宇車
- オハニ61 304 ← オニ26605 宇車
- オハニ61 305 ← オハユ25300 宇車
- オハニ61 306 ← ナハ23140 宇車
- オハニ61 307 ← ナハ23796 宇車
- オハニ61 308 ← ナハ22056 宇車
- オハニ61 309 ← オハユ25301 宇車
- オハニ61 310 ← オハニ25827 宇車
- オハニ61 311 ← ナロフ21231 日支
- オハニ61 312 ← ナハフ24695 日支
- オハニ61 313 ← ナハフ24588 日支
- オハニ61 314 ← ナハ23485 日支
- オハニ61 315 ← ナハフ24005 日支
- オハニ61 316 ← ナロハ21487 汽支
- オハニ61 317 ← ナハ22503 汽支
- オハニ61 318 ← ナロハ21496 汽支
- オハニ61 319 ← ナハフ24017 汽支
- オハニ61 320 ← ナハフ24520 汽支
- オハニ61 321 ← ナハ22024 日車
- オハニ61 322 ← ナハ23690 日車
- オハニ61 323 ← オハユ25309 日支
- オハニ61 324 ← オニ26753 日支
- オハニ61 325 ← ナハ22535 日支

- オハニ61 326 ← ナハ23695 日支
- オハニ61 327 ← オニ23536 日支
- オハニ61 328 ← ナハニ15913 日支
- オハニ61 329 ← オハニ25583 日支
- オハニ61 330 ← オユニ26301 日支
- オハニ61 331 ← ナハ22572 日支
- オハニ61 332 ← ナハ22582 日支
- オハニ61 333 ← ナハ23689 日支
- オハニ61 334 ← オハニ25581 日支
- オハニ61 335 ← オニ26671 日支
- オハニ61 336 ← ナハ23671 日支
- オハニ61 337 ← ナハ23381 飯野
- オハニ61 338 ← ナハ23363 飯野
- オハニ61 339 ← オハニ25616 飯野
- オハニ61 340 ← オハニ25619 飯野
- オハニ61 341 ← ナハユニ15369 飯野
- オハニ61 342 ← ナハユニ15384 飯野
- オハニ61 343 ← オハユ25318 飯野
- オハニ61 344 ← オニ26667 飯野
- オハニ61 345 ← オニ26688 飯野
- オハニ61 346 ← ナハニ15873 MO
- オハニ61 347 ← ホハ12724 MO
- オハニ61 348 ← ナハユニ15335 MO
- オハニ61 349 ← ナハ23682 MO
- オハニ61 350 ← ナハ22189 MO

- オハニ61 351 ← ナハ22252 TS
- オハニ61 352 ← ナハ23711 TS
- オハニ61 353 ← オハニ25809 TS
- オハニ61 354 ← ナハフ24189 TS
- オハニ61 355 ← ナハ22755 TS
- オハニ61 356 ← ナハ22751 TS
- オハニ61 357 ← ホハフ14502 TS
- オハニ61 358 ← ホハフ14503 TS
- オハニ61 359 ← ナハフ24704 TS
- オハニ61 360 ← ナハフ24669 TS
- オハニ61 361 ← ナハ22425 KK
- オハニ61 362 ← オニ26613 KK
- オハニ61 363 ← ナハ22334 KK
- オハニ61 364 ← ホハ13537 KK
- オハニ61 365 ← ナロ20614 KK
- オハニ61 366 ← ナハ23324 KK
- オハニ61 367 ← ナハ22645 KK
- オハニ61 368 ← ナハニ15965 KK
- オハニ61 369 ← オハニ25568 KK
- オハニ61 370 ← ナハフ24306 KK
- オハニ61 371 ← ホハ12537 日車
- オハニ61 372 ← ナハ22627 日車
- オハニ61 373 ← ナハフ24086 日車
- オハニ61 374 ← ナハフ24020 日車
- オハニ61 375 ← ナハ22092 日車

- オハニ61 376 ← オハニ25641 川車
- オハニ61 377 ← オニ26773 川車
- オハニ61 378 ← オニ26655 川車
- オハニ61 379 ← オニ26601 川車
- オハニ61 380 ← ナハ22321 川車
- オハニ61 381 ← ナロハ21739 川車
- オハニ61 382 ← オニ26534 飯野
- オハニ61 383 ← オニ26752 飯野
- オハニ61 384 ← オユニ26369 飯野
- オハニ61 385 ← オユニ26370 飯野
- オハニ61 386 ← オユニ26278 飯野
- オハニ61 387 ← オニ26626 飯野
- オハニ61 388 ← オニ26654 飯野
- オハニ61 389 ← オユニ26389 飯野
- オハニ61 390 ← オユニ26368 飯野
- オハニ61 391 ← ナハ22167 飯野
- オハニ61 392 ← ナハ22273 TS
- オハニ61 393 ← ナハ22313 TS
- オハニ61 394 ← ナハ23561 TS
- オハニ61 395 ← ナハフ24884 TS
- オハニ61 396 ← オハニ25817 TS
- オハニ61 397 ← ナハ23350 TS
- オハニ61 398 ← ナロ20630 TS
- オハニ61 399 ← ナハフ24235 TS
- オハニ61 400 ← オユニ26381 TS

- オハニ61 401 ← ナハ23169 TS
- オハニ61 402 ← オハニ25719 TS
- オハニ61 403 ← ナハ23323 TS
- オハニ61 404 ← ナハフ24254 TS
- オハニ61 405 ← オハニ25828 TS
- オハニ61 406 ← ナハ23998 TS
- オハニ61 407 ← ナハユニ15410 TS
- オハニ61 408 ← ナハフ24242 TS
- オハニ61 409 ← ナハ23150 TS
- オハニ61 410 ← ナハニ15810 TS
- オハニ61 411 ← ナハ23358 TS
- オハニ61 412 ← ナハ23330 TS
- オハニ61 413 ← オハニ25751 TS
- オハニ61 414 ← オユニ26360 TS
- オハニ61 415 ← オユニ26385 TS
- オハニ61 416 ← オハニ25620 TS
- オハニ61 417 ← オハニ25720 TS
- オハニ61 418 ← ナハ23342 TS
- オハニ61 419 ← ナハ23440 TS
- オハニ61 420 ← ナハ23351 TS
- オハニ61 421 ← ナハフ24620 TS
- オハニ61 422 ← ナハ23777 TS
- オハニ61 423 ← オハニ25758 TS
- オハニ61 424 ← ナハ22976 TS
- オハニ61 425 ← オハニ25652 TS

- オハニ61 426 ← ナハフ24229 TS
- オハニ61 427 ← オハユ25315 KK
- オハニ61 428 ← ナロ20621 KK
- オハニ61 429 ← オニ26659 KK
- オハニ61 430 ← ナロハ21371 KK
- オハニ61 431 ← ナハ23620 KK
- オハニ61 432 ← ナロハ21575 KK
- オハニ61 433 ← ナハ23597 KK
- オハニ61 434 ← ナハ23589 KK
- オハニ61 435 ← オハニ25655 KK
- オハニ61 436 ← ナロフ21230 KK
- オハニ61 437 ← ナハ23623 KK
- オハニ61 438 ← ナハ22981 KK
- オハニ61 439 ← ナハフ24355 KK
- オハニ61 440 ← ナハユニ15734 KK
- オハニ61 441 ← ナハ22946 KK
- オハニ61 442 ← ナロハ21667 KK
- オハニ61 443 ← ナハニ15967 KK
- オハニ61 444 ← オニ26658 KK
- オハニ61 445 ← ナロ20635 KK
- オハニ61 446 ← ナハ23027 KK
- オハニ61 447 ← ナハフ24304 KK
- オハニ61 448 ← ナハフ24730 KK
- オハニ61 449 ← オハニ25502 KK
- オハニ61 450 ← ナロハ21702 KK

- オハニ61 451 ← ナハフ24316 KK
- オハニ61 452 ← ナハ23026 KK
- オハニ61 453 ← ナイロ20505 KK
- オハニ61 454 ← ナハ23743 KK
- オハニ61 455 ← ナハ23016 KK
- オハニ61 456 ← ナハ23002 KK
- オハニ61 457 ← オハニ25627 KK
- オハニ61 458 ← ナハ22907 KK
- オハニ61 459 ← ナハ23608 KK
- オハニ61 460 ← ナロ20619 KK
- オハニ61 461 ← オハニ25656 KK

### オハニ61形500番台
- オハニ61 501 ← ナハフ24419 富車
- オハニ61 502 ← ナハ22752 富車
- オハニ61 503 ← ホハフ14611 富車
- オハニ61 504 ← ナハ23261 富車
- オハニ61 505 ← ナハ22629 富車

- オハニ61 506 ← ナハフ24090 富車
- オハニ61 507 ← ナハ22734 富車
- オハニ61 508 ← オハニ25586 富車
- オハニ61 509 ← オハニ25587 富車
- オハニ61 510 ← オハニ25745 富車

- オハニ61 511 ← オニ26678 富車
- オハニ61 512 ← オニ26768 富車
- オハニ61 513 ← ナハフ24249 富車
- オハニ61 514 ← ナハ22536 富車

## スハニ62形
- スハニ62 1 ← ナロ20603 富車
- スハニ62 2 ← ナハフ24819 富車
- スハニ62 3 ← ナハ23625 富車
- スハニ62 4 ← ナロ20627 富車
- スハニ62 5 ← ナハ23015 富車
- スハニ62 6 ← ナハフ24365 富車
- スハニ62 7 ← ナハフ24326 富車
- スハニ62 8 ← ナハフ24314 富車
- スハニ62 9 ← ナハフ24347 富車
- スハニ62 10 ← オニ26786 富車
- スハニ62 11 ← オニ26755 輸送
- スハニ62 12 ← オユニ26295 輸送
- スハニ62 13 ← オハユ25319 輸送
- スハニ62 14 ← オニ26776 輸送
- スハニ62 15 ← ナハニ15927 輸送

- スハニ62 16 ← オニ26751 輸送
- スハニ62 17 ← オニ26644 輸送
- スハニ62 18 ← ナハユニ15326 輸送
- スハニ62 19 ← オニ26777 輸送
- スハニ62 20 ← オニ26708 輸送
- スハニ62 21 ← ナハ23427 AK
- スハニ62 22 ← オハニ25756 AK
- スハニ62 23 ← ナハニ15909 AK
- スハニ62 24 ← ナハニ15779 AK
- スハニ62 25 ← ナハニ15928 AK
- スハニ62 26 ← オハユ25340 AK
- スハニ62 27 ← オユニ26303 AK
- スハニ62 28 ← ナハフ24736 AK
- スハニ62 29 ← オハニ25731 AK
- スハニ62 30 ← ナハユニ15377 AK

- スハニ62 31 ← ナハ23709 AK
- スハニ62 32 ← オハユニ25432 AK
- スハニ62 33 ← ナハフ24738 AK
- スハニ62 34 ← ホハ12614 AK
- スハニ62 35 ← ナハフ24463 AK
- スハニ62 36 ← ホハフ14652 AK
- スハニ62 37 ← ホハ12611 AK
- スハニ62 38 ← オハユ25342 AK
- スハニ62 39 ← オハニ25737 AK
- スハニ62 40 ← ナハユニ15353 AK
- スハニ62 41 ← ナハニ15912 AK
- スハニ62 42 ← ナハ23286 AK
- スハニ62 43 ← ナハフ24753 AK
- スハニ62 44 ← ナハ23285 AK
- スハニ62 45 ← ナハ23704 AK

## オハニ63形
- オハニ63 1 ← オハニ25530 汽支
- オハニ63 2 ← ナハフ24697 汽支
- オハニ63 3 ← ナハフ24067 汽支
- オハニ63 4 ← ナハフ24702 汽支
- オハニ63 5 ← ナハニ15763 汽支
- オハニ63 6 ← ナハフ24462 汽支
- オハニ63 7 ← オハニ25741 汽支
- オハニ63 8 ← オハユニ25430 汽支
- オハニ63 9 ← ナハ22499 汽支
- オハニ63 10 ← オハニ25507 汽支

- オハニ63 11 ← オユニ26289 汽支
- オハニ63 12 ← オハニ25742 汽支
- オハニ63 13 ← オハユニ25341 汽支
- オハニ63 14 ← オハニ25725 汽支
- オハニ63 15 ← ナハ23654 汽支
- オハニ63 16 ← ナハフ24791 汽支
- オハニ63 17 ← オハニ25741 汽支
- オハニ63 18 ← ナハフ24926 汽支
- オハニ63 19 ← ナハ23674 汽支
- オハニ63 20 ← オハニ25704 汽支

- オハニ63 21 ← ナハニ15929 汽支
- オハニ63 22 ← ナハニ15933 汽支
- オハニ63 23 ← オハユニ25409 汽支
- オハニ63 24 ← オハニ25725 汽支
- オハニ63 25 ← ナハユニ15364 汽支
- オハニ63 26 ← オユニ26254 輸送
- オハニ63 27 ← ナハ23178 輸送
- オハニ63 28 ← オハニ25597 輸送
- オハニ63 29 ← オハニ25755 輸送
- オハニ63 30 ← オハニ25727 輸送

## スハニ64形
- スハニ64 2082 ← オハニ61 82 TZ
- スハニ64 2083 ← オハニ61 83 TZ
- スハニ64 2084 ← オハニ61 84 TZ
- スハニ64 2094 ← オハニ61 94 TZ
- スハニ64 2095 ← オハニ61 95 TZ
- スハニ64 2096 ← オハニ61 96 TZ
- スハニ64 2143 ← オハニ61 143 TZ
- スハニ64 2144 ← オハニ61 144 TZ

- スハニ64 2149 ← オハニ61 149 TZ
- スハニ64 2207 ← オハニ61 207 TZ
- スハニ64 2212 ← オハニ61 212 TZ
- スハニ64 2222 ← オハニ61 222 MT
- スハニ64 2236 ← オハニ61 236 TZ
- スハニ64 2250 ← オハニ61 250 MT
- スハニ64 2252 ← オハニ61 252 MT
- スハニ64 2285 ← オハニ61 285 MT

- スハニ64 2297 ← オハニ61 297 TZ
- スハニ64 2298 ← オハニ61 298 TZ
- スハニ64 2305 ← オハニ61 305 TZ
- スハニ64 2306 ← オハニ61 306 TZ
- スハニ64 2346 ← オハニ61 346 TZ
- スハニ64 2412 ← オハニ61 412 MT
- スハニ64 2413 ← オハニ61 413 MT

## オユ60形
- オユ60 1 ← オユ26150 TS
- オユ60 2 ← オユ26155 TS

## オユ61形
- オユ61 1 ← オユ26151 新潟
- オユ61 2 ← オユ26154 新潟

- オユ61 3 ← オユ60 1 OF
- オユ61 4 ← オユ60 2 OF

## スユニ60形

### スユニ60形0(2000)番台
- スユニ60 2001 ← スユニ60 1 ← ナロ20742 輸送
- スユニ60 2002 ← スユニ60 2 ← ナハ23863 輸送
- スユニ60 2003 ← スユニ60 3 ← ナハフ25042 輸送
- スユニ60 2004 ← スユニ60 4 ← ナハフ25053 輸送
- スユニ60 5 ← ナハフ25047 輸送
- スユニ60 2006 ← スユニ60 6 ← ナハ23886 輸送
- スユニ60 2007 ← スユニ60 7 ← ナロ20743 輸送
- スユニ60 2008 ← スユニ60 8 ← ナハフ25046 輸送
- スユニ60 9 ← ナハフ25045 輸送
- スユニ60 10 ← ナハフ25044 輸送
- スユニ60 2011 ← スユニ60 11 ← ナハ23813 飯野
- スユニ60 2012 ← スユニ60 12 ← ナハ23828 飯野
- スユニ60 2013 ← スユニ60 13 ← ナハ23825 飯野
- スユニ60 14 ← ナハ23878 飯野
- スユニ60 15 ← ナハ23887 飯野
- スユニ60 2016 ← スユニ60 16 ← ナハ23898 飯野
- スユニ60 17 ← ナハ23806 飯野
- スユニ60 18 ← ナハフ25070 飯野
- スユニ60 2019 ← スユニ60 19 ← ナハ23889 飯野
- スユニ60 2020 ← スユニ60 20 ← ナハ23897 飯野
- スユニ60 2021 ← スユニ60 21 ← ナロ20734 飯野
- スユニ60 2022 ← スユニ60 22 ← ナハフ25013 飯野
- スユニ60 2023 ← スユニ60 23 ← ナハフ25023 飯野
- スユニ60 24 ← ナロ20730 飯野
- スユニ60 25 ← ナロ20727 飯野

- スユニ60 26 ← ナハ23860 飯野
- スユニ60 27 ← ナハフ25037 飯野
- スユニ60 28 ← ナハ23852 飯野
- スユニ60 29 ← ナハ23854 飯野
- スユニ60 30 ← ナハ23856 飯野
- スユニ60 31 ← ナハ23901 飯野
- スユニ60 32 ← ナハフ25009 飯野
- スユニ60 33 ← ナロ20754 飯野
- スユニ60 34 ← ナハフ25071 飯野
- スユニ60 35 ← ナハフ25025 飯野
- スユニ60 2036 ← スユニ60 36 ← ナロ20705 日車
- スユニ60 2037 ← スユニ60 37 ← ナロハ21405 日車
- スユニ60 38 ← ナハフ25010 日車
- スユニ60 2039 ← スユニ60 39 ← ナハ23844 日車
- スユニ60 40 ← ナハ23849 日車
- スユニ60 41 ← ナハフ25002 日車
- スユニ60 42 ← ナハ23067 日車
- スユニ60 43 ← ナハフ25035 日車
- スユニ60 44 ← ナハ23802 日車
- スユニ60 45 ← ナハ23069 日車
- スユニ60 46 ← ナハフ25017 日車
- スユニ60 2047 ← スユニ60 47 ← ナハフ25017 日車

### スユニ60形200番台
- スユニ60 201 ← ナロ20747 飯野
- スユニ60 202 ← ナハ23831 飯野
- スユニ60 203 ← ナハ23804 飯野
- スユニ60 204 ← ナハ23858 飯野
- スユニ60 205 ← ナハ23812 飯野
- スユニ60 206 ← ナハ23834 飯野

- スユニ60 207 ← ナハ23833 飯野
- スユニ60 208 ← ナハ23845 飯野
- スユニ60 209 ← ナロ20744 飯野
- スユニ60 210 ← ナハ23805 飯野
- スユニ60 211 ← ナハ23857 日車
- スユニ60 212 ← ナハフ25019 日車

- スユニ60 213 ← ナハフ25026 日車
- スユニ60 214 ← ナハ23899 日車
- スユニ60 215 ← ナハフ25065 日車
- スユニ60 216 ← ナハ23900 日車
- スユニ60 217 ← ナハフ25027 日車
- スユニ60 218 ← ナハフ25018 日車

### スユニ60形300番台
- スユニ60 301 ← オハニ25765 日車
- スユニ60 302 ← オハニ25766 日車

## スユニ61形

### スユニ61形0(2000)番台
- スユニ61 1 ← オハニ61 18 TZ
- スユニ61 2002 ← スユニ61 2 ← オハニ61 100 TZ
- スユニ61 3 ← オハニ61 116 TZ
- スユニ61 4 ← オハニ61 208 TZ
- スユニ61 5 ← オハニ61 210 TZ
- スユニ61 6 ← オハニ61 211 TZ
- スユニ61 7 ← オハニ61 61 KK
- スユニ61 8 ← オハニ61 181 KK
- スユニ61 9 ← オハニ61 312 TZ
- スユニ61 10 ← オハニ61 193 KK
- スユニ61 11 ← オハニ61 382 TZ
- スユニ61 2012 ← スユニ61 12 ← オハニ61 388 TZ
- スユニ61 2013 ← スユニ61 13 ← オハニ61 274 TZ
- スユニ61 14 ← オハニ61 194 KK
- スユニ61 2015 ← スユニ61 15 ← オハニ61 400 TZ
- スユニ61 16 ← オハニ61 401 TZ
- スユニ61 2017 ← スユニ61 17 ← オハニ61 446 TZ
- スユニ61 2018 ← スユニ61 18 ← オハニ61 448 TZ
- スユニ61 2019 ← スユニ61 19 ← オハニ61 449 TZ
- スユニ61 20 ← オハニ61 195 KK
- スユニ61 2021 ← スユニ61 21 ← オハニ61 203 TZ
- スユニ61 2022 ← スユニ61 22 ← オハニ61 226 TZ
- スユニ61 23 ← オハニ61 263 KK
- スユニ61 24 ← オハニ61 313 TZ
- スユニ61 25 ← オハニ61 319 KK

- スユニ61 26 ← オハニ61 338 KK
- スユニ61 2027 ← スユニ61 27 ← オハニ61 341 TZ
- スユニ61 2028 ← スユニ61 28 ← オハニ61 402 TZ
- スユニ61 2029 ← スユニ61 29 ← オハニ61 404 TZ
- スユニ61 30 ← オハニ61 407 TZ
- スユニ61 31 ← オハニ61 70 TZ
- スユニ61 32 ← オハニ61 86 TZ
- スユニ61 33 ← オハニ61 87 TZ
- スユニ61 34 ← オハニ61 128 TZ
- スユニ61 35 ← オハニ61 146 TZ
- スユニ61 36 ← オハニ61 161 TZ
- スユニ61 37 ← オハニ61 162 TZ
- スユニ61 38 ← オハニ61 255 TZ
- スユニ61 2039 ← スユニ61 39 ← オハニ61 156 TZ
- スユニ61 2040 ← スユニ61 40 ← オハニ61 165 TZ
- スユニ61 2041 ← スユニ61 41 ← オハニ61 168 TZ
- スユニ61 2042 ← スユニ61 42 ← オハニ61 261 TZ
- スユニ61 43 ← オハニ61 262 KK
- スユニ61 44 ← オハニ61 269 KK
- スユニ61 45 ← オハニ61 324 TZ
- スユニ61 46 ← オハニ61 329 TZ
- スユニ61 47 ← オハニ61 360 TZ
- スユニ61 2048 ← スユニ61 48 ← オハニ61 403 TZ
- スユニ61 49 ← オハニ61 433 KK

### スユニ61形100(2100)番台
- スユニ61 101 ← オハニ61 8 TZ
- スユニ61 102 ← オハニ61 19 KK
- スユニ61 103 ← オハニ61 106 TZ
- スユニ61 104 ← オハニ61 111 KK
- スユニ61 105 ← オハニ61 112 KK
- スユニ61 2106 ← スユニ61 106 ← オハニ61 129 TZ
- スユニ61 107 ← オハニ61 132 KK
- スユニ61 108 ← オハニ61 139 TZ
- スユニ61 109 ← オハニ61 164 TZ
- スユニ61 110 ← オハニ61 172 KK

- スユニ61 2111 ← スユニ61 111 ← オハニ61 174 TZ
- スユニ61 112 ← オハニ61 175 KK
- スユニ61 113 ← オハニ61 279 KK
- スユニ61 114 ← オハニ61 316 TZ
- スユニ61 115 ← オハニ61 344 KK
- スユニ61 2116 ← オハユニ61 23 KK
- スユニ61 2117 ← オハユニ61 26 KK
- スユニ61 2118 ← オハユニ61 38 KK
- スユニ61 2119 ← オハユニ61 43 KK
- スユニ61 2120 ← オハユニ61 129 KK

### スユニ61形300番台
本番台は鋼体化客車の形式を称するが、本来はスハ43系に属する車両である。
- スユニ61 301 ← スロフ53 3 TZ
- スユニ61 302 ← スロフ53 5 TZ
- スユニ61 303 ← スロフ53 6 TZ
- スユニ61 304 ← スロフ53 7 TZ
- スユニ61 305 ← スロフ53 9 TZ

### スユニ61形500番台
- スユニ61 501 ← オハニ61 275 TZ
- スユニ61 502 ← オハニ61 318 TZ
- スユニ61 503 ← オハニ61 390 TZ
- スユニ61 504 ← オハニ61 399 TZ
- スユニ61 505 ← オハニ61 454 TZ
- スユニ61 506 ← オハニ61 340 TZ

- スユニ61 507 ← オハニ61 457 TZ
- スユニ61 508 ← スハニ62 10 TZ
- スユニ61 509 ← スハニ62 37 TZ
- スユニ61 510 ← スハニ62 43 TZ
- スユニ61 511 ← オハニ61 256 TZ
- スユニ61 512 ← オハニ61 302 TZ

- スユニ61 513 ← オハニ61 127 TZ
- スユニ61 514 ← オハニ61 288 TZ
- スユニ61 515 ← オハニ61 350 TZ
- スユニ61 516 ← オハニ61 411 TZ

## マニ36形（関係分）
- マニ36 302 ← スロ60 2 HB
- マニ36 303 ← スロ60 3 HB
- マニ36 304 ← スロ60 4 TD
- マニ36 305 ← スロ60 5 HB
- マニ36 307 ← スロ60 7 TD
- マニ36 308 ← スロ60 8 TD

- マニ36 312 ← スロ60 12 HB
- マニ36 315 ← スロ60 115 TD
- マニ36 317 ← スロ60 117 TZ
- マニ36 318 ← スロ60 118 TZ
- マニ36 320 ← スロ60 20 TZ
- マニ36 321 ← スロ60 21 TZ

- マニ36 323 ← スロ60 23 TZ
- マニ36 326 ← スロ60 26 TZ
- マニ36 328 ← スロ60 28 HB
- マニ36 331 ← スロ50 1 HB

## マニ37形（関係分）
- マニ37 1 ← スロ60 10 TD
- マニ37 2 ← スロ60 116 TD
- マニ37 3 ← スロ50 7 TD
- マニ37 4 ← スロ50 8 TD
- マニ37 2005 ← スロ50 2 KK
- マニ37 2006 ← スロ50 4 HB
- マニ37 2007 ← スロ50 5 HB
- マニ37 2008 ← スロ50 6 HB
- マニ37 2009 ← スロ50 9 HB
- マニ37 2010 ← スロ50 10 HB

- マニ37 2011 ← スロ60 29 HB
- マニ37 2012 ← スロ60 9 TD
- マニ37 2013 ← スロ60 11 TD
- マニ37 2014 ← スロ60 113 KK
- マニ37 2015 ← スロ60 114 KK
- マニ37 2016 ← スロ60 19 HB
- マニ37 2017 ← スロ60 22 TD
- マニ37 2018 ← スロ60 24 HB
- マニ37 2019 ← スロ60 25 HB
- マニ37 2020 ← スロ60 27 HB

- マニ37 201 ← マニ37 1 TS
- マニ37 202 ← マニ37 2 TS
- マニ37 203 ← マニ37 3 TS
- マニ37 204 ← マニ37 4 TS

## マニ60形

### マニ60形0(2000)番台
- マニ60 1 ← ナハ23116 宇車
- マニ60 2 ← オハニ25546 宇車
- マニ60 3 ← オニ26616 宇車
- マニ60 4 ← オニ26622 宇車
- マニ60 5 ← オニ26780 宇車
- マニ60 2006 ← マニ60 6 ← ナハ22601 宇車
- マニ60 2007 ← マニ60 7 ← ナハ22413 宇車
- マニ60 2008 ← マニ60 8 ← ナハフ24868 宇車
- マニ60 2009 ← マニ60 9 ← ナハ22681 輸送
- マニ60 10 ← ナハ23570 輸送
- マニ60 11 ← ナハ23522 輸送
- マニ60 12 ← ナハ22818 輸送
- マニ60 13 ← ナハ22682 輸送
- マニ60 14 ← オハニ25757 輸送
- マニ60 2015 ← マニ60 15 ← オハニ25555 輸送
- マニ60 2016 ← マニ60 16 ← オハニ25563 飯野
- マニ60 2017 ← マニ60 17 ← オハニ25712 飯野
- マニ60 18 ← ナハ23742 飯野
- マニ60 2019 ← マニ60 19 ← オハニ25626 飯野
- マニ60 2020 ← マニ60 20 ← ナハ23741 飯野
- マニ60 2021 ← マニ60 21 ← ナハ22795 日支
- マニ60 2022 ← マニ60 22 ← ナハ23618 日支
- マニ60 2023 ← マニ60 23 ← ナハ22848 日支
- マニ60 2024 ← マニ60 24 ← ナハ22481 日支
- マニ60 2025 ← マニ60 25 ← ナハフ24626 日支

- マニ60 2026 ← マニ60 26 ← ナハフ24786 日支
- マニ60 2027 ← マニ60 27 ← ナハ23650 汽支
- マニ60 2028 ← マニ60 28 ← ナハフ24539 汽支
- マニ60 2029 ← マニ60 29 ← ナハ23051 汽支
- マニ60 2030 ← マニ60 30 ← ナロハ21532 汽支
- マニ60 2031 ← マニ60 31 ← ナハフ24512 汽支
- マニ60 2032 ← マニ60 32 ← オニ26611 近車
- マニ60 2033 ← マニ60 33 ← ナハフ24140 近車
- マニ60 2034 ← マニ60 34 ← ナハ23365 近車
- マニ60 35 ← ナハ22697 近車
- マニ60 36 ← ナハ22696 近車
- マニ60 37 ← ナハフ24446 日立
- マニ60 38 ← ナハ22695 日立
- マニ60 39 ← ナハ23493 日立
- マニ60 40 ← ナハ22571 日立
- マニ60 2041 ← マニ60 41 ← ナハ22667 輸送
- マニ60 2042 ← マニ60 42 ← ナハ22735 輸送
- マニ60 43 ← ナハフ24663 輸送
- マニ60 44 ← ナハフ24664 輸送

### マニ60形50(2050)番台
オハユニ63形改造車（2051 - 90）・オハユニ64形改造車（2091 - 2100）
- マニ60 2051 ← オハユニ63 1 TZ
- マニ60 52 ← オハユニ63 2 TZ
- マニ60 53 ← オハユニ63 3 TZ
- マニ60 2054 ← オハユニ63 4 TZ
- マニ60 2055 ← オハユニ63 5 TZ
- マニ60 2056 ← オハユニ63 6 TZ
- マニ60 57 ← オハユニ63 7 TZ
- マニ60 2058 ← オハユニ63 8 TZ
- マニ60 59 ← オハユニ63 9 TZ
- マニ60 2060 ← マニ60 60 ← オハユニ63 10 TZ
- マニ60 2061 ← オハユニ63 11 TZ
- マニ60 62 ← オハユニ63 12 TZ
- マニ60 63 ← オハユニ63 13 TZ
- マニ60 64 ← オハユニ63 14 TZ
- マニ60 2065 ← オハユニ63 15 TZ
- マニ60 66 ← オハユニ63 16 TZ
- マニ60 67 ← オハユニ63 17 TZ
- マニ60 68 ← オハユニ63 18 HB
- マニ60 69 ← オハユニ63 19 TZ
- マニ60 70 ← オハユニ63 20 TZ
- マニ60 71 ← オハユニ63 21 TZ
- マニ60 72 ← オハユニ63 22 HB
- マニ60 2073 ← オハユニ63 23 TZ
- マニ60 2074 ← オハユニ63 24 HB
- マニ60 2075 ← マニ60 75 ← オハユニ63 25 HB

- マニ60 76 ← オハユニ63 26 HB
- マニ60 77 ← オハユニ63 27 HB
- マニ60 78 ← オハユニ63 28 KK
- マニ60 2079 ← マニ60 79 ← オハユニ63 29 HB
- マニ60 2080 ← マニ60 80 ← オハユニ63 30 HB
- マニ60 2081 ← マニ60 81 ← オハユニ63 31 TZ
- マニ60 82 ← オハユニ63 32 HB
- マニ60 83 ← オハユニ63 33 HB
- マニ60 2084 ← オハユニ63 34 TZ
- マニ60 85 ← オハユニ63 35 TZ
- マニ60 86 ← オハユニ63 36 HB
- マニ60 2087 ← オハユニ63 37 KK
- マニ60 88 ← オハユニ63 38 KK
- マニ60 89 ← オハユニ63 39 HB
- マニ60 90 ← オハユニ63 40 HB
- マニ60 2091 ← オハユニ64 10 TZ
- マニ60 2092 ← オハユニ64 4 TZ
- マニ60 2093 ← オハユニ64 3 TZ
- マニ60 2094 ← オハユニ64 5 TZ
- マニ60 2095 ← オハユニ64 7 TZ
- マニ60 2096 ← オハユニ64 8 TZ
- マニ60 2097 ← オハユニ64 1 HB
- マニ60 2098 ← オハユニ64 2 HB
- マニ60 2099 ← オハユニ64 9 HB
- マニ60 2100 ← オハユニ64 6 HB

### マニ60形100(2100)番台
オハニ61形改造車（101 - 2200, 2501 - 533, 2536 - 2552, 2555 - 2557, 2562, 2564 - 2570, 2573 - 2575, 2578 - 2585, 2587 - 2603, 2605 - 2621, 623 - 2640, 2645, 2646, 2651 - 682, 2688, 2693, 2694）
スハニ62形改造車（2534 - 2535, 2553, 2554, 2558 - 2561, 2563, 622, 2695）
スハユニ62形改造車（2576, 2577, 2641 - 2644, 2647, 2683 - 2686）
オハユニ61形改造車（2586, 2645, 2646, 2648 - 2650, 2689 - 2692）
- マニ60 101 ← オハニ61 461 TZ
- マニ60 102 ← オハニ61 155 TZ
- マニ60 103 ← オハニ61 206 TZ
- マニ60 2104 ← オハニ61 142 TZ
- マニ60 2105 ← オハニ61 160 TZ
- マニ60 2106 ← オハニ61 509 TZ
- マニ60 107 ← オハニ61 147 TZ
- マニ60 108 ← オハニ61 508 TZ
- マニ60 109 ← オハニ61 218 TZ
- マニ60 110 ← オハニ61 219 HB
- マニ60 111 ← オハニ61 16 HB
- マニ60 112 ← オハニ61 134 HB
- マニ60 113 ← オハニ61 133 HB
- マニ60 114 ← オハニ61 410 HB
- マニ60 115 ← オハニ61 153 HB
- マニ60 116 ← オハニ61 118 TZ
- マニ60 117 ← オハニ61 216 TZ
- マニ60 118 ← オハニ61 396 TZ
- マニ60 2119 ← オハニ61 347 TZ
- マニ60 120 ← オハニ61 298 TZ
- マニ60 121 ← オハニ61 159 TZ
- マニ60 122 ← オハニ61 232 TZ
- マニ60 123 ← オハニ61 119 TZ
- マニ60 124 ← オハニ61 410 HB
- マニ60 125 ← オハニ61 38 TZ

- マニ60 126 ← オハニ61 214 TZ
- マニ60 127 ← オハニ61 205 TZ
- マニ60 128 ← オハニ61 501 TZ
- マニ60 2129 ← オハニ61 179 HB
- マニ60 130 ← オハニ61 369 HB
- マニ60 131 ← オハニ61 187 HB
- マニ60 132 ← オハニ61 455 TZ
- マニ60 133 ← オハニ61 1 TZ
- マニ60 134 ← オハニ61 215 TZ
- マニ60 135 ← オハニ61 3 TZ
- マニ60 2136 ← オハニ61 5 TZ
- マニ60 137 ← オハニ61 4 TZ
- マニ60 138 ← オハニ61 200 OM
- マニ60 139 ← オハニ61 291 OM
- マニ60 140 ← オハニ61 364 OM
- マニ60 141 ← オハニ61 199 OM
- マニ60 142 ← オハニ61 125 OM
- マニ60 143 ← オハニ61 126 OM
- マニ60 144 ← オハニ61 370 OM
- マニ60 145 ← オハニ61 337 OM
- マニ60 2146 ← オハニ61 34 TZ
- マニ60 2147 ← オハニ61 510 TZ
- マニ60 2148 ← オハニ61 39 TZ
- マニ60 149 ← オハニ61 512 TZ
- マニ60 150 ← オハニ61 35 TZ

- マニ60 151 ← オハニ61 511 TZ
- マニ60 152 ← オハニ61 31 TZ
- マニ60 153 ← オハニ61 11 TZ
- マニ60 154 ← オハニ61 93 TZ
- マニ60 155 ← オハニ61 420 HB
- マニ60 156 ← オハニ61 419 HB
- マニ60 157 ← オハニ61 371 HB
- マニ60 158 ← オハニ61 178 HB
- マニ60 159 ← オハニ61 333 HB
- マニ60 160 ← オハニ61 372 HB
- マニ60 161 ← オハニ61 423 HB
- マニ60 162 ← オハニ61 140 HB
- マニ60 163 ← オハニ61 281 HB
- マニ60 164 ← オハニ61 290 HB
- マニ60 165 ← オハニ61 257 HB
- マニ60 166 ← オハニ61 418 KK
- マニ60 167 ← オハニ61 422 KK
- マニ60 168 ← オハニ61 373 KK
- マニ60 169 ← オハニ61 365 KK
- マニ60 170 ← オハニ61 366 KK
- マニ60 171 ← オハニ61 367 KK
- マニ60 172 ← オハニ61 282 KK
- マニ60 173 ← オハニ61 24 KK
- マニ60 2174 ← オハニ61 513 TZ
- マニ60 2175 ← オハニ61 209 TZ

- マニ60 2176 ← オハニ61 299 TZ
- マニ60 2177 ← オハニ61 13 TZ
- マニ60 2178 ← オハニ61 15 TZ
- マニ60 2179 ← オハニ61 514 TZ
- マニ60 2180 ← オハニ61 503 TZ
- マニ60 2181 ← オハニ61 80 TZ
- マニ60 2182 ← オハニ61 398 TZ
- マニ60 2183 ← オハニ61 148 TZ
- マニ60 2184 ← オハニ61 392 TZ
- マニ60 2185 ← オハニ61 296 TZ
- マニ60 2186 ← オハニ61 278 TZ
- マニ60 2187 ← オハニ61 233 TZ
- マニ60 2188 ← オハニ61 505 TZ
- マニ60 2189 ← オハニ61 393 TZ
- マニ60 2190 ← オハニ61 81 TZ
- マニ60 2191 ← オハニ61 89 TZ
- マニ60 2192 ← オハニ61 33 TZ
- マニ60 2193 ← オハニ61 394 TZ
- マニ60 2194 ← オハニ61 73 TZ
- マニ60 2195 ← オハニ61 145 TZ
- マニ60 2196 ← オハニ61 32 TZ
- マニ60 2197 ← オハニ61 234 TZ
- マニ60 2198 ← オハニ61 238 TZ
- マニ60 2199 ← オハニ61 29 TZ
- マニ60 2200 ← オハニ61 55 TZ

- マニ60 2501 ← オハニ61 12 HB
- マニ60 2502 ← オハニ61 283 HB
- マニ60 2503 ← オハニ61 43 HB
- マニ60 2504 ← オハニ61 121 HB
- マニ60 505 ← オハニ61 122 TD
- マニ60 506 ← オハニ61 123 TD
- マニ60 507 ← オハニ61 124 TD
- マニ60 508 ← オハニ61 227 TD
- マニ60 509 ← オハニ61 3O TD
- マニ60 510 ← オハニ61 71 TD
- マニ60 511 ← オハニ61 72 TD
- マニ60 512 ← オハニ61 253 TD
- マニ60 513 ← オハニ61 2 TD
- マニ60 514 ← オハニ61 223 TD
- マニ60 515 ← オハニ61 225 TD
- マニ60 516 ← オハニ61 44 TD
- マニ60 517 ← オハニ61 115 TD
- マニ60 518 ← オハニ61 79 TD
- マニ60 519 ← オハニ61 317 TD
- マニ60 520 ← オハニ61 450 TD
- マニ60 521 ← オハニ61 452 TD
- マニ60 522 ← オハニ61 353 TD
- マニ60 523 ← オハニ61 354 TD
- マニ60 524 ← オハニ61 7 KK
- マニ60 525 ← オハニ61 50 KK

- マニ60 526 ← オハニ61 430 KK
- マニ60 527 ← オハニ61 6 KK
- マニ60 528 ← オハニ61 41 KK
- マニ60 529 ← オハニ61 20 KK
- マニ60 530 ← オハニ61 47 KK
- マニ60 531 ← オハニ61 48 KK
- マニ60 532 ← オハニ61 25 KK
- マニ60 533 ← オハニ61 268 KK
- マニ60 2534 ← オハニ61 16 TZ
- マニ60 2535 ← オハニ61 17 TZ
- マニ60 2536 ← オハニ61 356 TZ
- マニ60 2537 ← オハニ61 348 TZ
- マニ60 2538 ← オハニ61 409 OM
- マニ60 2539 ← オハニ61 502 OM
- マニ60 2540 ← オハニ61 460 OM
- マニ60 2541 ← オハニ61 244 OM
- マニ60 2542 ← オハニ61 131 OM
- マニ60 2543 ← オハニ61 292 OM
- マニ60 2544 ← オハニ61 293 OM
- マニ60 2545 ← オハニ61 355 HB
- マニ60 2546 ← オハニ61 249 HB
- マニ60 2547 ← オハニ61 254 HB
- マニ60 2548 ← オハニ61 271 KK
- マニ60 2549 ← オハニ61 46 KK
- マニ60 2550 ← オハニ61 431 KK

- マニ60 2551 ← オハニ61 235 TZ
- マニ60 2552 ← オハニ61 240 TZ
- マニ60 2553 ← オハニ61 13 TZ
- マニ60 2554 ← オハニ61 14 TZ
- マニ60 2555 ← オハニ61 237 TZ
- マニ60 2556 ← オハニ61 504 TZ
- マニ60 2557 ← オハニ61 14 TZ
- マニ60 2558 ← スハニ62 15 TZ
- マニ60 2559 ← スハニ62 18 TZ
- マニ60 2560 ← スハニ62 19 TZ
- マニ60 2561 ← スハニ62 5 TZ
- マニ60 2562 ← オハニ61 456 TZ
- マニ60 2563 ← スハニ62 20 TZ
- マニ60 2564 ← オハニ61 458 TZ
- マニ60 2565 ← オハニ61 243 OM
- マニ60 2566 ← オハニ61 152 OM
- マニ60 2567 ← オハニ61 308 OM
- マニ60 2568 ← オハニ61 27 OM
- マニ60 2569 ← オハニ61 23 OM
- マニ60 2570 ← オハニ61 307 OM
- マニ60 2571 ← スハユニ62 4 TD
- マニ60 2572 ← スハユニ62 9 TD
- マニ60 2573 ← オハニ61 136 TD
- マニ60 2574 ← オハニ61 120 TD
- マニ60 2575 ← オハニ61 596 TD

- マニ60 2576 ← スハユニ62 3 TD
- マニ60 2577 ← スハユニ62 15 TD
- マニ60 2578 ← オハニ61 384 TD
- マニ60 2579 ← オハニ61 251 TD
- マニ60 2580 ← オハニ61 284 TD
- マニ60 2581 ← オハニ61 264 TD
- マニ60 2582 ← オハニ61 185 HB
- マニ60 2583 ← オハニ61 381 HB
- マニ60 2584 ← オハニ61 157 HB
- マニ60 2585 ← オハニ61 445 KK
- マニ60 2586 ← オハユニ61 3 KK
- マニ60 2587 ← オハニ61 22 KK
- マニ60 2588 ← オハニ61 429 KK
- マニ60 2589 ← オハニ61 109 KK
- マニ60 2590 ← オハニ61 443 KK
- マニ60 2591 ← オハニ61 26 KK
- マニ60 2592 ← オハニ61 117 TZ
- マニ60 2593 ← オハニ61 113 TZ
- マニ60 2594 ← オハニ61 54 TZ
- マニ60 2595 ← オハニ61 309 TZ
- マニ60 2596 ← オハニ61 220 TZ
- マニ60 2597 ← オハニ61 88 TZ
- マニ60 2598 ← オハニ61 177 TZ
- マニ60 599 ← オハニ61 196 TZ
- マニ60 600 ← オハニ61 40 TZ

- マニ60 2601 ← オハニ61 138 TD
- マニ60 2602 ← オハニ61 150 TD
- マニ60 2603 ← オハニ61 45 TD
- マニ60 2604 ← オハユニ61 97 HB
- マニ60 2605 ← オハニ61 99 HB
- マニ60 2606 ← オハニ61 424 HB
- マニ60 2607 ← オハニ61 426 HB
- マニ60 2608 ← オハニ61 276 HB
- マニ60 2609 ← オハニ61 425 HB
- マニ60 2610 ← オハニ61 377 HB
- マニ60 611 ← オハニ61 74 KK
- マニ60 612 ← オハニ61 36 KK
- マニ60 2613 ← オハニ61 507 TZ
- マニ60 2614 ← オハニ61 304 TZ
- マニ60 2615 ← オハニ61 397 TZ
- マニ60 2616 ← オハニ61 395 TZ
- マニ60 2617 ← オハニ61 114 OM
- マニ60 2618 ← オハニ61 154 OM
- マニ60 2619 ← オハニ61 151 OM
- マニ60 2620 ← オハニ61 406 OM
- マニ60 2621 ← オハニ61 228 OM
- マニ60 622 ← スハニ62 9 TD
- マニ60 623 ← オハニ61 414 TD
- マニ60 624 ← オハニ61 91 TD
- マニ60 625 ← オハニ61 197 TD

- マニ60 626 ← オハニ61 53 TD
- マニ60 627 ← オハニ61 108 TD
- マニ60 628 ← オハニ61 408 TD
- マニ60 629 ← オハニ61 405 TD
- マニ60 2630 ← オハニ61 42 HB
- マニ60 2631 ← オハニ61 352 HB
- マニ60 2632 ← オハニ61 75 KK
- マニ60 2633 ← オハニ61 98 KK
- マニ60 2634 ← オハニ61 387 KK
- マニ60 2635 ← オハニ61 343 KK
- マニ60 2636 ← オハニ61 441 KK
- マニ60 2637 ← オハニ61 110 KK
- マニ60 2638 ← オハニ61 266 KK
- マニ60 2639 ← オハニ61 427 KK
- マニ60 2640 ← オハニ61 436 KK
- マニ60 2641 ← スハユニ62 14 TZ
- マニ60 2642 ← スハユニ62 20 TZ
- マニ60 2643 ← スハユニ62 19 TZ
- マニ60 2644 ← スハユニ62 7 TZ
- マニ60 2645 ← オハユニ61 24 TZ
- マニ60 2646 ← オハユニ61 36 TZ
- マニ60 2647 ← スハユニ62 18 HB
- マニ60 2648 ← オハユニ61 64 HB
- マニ60 2649 ← オハユニ61 66 HB
- マニ60 2650 ← オハユニ61 33 HB

- マニ60 2651 ← オハニ61 336 KK
- マニ60 2652 ← オハニ61 60 KK
- マニ60 2653 ← オハニ61 439 KK
- マニ60 2654 ← オハニ61 68 KK
- マニ60 2655 ← オハニ61 247 KK
- マニ60 2656 ← オハニ61 231 TZ
- マニ60 2657 ← オハニ61 241 TZ
- マニ60 2658 ← オハニ61 28 TZ
- マニ60 2659 ← オハニ61 76 TZ
- マニ60 2660 ← オハニ61 78 TZ
- マニ60 2661 ← オハニ61 246 TZ
- マニ60 2662 ← オハニ61 351 TZ
- マニ60 2663 ← オハニ61 383 TZ
- マニ60 2664 ← オハニ61 267 TD
- マニ60 2665 ← オハニ61 391 TD
- マニ60 2666 ← オハニ61 242 TD
- マニ60 2667 ← オハニ61 245 TD
- マニ60 2668 ← オハニ61 77 TD
- マニ60 2669 ← オハニ61 315 TD
- マニ60 2670 ← オハニ61 248 TD
- マニ60 2671 ← オハニ61 272 TD
- マニ60 2672 ← オハニ61 158 HB
- マニ60 2673 ← オハニ61 289 HB
- マニ60 674 ← オハニ61 378 HB
- マニ60 675 ← オハニ61 334 HB

- マニ60 676 ← オハニ61 335 HB
- マニ60 677 ← オハニ61 435 HB
- マニ60 678 ← オハニ61 62 HB
- マニ60 679 ← オハニ61 65 KK
- マニ60 680 ← オハニ61 64 KK
- マニ60 681 ← オハニ61 459 KK
- マニ60 682 ← オハニ61 438 KK
- マニ60 2683 ← スハユニ62 6 TD
- マニ60 2684 ← スハユニ62 11 TD
- マニ60 2685 ← スハユニ62 13 TD
- マニ60 2686 ← スハユニ62 17 TD
- マニ60 2687 ← オハニ61 92 TD
- マニ60 2688 ← オハニ61 104 HB
- マニ60 2689 ← オハユニ61 47 KK
- マニ60 2690 ← オハユニ61 56 KK
- マニ60 2691 ← オハユニ61 76 HB
- マニ60 2692 ← オハユニ61 105 KK
- マニ60 2693 ← オハニ61 107 TD
- マニ60 2694 ← オハニ61 163 KK
- マニ60 2695 ← スハニ62 29 HB
- マニ60 2696 ← オハユニ61 19 HB
- マニ60 697 ← オハユニ61 55 TD
- マニ60 2698 ← オハユニ61 7O KK
- マニ60 2699 ← オハユニ61 95 HB
- マニ60 700 ← オハユニ61 99 TD

- マニ60 701 ← オハユニ61 119 TD
- マニ60 702 ← オハユニ61 18 HB
- マニ60 703 ← オハユニ61 46 HB
- マニ60 704 ← オハユニ61 48 HB
- マニ60 705 ← オハユニ61 102 HB
- マニ60 706 ← オハユニ61 115 HB
- マニ60 707 ← オハユニ62 8 TZ

### マニ60形200(2200)番台
- マニ60 201 ← ナロ20745 新潟
- マニ60 202 ← ナロハ20401 新潟
- マニ60 203 ← ナロハ20402 新潟
- マニ60 204 ← ナロ20716 新潟
- マニ60 2205 ← マニ60 205 ← ナロ20717 新潟
- マニ60 2206 ← マニ60 206 ← ナハフ25052 日支
- マニ60 2207 ← マニ60 207 ← ナハ23819 日支
- マニ60 2208 ← マニ60 208 ← ナハ23829 汽支
- マニ60 2209 ← マニ60 209 ← ナロハ21411 汽支
- マニ60 2210 ← マニ60 210 ← ナハ23835 汽支
- マニ60 2211 ← マニ60 211 ← ナハフ25050 日車
- マニ60 2212 ← マニ60 212 ← ナハ21985 日車
- マニ60 2213 ← マニ60 213 ← ナハフ25041 日車
- マニ60 2214 ← マニ60 214 ← ナハフ25048 日車
- マニ60 2215 ← マニ60 215 ← ナハ23850 日車
- マニ60 2216 ← マニ60 216 ← ナハフ24917 日車
- マニ60 2217 ← マニ60 217 ← ナハフ24915 日車
- マニ60 2218 ← マニ60 218 ← ナハフ24918 輸送
- マニ60 2219 ← マニ60 219 ← ナロフ21251 輸送
- マニ60 2220 ← マニ60 220 ← ナハ23816 輸送
- マニ60 2221 ← マニ60 221 ← ナロハ21418 近車
- マニ60 2222 ← マニ60 222 ← ナロハ21421 近車
- マニ60 2223 ← マニ60 223 ← ナハフ25005 近車
- マニ60 2224 ← マニ60 224 ← ナハ23839 川車
- マニ60 2225 ← マニ60 225 ← ナロ20706 川車

- マニ60 2226 ← マニ60 226 ← ナロ20710 川車
- マニ60 2227 ← マニ60 227 ← ナロ20711 川車
- マニ60 2228 ← マニ60 228 ← ナロ20708 川車
- マニ60 229 ← ナハ21973 日立
- マニ60 230 ← ナハ21975 日立
- マニ60 231 ← ナハフ25055 宇車
- マニ60 232 ← ナロ20749 宇車
- マニ60 233 ← ナハフ25043 宇車
- マニ60 234 ← ナハ23826 宇車
- マニ60 235 ← ナロ20720 宇車
- マニ60 236 ← ナハ23807 宇車
- マニ60 237 ← ナロハ21400 宇車
- マニ60 2238 ← マニ60 238 ← ナロ20718 宇車
- マニ60 2239 ← マニ60 239 ← ナハ23068 宇車
- マニ60 240 ← ナハ23823 宇車
- マニ60 241 ← ナハ23843 宇車
- マニ60 242 ← ナロ20741 宇車
- マニ60 243 ← ナロ20738 宇車
- マニ60 244 ← ナロ20707 宇車
- マニ60 245 ← ナロ20709 宇車

### マニ60形300番台
- マニ60 301 ← オハニ25762 宇車
- マニ60 302 ← オハニ25763 宇車
- マニ60 303 ← オハニ25767 輸送
- マニ60 304 ← ナエ27009 輸送

- マニ60 305 ← オハニ25764 輸送
- マニ60 306 ← オハニ25769 輸送
- マニ60 307 ← オハニ25768 輸送

### マニ60形350(2350)番台
- マニ60 2351 ← マニ60 351 ← ナハ23800 宇車
- マニ60 2352 ← マニ60 352 ← ナロ20750 宇車
- マニ60 2353 ← マニ60 353 ← ナロ20751 宇車
- マニ60 2354 ← マニ60 354 ← ナハ23880 宇車
- マニ60 2355 ← マニ60 355 ← ナハ23874 宇車
- マニ60 356 ← ナハ23848 宇車
- マニ60 357 ← ナハ23071 輸送
- マニ60 358 ← ナロ20733 輸送
- マニ60 359 ← ナハフ24919 輸送
- マニ60 360 ← ナハフ25007 日立
- マニ60 361 ← ナハ23876 日立
- マニ60 362 ← ナハフ25012 KK
- マニ60 363 ← ナハフ25030 KK
- マニ60 364 ← ナハ23070 KK
- マニ60 365 ← ナハフ25022 KK
- マニ60 366 ← ナハ23859 KK
- マニ60 367 ← ナハ21974 KK
- マニ60 368 ← ナハフ25021 KK
- マニ60 369 ← ナハフ25028 KK
- マニ60 370 ← ナロハ21420 KK

- マニ60 371 ← ナハフ25036 KK
- マニ60 372 ← ナハ23861 KK
- マニ60 373 ← ナハフ25032 KK
- マニ60 374 ← ナハフ25034 KK
- マニ60 375 ← ナハフ25031 KK
- マニ60 376 ← ナハ23864 KK
- マニ60 377 ← ナロ20732 KK
- マニ60 378 ← ナハフ25008 KK
- マニ60 379 ← オハニ25833 KK
- マニ60 380 ← ナハフ25014 KK
- マニ60 381 ← ナハフ25016 KK
- マニ60 2382 ← マニ60 382 ← ナロ20719 新潟
- マニ60 2383 ← マニ60 383 ← ナロ20740 新潟
- マニ60 384 ← ナロ20748 新潟
- マニ60 385 ← ナロハ21433 新潟
- マニ60 386 ← ナロフ21256 新潟
- マニ60 2387 ← マニ60 387 ← ナハ23808 新潟
- マニ60 2388 ← マニ60 388 ← ナハ23809 新潟
- マニ60 2389 ← マニ60 389 ← ナハ23820 新潟
- マニ60 2390 ← マニ60 390 ← ナハ23821 新潟

- マニ60 2391 ← マニ60 391 ← ナハ23842 新潟
- マニ60 392 ← ナハフ25004 宇車
- マニ60 394 ← ナロ20714 宇車
- マニ60 395 ← ナハ23810 宇車
- マニ60 396 ← ナハ23811 宇車
- マニ60 2397 ← マニ60 397 ← ナハフ25054 輸送
- マニ60 2398 ← マニ60 398 ← ナハフ25051 輸送
- マニ60 2399 ← マニ60 399 ← ナハ23865 輸送
- マニ60 2400 ← マニ60 400 ← ナハ23882 輸送
- マニ60 2401 ← マニ60 401 ← ナハ23851 輸送
- マニ60 2402 ← マニ60 402 ← ナハ23896 輸送
- マニ60 2403 ← マニ60 403 ← ナハ23872 輸送
- マニ60 2404 ← マニ60 404 ← ナハ23890 輸送
- マニ60 2405 ← マニ60 405 ← ナハ23870 輸送
- マニ60 2406 ← マニ60 406 ← ナハ23883 輸送
- マニ60 2407 ← マニ60 407 ← ナハ23886 輸送
- マニ60 2408 ← マニ60 408 ← ナハフ25069 輸送
- マニ60 2409 ← マニ60 409 ← ナハフ25064 輸送
- マニ60 2410 ← マニ60 410 ← ナハ23876 輸送

- マニ60 2411 ← マニ60 411 ← ナハ23902 輸送
- マニ60 2412 ← マニ60 412 ← ナハ23895 輸送
- マニ60 2413 ← マニ60 413 ← ナハ23894 輸送
- マニ60 2414 ← マニ60 414 ← ナハ23869 輸送
- マニ60 2415 ← マニ60 415 ← ナハ23873 輸送
- マニ60 2416 ← マニ60 416 ← ナハフ25057 輸送
- マニ60 2417 ← マニ60 417 ← ナハフ25058 輸送
- マニ60 418 ← ナハフ25066 輸送
- マニ60 419 ← ナハ23871 輸送
- マニ60 2420 ← マニ60 420 ← ナハ23903 輸送
- マニ60 2421 ← マニ60 421 ← ナハフ25059 輸送
- マニ60 2422 ← マニ60 422 ← ナハ23884 輸送
- マニ60 423 ← ナハ23885 輸送
- マニ60 2424 ← マニ60 424 ← ナハ23891 輸送
- マニ60 2425 ← マニ60 425 ← ナハ23892 輸送
- マニ60 2426 ← マニ60 426 ← ナハ23893 輸送
- マニ60 2427 ← マニ60 427 ← ナハ23847 帝車
- マニ60 2428 ← マニ60 428 ← ナハ23867 帝車
- マニ60 2429 ← マニ60 429 ← ナハ23846 帝車
- マニ60 430 ← ナハ23868 帝車

- マニ60 431 ← ナイロフ20554 帝車
- マニ60 432 ← ナハ23875 富士
- マニ60 2433 ← マニ60 433 ← ナハフ25062 富士
- マニ60 2434 ← マニ60 434 ← ナロハ21409 富士
- マニ60 2435 ← マニ60 435 ← ナハ23817 富士
- マニ60 2436 ← マニ60 436 ← ナハ23818 富士
- マニ60 2437 ← マニ60 437 ← ナロフ21550 富士
- マニ60 2438 ← マニ60 438 ← ナハフ24921 富士
- マニ60 2439 ← マニ60 439 ← ナロハ21407 富士
- マニ60 2440 ← マニ60 440 ← ナハ23814 富士
- マニ60 2441 ← マニ60 441 ← ナハ23815 富士
- マニ60 442 ← ナハフ25067 富士
- マニ60 2443 ← マニ60 443 ← ナハ23909 富士
- マニ60 2444 ← マニ60 444 ← ナハ23987 富士
- マニ60 2445 ← マニ60 445 ← ナロハ21408 富士
- マニ60 446 ← ナロハ21410 富士
- マニ60 447 ← ナハ21986 富士
- マニ60 448 ← ナハフ25060 富士
- マニ60 449 ← ナハフ25063 富士
- マニ60 450 ← ナハフ25040 富士

- マニ60 451 ← ナイロフ20552 輸送
- マニ60 2452 ← マニ60 452 ← ナロ20704 輸送
- マニ60 2453 ← マニ60 453 ← ナハ23801 輸送
- マニ60 2454 ← マニ60 454 ← ナハフ25000 輸送
- マニ60 2455 ← マニ60 455 ← ナハ23803 輸送
- マニ60 2456 ← マニ60 456 ← ナハフ24916 輸送
- マニ60 2457 ← マニ60 457 ← ナハフ25003 輸送
- マニ60 2458 ← マニ60 458 ← ナハフ25001 輸送
- マニ60 459 ← ナハフ25006 輸送

### マニ60形710番台
- マニ60 711 ← スユニ61 506 AK
- マニ60 712 ← スユニ61 512 AK
- マニ60 713 ← スユニ61 516 AK

## マニ61形

### マニ61形0(2000)番台
- マニ61 1 ← マニ60 37 TS
- マニ61 2 ← マニ60 38 HB
- マニ61 3 ← マニ60 39 HB
- マニ61 4 ← マニ60 40 HB

- マニ61 2005 ← マニ60 2026 OM
- マニ61 2006 ← マニ60 2032 OM
- マニ61 2007 ← マニ60 2034 OM

### マニ61形100番台
- マニ61 101 ← マニ60 154 TS

### マニ61形200(2200)番台
- マニ61 2201 ← マニ60 2211 TS
- マニ61 2202 ← マニ60 2221 TS
- マニ61 2203 ← マニ60 2222 TS
- マニ61 2204 ← マニ60 2224 TS
- マニ61 2205 ← マニ60 2225 TS
- マニ61 206 ← マニ60 229 GT

- マニ61 207 ← マニ60 230 GT
- マニ61 208 ← マニ60 231 NG
- マニ61 209 ← マニ60 232 NG
- マニ61 210 ← マニ60 234 NG
- マニ61 211 ← マニ60 235 NG
- マニ61 212 ← マニ60 237 NG

### マニ61形300番台
- マニ61 301 ← マニ60 301 NG
- マニ61 302 ← マニ60 306 HB
- マニ61 303 ← マニ60 307 HB

### マニ61形350(2350)番台
- マニ61 351 ← マニ60 372 NG
- マニ61 352 ← マニ60 374 TS
- マニ61 353 ← マニ60 375 TS
- マニ61 354 ← マニ60 379 GT
- マニ61 355 ← マニ60 380 GT
- マニ61 356 ← マニ60 392 HB
- マニ61 357 ← マニ60 393 HB
- マニ61 358 ← マニ60 419 GT
- マニ61 359 ← マニ60 430 GT

- マニ61 360 ← マニ60 431 GT
- マニ61 361 ← マニ60 449 GT
- マニ61 362 ← マニ60 450 TS
- マニ61 2363 ← マニ60 2351 OM
- マニ61 2364 ← マニ60 2412 OM
- マニ61 2365 ← マニ60 2413 OM
- マニ61 2366 ← マニ60 2434 OM
- マニ61 2367 ← マニ60 2440 OM
- マニ61 2368 ← マニ60 2441 OM

## オヤ33形（関係分）
- オヤ33 53 ← オハニ36 4 KY
- オヤ33 54 ← オハニ36 6 MO
- オヤ33 55 ← スハニ37 2001 KY
- オヤ33 56 ← スハニ37 2002 KY

## オヤ60形
- オヤ60 1 ← オハフ61 4 NG
- オヤ60 2 ← オハフ61 269 NG
- オヤ60 3 ← オハフ61 285 NG
- オヤ60 4 ← オハフ61 286 NG
- オヤ60 5 ← オハフ61 773 NG

## オヤ61形
- オヤ61 1 ← オハユニ61 116 KK
- オヤ61 2 ← オハフ61 1038 NN
- オヤ61 2021 ← スロフ62 2013 MT

## スヤ61形
- スヤ61 2001 ← スロフ62 2006 OM

## オヤ62形
- オヤ62 1 ← オハニ61 323 TS
- オヤ62 2 ← オハニ61 332 TS

## オヤ90形
- オヤ90 1 ← オハ62 127 AK
- オヤ90 2 ← オハフ60 48 AK

## オル60形
- オル60 1 ← マニ60 1 OM

## オエ36形
- オエ36 1 ← オハニ36 12 TZ
- オエ36 2 ← オハニ36 18 NG
- オエ36 3 ← オハニ36 17 TS

## オエ61形
- オエ61 1 ← オハユニ61 91 TD
- オエ61 2 ← オハフ61 568 NT
- オエ61 3 ← オハユニ61 17 MO
- オエ61 4 ← オハユニ61 35 MO
- オエ61 5 ← オハユニ61 92 TD
- オエ61 6 ← オハユニ61 93 TD
- オエ61 7 ← オハユニ61 21 TZ
- オエ61 8 ← オハユ61 3 OM
- オエ61 9 ← マニ60 13 OM
- オエ61 10 ← マニ60 2208 OM
- オエ61 11 ← マニ60 2586 OM
- オエ61 12 ← マニ60 2604 OM
- オエ61 13 ← マニ60 370 OM
- オエ61 14 ← オハニ61 303 AK
- オエ61 15 ← オハニ61 342 AK
- オエ61 16 ← オハニ61 358 GK
- オエ61 17 ← オハユニ61 29 TD
- オエ61 18 ← オハニ61 186 TD
- オエ61 19 ← マニ60 530 OM
- オエ61 20 ← オハニ61 191 HB

- オエ61 21 ← マニ60 701 OM
- オエ61 22 ← オル60 1 OM
- オエ61 23 ← オハユニ61 59 TD
- オエ61 24 ← マニ60 2648 MT
- オエ61 25 ← マニ60 511 NN
- オエ61 26 ← マニ60 2698 MT
- オエ61 27 ← マニ60 2597 NN
- オエ61 28 ← マニ60 600 NG
- オエ61 29 ← マニ60 101 NG
- オエ61 30 ← マニ60 447 MT
- オエ61 31 ← マニ60 2414 MT
- オエ61 32 ← マニ60 2417 MT
- オエ61 33 ← マニ60 612 GT
- オエ61 34 ← マニ60 143 GT
- オエ61 35 ← マニ60 2403 OM
- オエ61 36 ← マニ60 2062 OM
- オエ61 37 ← マニ60 2063 OM
- オエ61 38 ← マニ60 2647 MT
- オエ61 39 ← マニ60 2691 MT
- オエ61 41 ← マニ60 2573 OM

- オエ61 42 ← マニ60 2094 OM
- オエ61 43 ← マニ60 2436 MO
- オエ61 44 ← マニ61 2366 MO
- オエ61 45 ← マニ60 2692 NN
- オエ61 46 ← マニ60 2689 MT
- オエ61 47 ← マニ60 697 KK
- オエ61 48 ← マニ61 2367 OM
- オエ61 49 ← マニ61 2368 OM
- オエ61 50 ← スハニ62 42 GK
- オエ61 51 ← スユニ61 43 GK
- オエ61 52 ← マニ60 363 KK
- オエ61 53 ← マニ60 112 KG
- オエ61 54 ← マニ60 2597 MO
- オエ61 55 ← マニ60 2690 NG
- オエ61 56 ← マニ60 2228 NG
- オエ61 57 ← マニ60 164 KG
- オエ61 58 ← マニ60 168 KG
- オエ61 59 ← マニ60 2051 AK
- オエ61 60 ← マニ60 2443 MO
- オエ61 61 ← マニ60 2075 OM

- オエ61 62 ← マニ60 2644 NT
- オエ61 63 ← マニ60 2503 MT
- オエ61 64 ← マニ60 707 NG
- オエ61 65 ← マニ61 209 TS
- オエ61 66 ← マニ60 2096 TD
- オエ61 67 ← マニ60 2021 AK
- オエ61 68 ← マニ60 2588 OM
- オエ61 69 ← マニ60 359 KG
- オエ61 70 ← マニ60 173 KG
- オエ61 71 ← マニ60 2438 AK
- オエ61 72 ← マニ60 139 GK
- オエ61 73 ← マニ60 216 TZ
- オエ61 74 ← マニ60 2667 OM
- オエ61 75 ← マニ60 2175 MT
- オエ61 76 ← マニ60 624 TS
- オエ61 77 ← マニ60 137 HB
- オエ61 78 ← マニ60 629 KG
- オエ61 79 ← マニ60 304 KG
- オエ61 80 ← マニ60 2410 AK
- オエ61 81 ← マニ60 2656 GK

- オエ61 82 ← マニ60 2654 OM
- オエ61 83 ← マニ60 2619 OM
- オエ61 84 ← マニ60 2606 OF
- オエ61 85 ← マニ60 2645 NN
- オエ61 86 ← マニ60 162 TS
- オエ61 87 ← マニ60 521 HB
- オエ61 88 ← マニ60 522 HB
- オエ61 89 ← マニ60 89 KK
- オエ61 90 ← マニ60 2425 KK
- オエ61 91 ← マニ60 2422 KG
- オエ61 92 ← マニ60 2549 KG
- オエ61 93 ← マニ60 2658 TZ
- オエ61 94 ← マニ60 2205 TZ
- オエ61 95 ← マニ60 2254 TZ
- オエ61 96 ← マニ60 2652 MO
- オエ61 97 ← マニ60 2502 NG
- オエ61 98 ← マニ60 144 HB
- オエ61 99 ← マニ60 711 AK
- オエ61 100 ← マニ60 2097 NG
- オエ61 101 ← マニ60 2098 NG

- オエ61 308 ← マニ36 320 KG

- オエ61 601 ← マニ37 202 TS

## 939形（新幹線）
- 939-202 ← スロ62 2021 HM

## 気動車
- キハ40 1 ← オハ62 2 NH
- キハ40 2 ← オハ62 1 KR
- キハ40 3 ← オハ62 130 KR

- キハ45 1 ← オハフ62 5 NH
- キハ45 2 ← オハフ62 6 NH
- キハ45 3 ← オハフ62 1 KR
- キハ45 4 ← オハフ62 3 KR
- キハ45 5 ← オハフ62 2 KR

- キクハ45 1 ← オハフ61 194 KK
- キクハ45 2 ← オハフ61 492 TD
- キクハ45 3 ← オハフ61 493 TD

- キサハ45 1 ← オハ62 59 GK
- キサハ45 2 ← オハ62 79 GK
- キサハ45 3 ← オハ62 80 GK